# Antonino Sartini
Antonino Sartini (Crespellano, 1889 – Bazzano, 7 maggio 1954) è stato un pittore italiano.

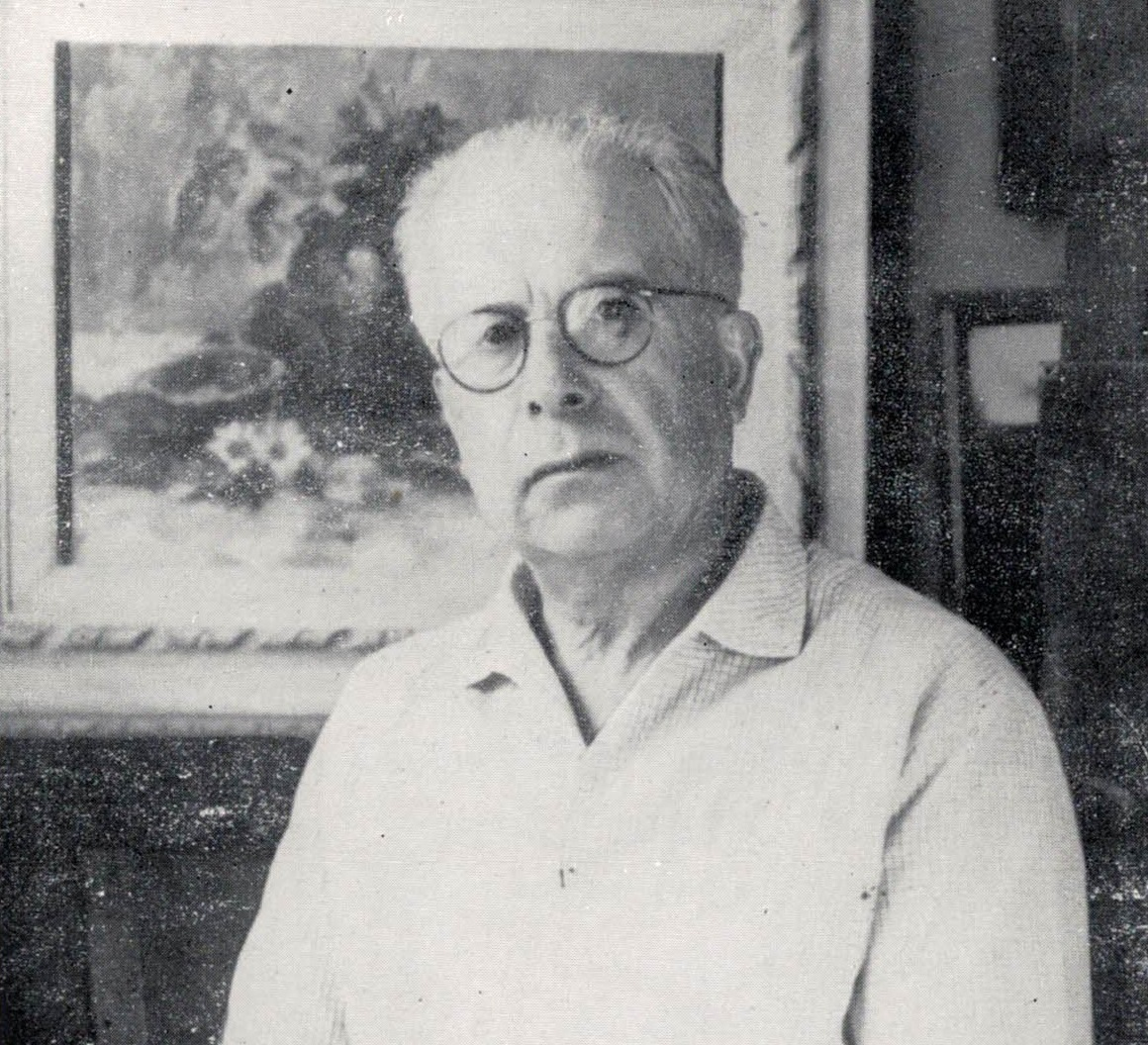
Foto di Antonino Sartini negli anni 50.

È stato definito il "pittore della serenità" e appartiene a quel gruppo di pittori paesaggisti dell’inizio del 900 della "Scuola bolognese di pittura", come Luigi e Flavio Bertelli, Giovanni Secchi, Guglielmo Pizzirani, Alessandro Scorzoni, Gino Marzocchi e Garzia Fioresi, che hanno dipinto i paesaggi emiliano-romagnoli, riproducendone le bellezze e testimoniandone, con il pennello, i cambiamenti nel tempo.

## Formazione e biografia

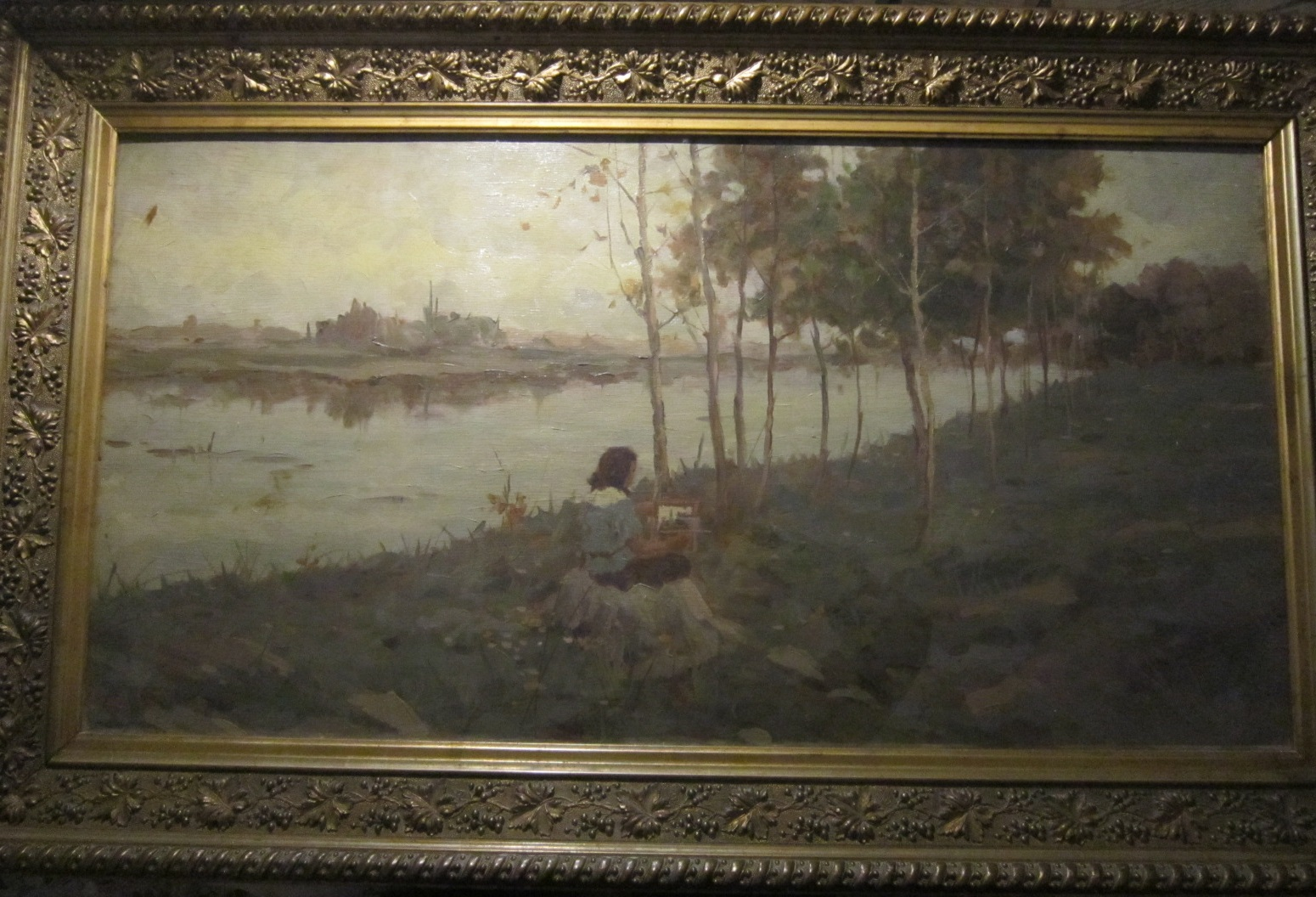
Donna in riva al fiume (collezione privata)

Nato a Crespellano nel 1889, un tempo comune [oggi confluito nel nuovo comune di Valsamoggia] distante una ventina di chilometri da Bologna e qualche chilometro in più da Modena, Antonino Sartini si forma in un ambiente ricco di stimoli per l’arte e la pittura: il padre, Luigi, è un esperto decoratore, dal quale apprende le prime nozioni di pittura; il fratello Giuseppe, maggiore di due anni, è pittore.

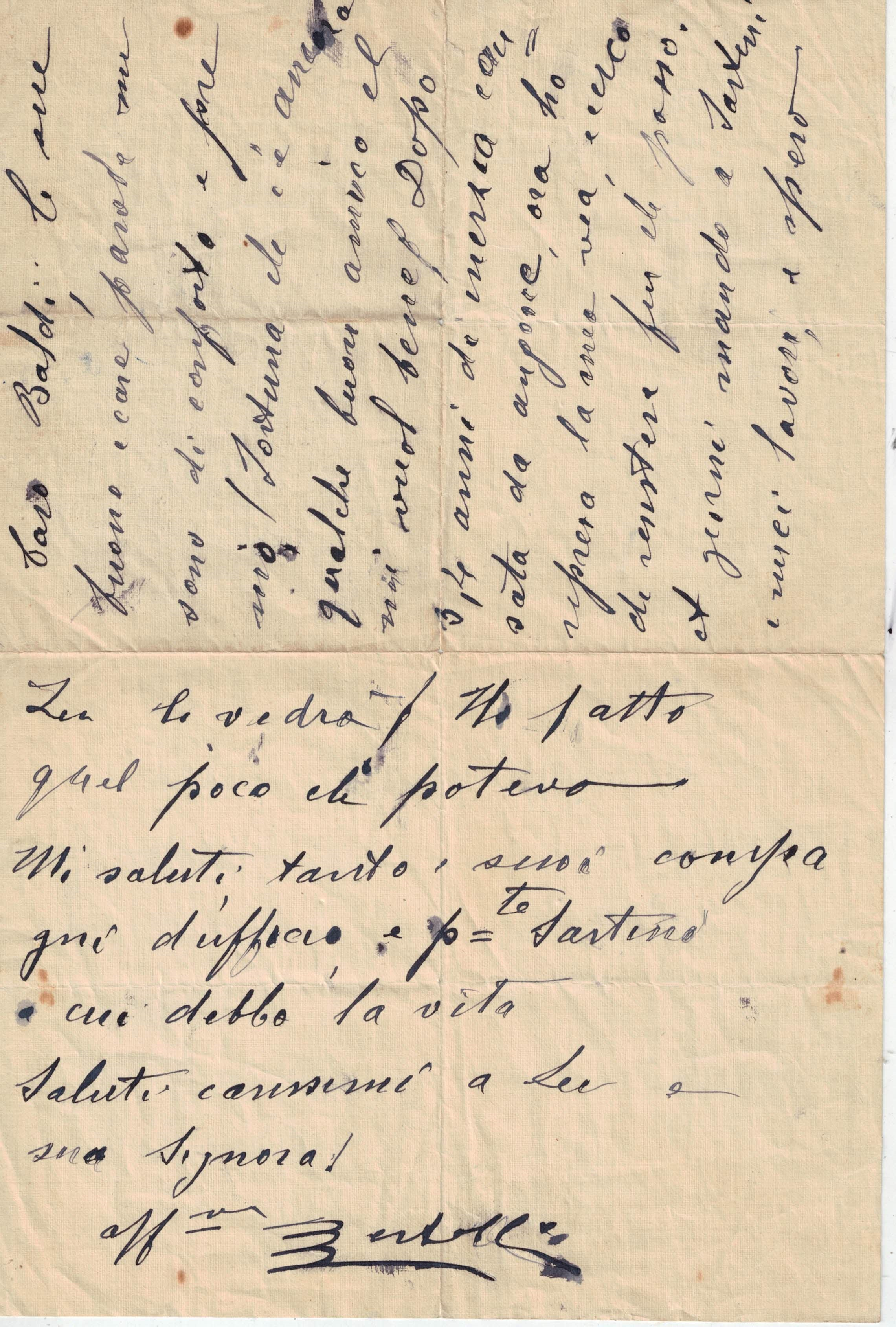
Lettera di Flavio Bertelli a Baldi Alfredo (amico anche di Sartini), dove esprime la sua riconoscenza verso Sartini.

Durante la prima guerra mondiale, presta servizio militare nella Sanità, prima all’Ospedale militare di Bologna e poi negli ospedaletti da campo, a ridosso del fronte. Nel febbraio 1918 muore la fidanzata Irene Berozzi e dopo la morte della ragazza il giovane Sartini inizia a dipingere seguendo la lezione dei suoi “maestri” Alessandro Scorzoni e Flavio Bertelli. Di quest’ultimo Sartini resterà amico per tutta la vita, dividendo con Flavio Bertelli per molti anni lo studio in via del Poggiale, attuale via Nazario Sauro a Bologna, e sostenendolo a lungo sia psicologicamente che concretamente nelle difficoltà della sua vita, ospitandolo a Crespellano durante un periodo di difficoltà economiche nei primi anni ‘30. Nel frattempo Sartini trova un impiego come disegnatore all’Ufficio del Catasto, ma ciò non gli impedisce di continuare a coltivare il suo amore per la pittura.
Le prime opere conosciute di Sartini sono della fine degli anni Venti e la sua prima mostra personale è del gennaio 1931: alla “Galleria d’Arte” di Casa Berti Pichat, dove Sartini presenta 27 opere in una sala tutta sua, che affianca altri spazi riservati a Flavio Bertelli e ad altri pittori, per un totale di 75 opere esposte. Qui, Sartini viene accolto dalla critica in toni elogiativi: il cronista Armando Pelliccioni scrive nel 1931 nella testata "il Pavaglione": "Antonino Sartini è una nuova recluta che s'aggiunge al numeroso drappello degli artisti bolognesi. È un debuttante che s'annunzia con qualità tali, che molte stelle del firmamento locale non hanno ancora raggiunto e, forse, non raggiungeranno mai". Un altro cronista, Nino Padano, scrive sul "Corriere Padano" sempre nel 1931: "Antonino Sartini, che si espone per la prima volta al giudizio del pubblico, è stata una specie di rivelazione. Infatti, appena si entra nella sala, si prova subito l'impressione di essere attratti dalla varietà luminosa e canora della sua tavolozza". E sempre lo stesso cronista scrive sulla testata "Le arti plastiche": "Il Sartini ha un indubbio e vivo gusto nativo per la pittura". Infine il cronista Italo Cinti, scrive sul "il Comune di Bologna": "Sartini è una fonte di letizia: ha tali lavori che piacerebbero anche a certi sdegnatissimi censori". Il podestà di Bologna, sceglie personalmente e delibera l’acquisto di alcune delle opere esposte per arricchire la Galleria municipale di arte moderna a Villa Armandi Avogli [l’attuale Villa delle Rose] e per incoraggiare l’opera degli artisti locali: di Flavio Bertelli viene acquistato Solitudine; di Sartini, Vecchia strada a Bazzano. Entrambe le opere non figurano oggi nelle raccolte della Galleria d’arte moderna, perché probabilmente sono andate disperse, insieme a molte altre durante la seconda guerra mondiale. Di Sartini è, invece, conservato, alla Galleria comunale, l’olio Paesaggio di neve dello stesso anno 1931. Ancora nel 1931, in Agosto, egli partecipa alla “mostra del paesaggio porrettano” a Porretta Terme (oggi frazione di Alto Reno Terme), assieme ad altri pittori tra cui l’amico Flavio Bertelli. Negli anni successivi, si moltiplicano le presenze di opere di Sartini alle mostre locali.
Nell’ottobre 1932, si tiene, al Circolo della Stampa in via Galliera, la mostra del Circolo “Amici dell’Arte” e Sartini è presente con le sue opere, unitamente ad altri pittori bolognesi. I cronisti della rivista “Il Comune di Bologna” scrivono che Sartini ha due buoni paesaggi, dove vi è un accenno di Sartini a svincolarsi dall’influenza stilistica dei Bertelli (Luigi e Flavio Bertelli). Anche l’importante periodico di cultura e arte “Vita Nova”, il non identificato cronista (forse Italo Cinti) scrive: “Sartini ha un gusto tutto suo per certi bruni caldi di caseggiati, di siepi secche, di terreni in controluce, di groviglio di sterpi che rende con la spatola in un modo che è ben suo. La maniera bertelliana a tocchi leggeri di pennello tondo non si riscontra quasi più in lui, sebbene continui a manifestarsi nei suoi lavori un sentimento dolce di contemplazione della natura”.
Nel 1933 Sartini partecipa a ben quattro manifestazioni: in gennaio, a Palazzo Albicini di Forlì, dove è invitato insieme all’amico Bertelli e dove partecipano altri pittori. Ancora in gennaio-febbraio espone alla “Mostra del bozzetto” allestita dalla Società Amici dell’Arte nella sede di Via Santo Stefano 14. Tra maggio e giugno, è tra gli artisti presenti alla mostra che si tiene nella Sala degli Anziani in Palazzo d’Accursio e che chiude il primo anno di vita del Circolo Amatori e Cultori di Bologna. Su il Resto del Carlino il cronista d’arte dedica non poche righe alle opere di Sartini: "Si vedano Primavera, con quei bianchi de’ fiori accordati con le nubi"; Rio Meloncello; Vacca al pascolo e qualche altro. Tutte le sue pitture sono aspetti variati di un'unica e dominante nota sentimentale, idillica, pastorale, contemplativa”. In agosto, Sartini ottiene il diploma di medaglia d’oro alla rassegna organizzata a Riccione, dallo stesso Circolo nell’ambito della “Mostra Campionaria Benefica”. In luglio esce sul periodico “Il Comune di Bologna” un lungo articolo di Italo Cinti dedicato ad Antonino Sartini, il critico ricorda l’iniziale e ormai superata dipendenza di Sartini dai Bertelli (Luigi e Flavio) e ne sottolinea "l’arte elementare di sentimento", perché “egli tratta il paesaggio, tratta la campagna a volte con una sottile malinconia, a volte con un’armoniosa contemplazione, con quel senso, diremo così, interno, cioè umanizzato, non freddamente descrittivo delle cose”, concludendo con un’osservazione del tutto condivisibile: “Sempre c’è nei lavori di Sartini un’intimità casta e serena”.

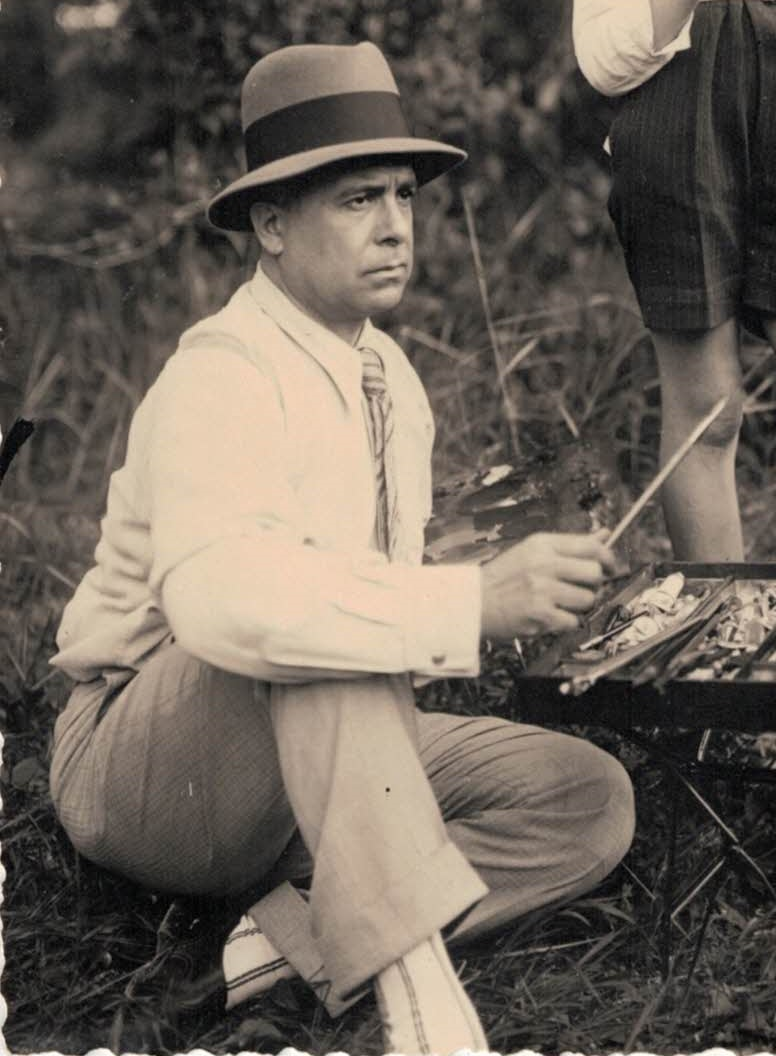
Foto di Antonino Sartini nel 1934

Nel marzo 1934, al Circolo Artistico viene proposta una mostra su quattro pittori, tra cui Sartini, che presenta diverse opere, fra cui Montagna modenese e Rio della Cassola. In aprile, ancora il rinato Circolo Artistico, frutto dell’unificazione dei diversi circoli bolognesi di amatori d’arte voluta dal nuovo podestà, Angelo Manaresi, organizza nelle sale della Cassa di Risparmio a Palazzo Pepoli, una grande mostra di opere di Adolfo De Carolis, dove viene affiancata una mostra di artisti locali, tra cui Sartini che espone un paesaggio. In maggio Sartini è presente anche alla “IV Esposizione dell’Arte del Paesaggio” che si tiene al Littoriale.
A distanza di un anno esatto, nel maggio del 1935, si tiene nella nuova sede sociale del Circolo Artistico, in via Zamboni, una rassegna di sette pittori fra i quali Sartini, che presenta Povere cose sotto la neve, Case sul Ravone, Giornata grigia, Vita rustica, Via San Mamolo e altri tagli di paesaggio colti ai bordi della città, soprattutto laddove le ultime case confinano con campi ed alberi e corsi d’acqua, lasciando pieno campo alla campagna. Il cronista d’arte de il Resto del Carlino scrive che “è sulla linea sempre dell’equivalenza «paesaggio-stato d’animo» che egli va allargando la falda della sua «macchia» pittorica, unendola di più, e le sue nevi, i suoi specchi d’acqua hanno la fissità dei silenzi”, mentre sulla rivista “Il Comune di Bologna” di giugno, lo stesso critico annota: “Sartini ha allargato la falda della sua pennellata, l’ha resa più sciolta, più risolutiva […]. Sembra che le cose, nella sua pittura, si condensino traverso un posarsi di queste falde sottili, magre, larghe come petali, tenui come fiori”. Nello stesso 1935 si tiene poi a Porretta, in agosto, una nuova mostra dell’Appennino tosco-emiliano, promossa dalla locale Azienda di Soggiorno, con tre sale dedicate alla pittura ed una riservata alla fotografia e dove vi partecipa anche Sartini assieme ad altri undici artisti, selezionati dalla giuria di accettazione.
Nella seconda metà degli anni Trenta, la stima conquistata da Sartini a Bologna ed in provincia, gli vale ancora numerosi inviti alle mostre del Circolo Artistico ed alle più ampie rassegne sindacali provinciali ed interprovinciali.
Nel marzo del 1936, è la volta del Circolo di Cultura ed in questo caso i cronisti parlano espressamente di “pittori bolognesi dell’ottocento”, accomunando a Luigi Serra, Luigi Bertelli e Alessandro Scorzoni gli amici, ben più giovani, ossia Flavio Bertelli e Sartini il quale presenta l’opera Cappella di montagna. Nello stesso mese, si tiene anche l’ormai tradizionale mostra di pittura e scultura del Circolo Artistico a Bologna nelle due salette sociali di via Oberdan, dove Sartini continua a effondere, in ogni suo paesaggio, l’interiorità di una contemplazione innamorata. In novembre, si apre la "V° Mostra Sindacale dell’Emilia-Romagna", alla quale la giuria invita più di cento artisti, fra cui Sartini.
Il 1937 per Sartini non è meno ricco di appuntamenti: egli, infatti, è presente sia alla mostra inaugurale, in gennaio, del Circolo Artistico (dove ancora una volta viene segnalato “il macchiare sciolto e veloce” della sua notazione pittorica), sia a quella che precede la chiusura estiva, in giugno (dove i cronisti segnalano che Sartini, nell'opera “Casette di Giaroli”, "ci dà un poemetto di un’umanità toccante"), sia, infine, alla rassegna che riapre i battenti del Circolo, in dicembre, dove Sartini propone le opere Frutta e Pomeriggio d’inverno.
Nel novembre del 1938, egli viene invitato ancora una volta alla Sindacale dell’Emilia-Romagna, la mostra che, stando ai cronisti, “raccoglie la miglior produzione artistica delle otto provincie dell’Emilia-Romagna”.

Tra marzo e aprile del 1939, Sartini è di nuovo presente alla rassegna dei soci del Circolo Artistico. Vengono presentate 45 opere di 23 pittori, tra cui Flavio Bertelli e Sartini.

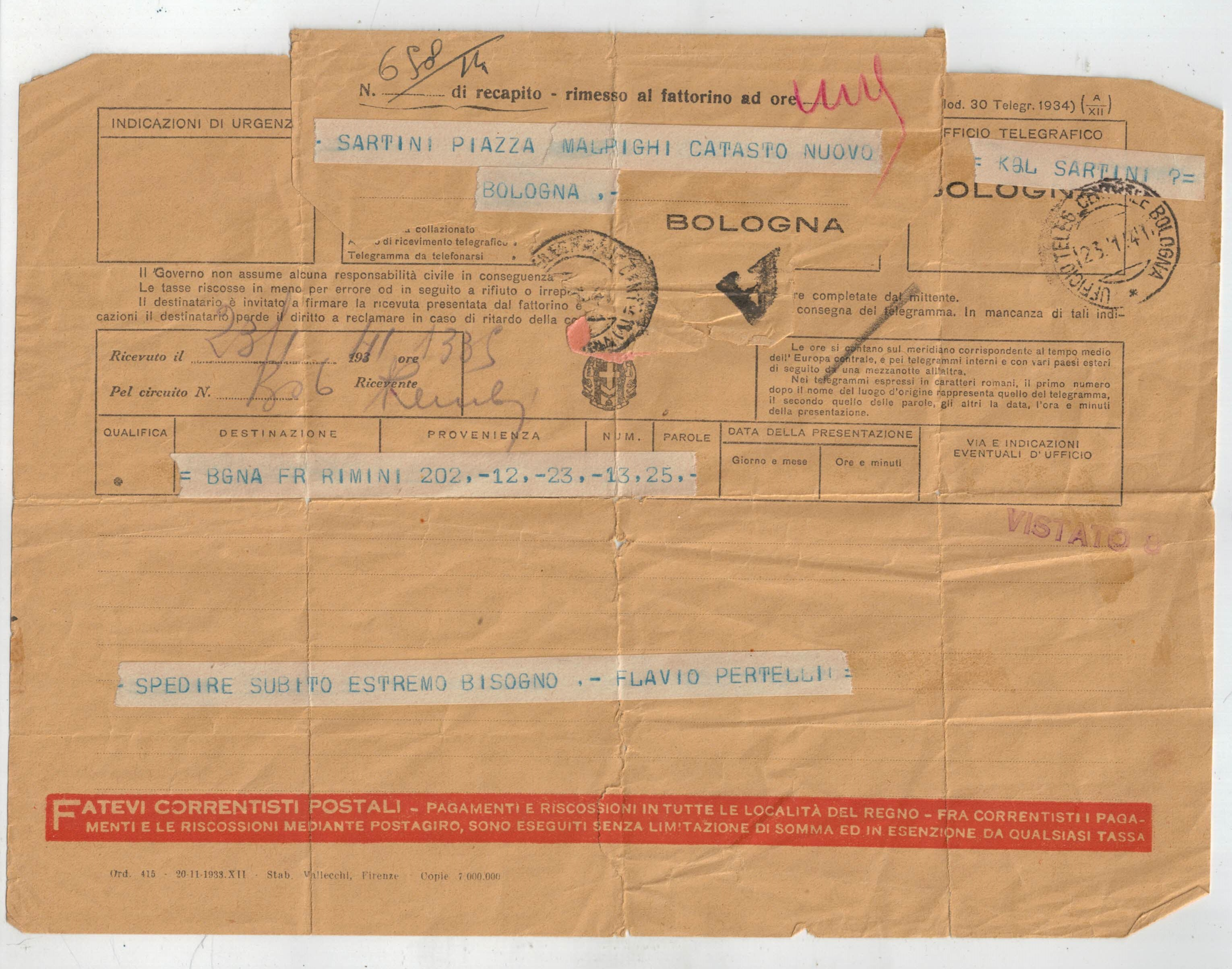
Telegramma inviato da Flavio Bertelli a Antonino Sartini il 23/01/1941

Ultimo appuntamento espositivo di Sartini, prima del precipitare della guerra negli anni tragici dell’occupazione tedesca, si ha nell’autunno del 1942, quando nelle sale del Dopolavoro Professionisti e Artisti, si apre la "IX Mostra Interprovinciale del Sindacato".
Dopo la guerra, in Sartini par di notare una diminuzione di spinta, una minor voglia di esporsi. Poche sono le rassegne a cui egli partecipa: il Premio Casalecchio del 1953; una non meglio precisata mostra in un museo milanese e certamente le periodiche rassegne del Circolo Artistico, di cui egli resta socio fedele e per il quale, nel 1951, ordinerà la prima mostra antologica di Flavio Bertelli, a dieci anni dalla sua scomparsa.
Come l’amico pittore, a cui rimarrà sempre legato, Flavio Bertelli, morto all’Ospedale di Rimini nel 1941, anche Sartini si spegne all’Ospedale di Bazzano (oggi chiamata Valsamoggia) il 7 maggio 1954. “Si calcola che le sue opere ammontino a qualche centinaio”, così scrive l’anonimo estensore di una breve memoria biografica stesa su richiesta delle Prefettura nel 1959, in occasione della decisione del Consiglio comunale di Crespellano di intitolare una via a Antonino Sartini.

## L'amicizia con Baldi Alfredo

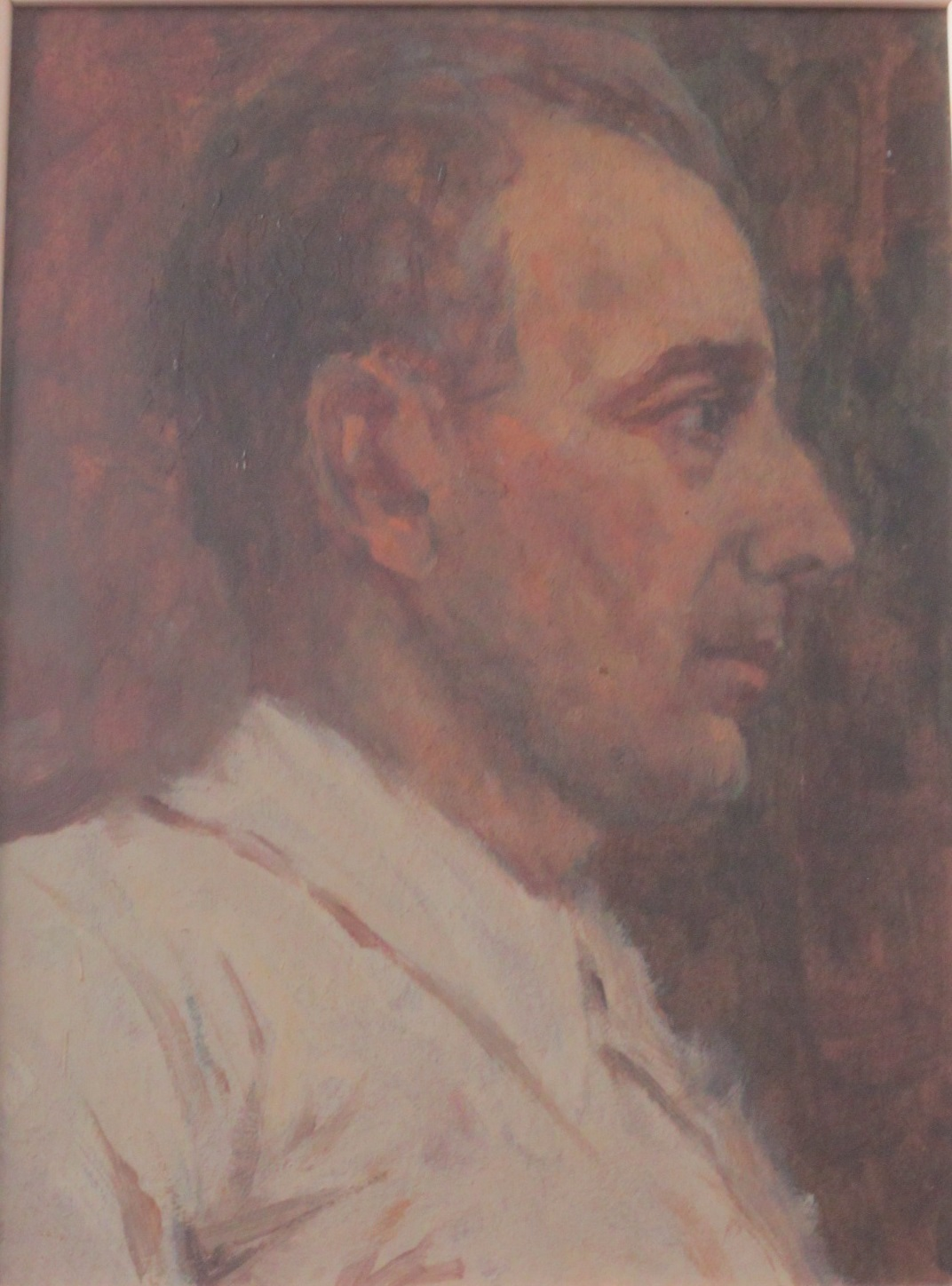
Ritratto di Alfredo Baldi, olio su tavola, 17 x 23 cm, collezione privata.

Sono due i maggior gruppi che detennero i quadri di Sartini, dopo la morte del pittore: a) i parenti del pittore stesso e b) l’amico e collega di lavoro, Baldi Alfredo, che acquistò i quadri quando il pittore era in vita. Altri quadri andarono a gallerie d’arte e ad altre persone interessate alle opere di Sartini. I quadri appartenuti alla collezione di Baldi Alfredo si possono riconoscere in quanto dietro ai quadri di Sartini, viene riportata la dicitura PROPRIETA’ BALDI.

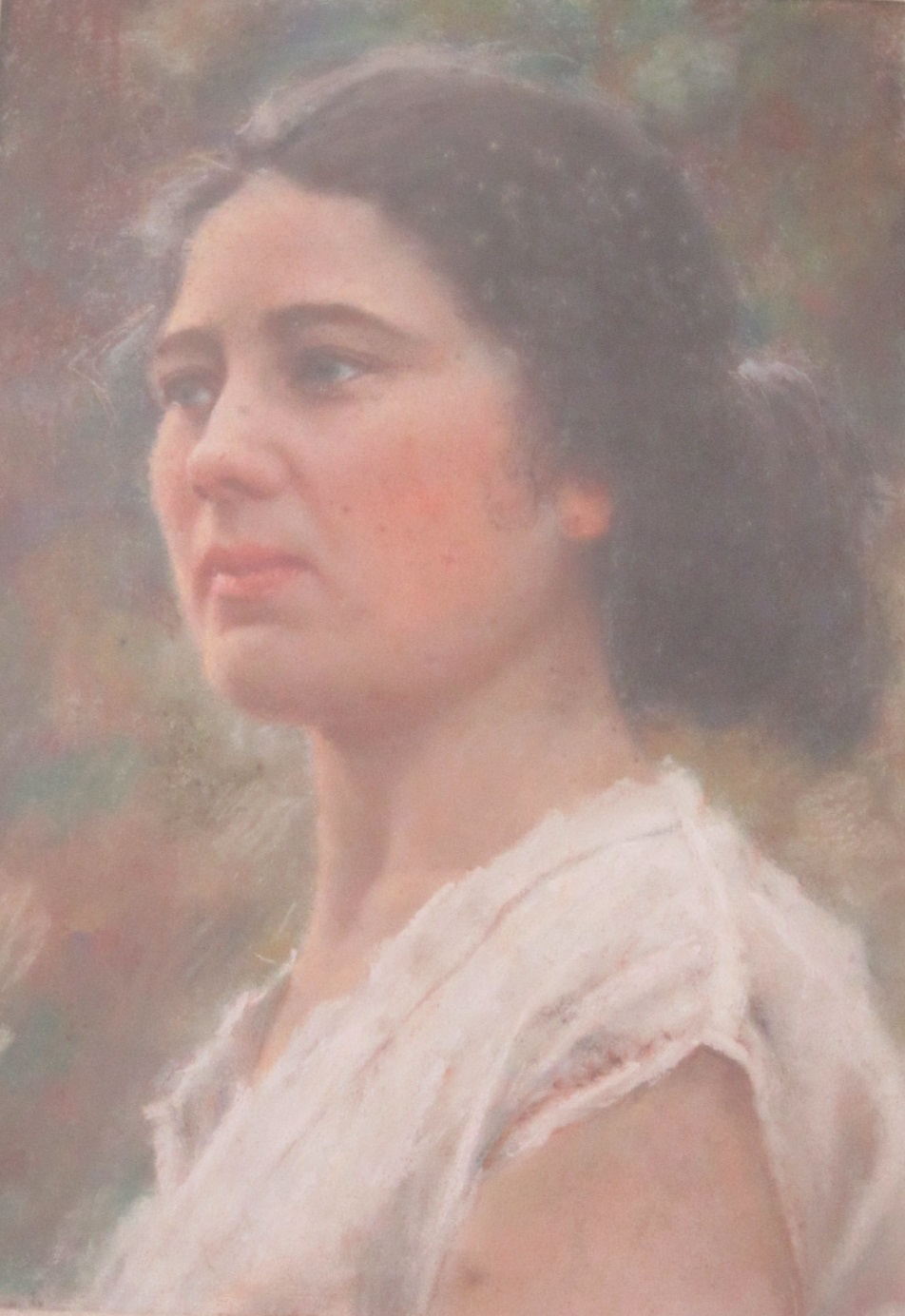
Ritratto di Elvira Gennari, 1929, olio su tavola 27 x 38 cm, collezione privata

L’amicizia con il collega ed amico Alfredo Baldi fu, per Sartini, fraterna e costante fino alla fine della sua vita. Ne sono prova le varie cartoline inviate da Sartini a Baldi. Nello stesso tempo, Baldi fu incantato dalle opere di Sartini, che acquistò sempre con entusiasmo. Assai gradito fu il regalo che Sartini fece a Baldi nel 1929, quando gli regalò, come dono di nozze, due quadri che ritraggono Baldi e la moglie (Elvira Gennari).

## Stile
Antonino Sartini trova, nella natura e nei gesti antichi della vita quotidiana rurale, i soggetti ideali alla sua ispirazione pittorica, effondendo in ogni suo paesaggio immagini serene e riposanti, arricchite da colori caldi e mai mossi. I suoi tagli di paesaggio sono colti ai bordi della città, soprattutto laddove le ultime case confinano con i campi, gli alberi e i corsi d’acqua, per lasciare pieno campo alla campagna. In questi luoghi, Sartini si immerge nella contemplazione della natura che lo circonda e traduce in pittura il sentimento delle cose e la loro armonia. Ed è proprio l’armonia delle cose che Sartini cerca e trova dal proprio angolo d’osservazione, esprimendo, con il pennello, la sensazione e la serenità che vi coglie, con quel pudore contemplativo, casto e sereno, di colui che apprezza l’armonia di ciò che gli è intorno e vuole immortalarla e meglio ancora celebrarla, comunicandola agli altri. A tal proposito scrive Amleto Montevecchi: "La pittura di Sartini è armonica: a volte robustamente sonora, svolgentesi in canti stesi di luce, a volte, soavemente quieta, esprimentesi in voci sommesse di fuggevoli bagliori. Egli, che sa scegliere i tagli dei suoi quadri, predilige i posti romiti, e gli angoli solitari, le chiesette lontane e le strade campestri e montanine ove il sole gioca in tutte le ore e lascia l'impronta calda e luminosa dell'attimo che passa: chi guarda i suoi quadri vive con lui emotivamente e respira, oltre le quinte silenti, il vasto cielo dove lo spirito s'innabissa nel mistero e si nutre di poesia."
L’atteggiamento psicologico ed estetico di molte delle sue opere è di matrice crepuscolare, dolcemente vespertino. La pittura di Sartini ha certamente qualcosa dello stile dei Macchiaioli, oltre che subire i ben noti influssi dei Bertelli (Luigi e Flavio). Scrive, infatti, Umberto Beseghi (studioso e storico dell’arte, contemporaneo di Sartini): "Antonino Sartini è stato definito un Bertelliano. Dicendo questo non si toglie nulla a lui e alla sua arte. Bisogna, però, anche riconoscere che alla scuola dei due grandi pittori bolognesi egli aggiunse una propria personalità, su suo stile e quella bontà serena ch'era nel suo carattere". Il suo modo di dipingere è caratterizzato da tocchi leggeri, a macchia tonda, che danno il senso della forma, senza appesantirla con contorni, né masse accentuate. In molte sue opere, infatti, ogni cosa appare intuita nella sua essenza, come accennata se non addirittura ricostruita ed umanizzata, attraverso un’immagine leggera, mai freddamente descrittiva delle cose, dove lo spettatore rimane libero di completarla e contemplarla con il proprio sentimento. Lo testimoniano tanti suoi dipinti, tra i quali "Bucato al sole" del 1930, "Paesaggio" del 1931, di proprietà della Galleria d'Arte Moderna di Bologna, "Lungo il rio" del 1935, "Tessitrice" del 1940.
Sartini non si limita a dipingere paesaggi, ma anche ritratti. E nel ritratto Sartini sa cogliere quell'intima verità che pone il soggetto fuori dal tempo: "Ritratto di Flavio Bertelli" del 1931, "nostalgia" del 1935, "Contemplazione" del 1942. Di lui, Umberto Beseghi (studioso e storico dell’arte, contemporaneo di Sartini) scriveva nel 1956: "Vi sono i paesaggi e le figure, che Antonino Sartini sapeva trattare con sottile sensibilità, con profondità di sentimento, con intuizione psicologica, con quella verità che non nega, tutt'altro, ne' l'indagine retrospettiva ne' quella introspettiva, ma sa trasfondere negli altri quello ch'ei vede e sente" (1956).

## Opere (datate)
- Madonna del rosario, 1927 (copia del quadro del pittore Carlo Cignari, conservato nella galleria degli Uffizi a Firenze), olio su tavola, 36 x 48 cm, collezione privata.
- Una via di Bazzano, 1929, olio su tavola 46x35 cm, collezione privata.
- Ritratto di Elvira Gennari, 1929, olio su tavola 27 x 38 cm, collezione privata.
- Casolare Martignone, 1930 circa, olio su tavola 36x27 cm, collezione privata.
- Pini a Villa Meloncello, 1930 circa, olio su tavola 40x28 cm, collezione privata.
- Vecchie capanne, 1931, olio su tavola 47x32 cm, collezione privata.
- Canto della primavera, 1931, olio su tavola 36x28 cm, collezione privata.
- Collagna di Reggio Emilia,1931, olio su tavola 34x22 cm, collezione privata.
- Chiesa di via lame (vista da via del Rondone), 1931, olio su tavola 55x41 cm, collezione privata.
- Frutteto in fiore, 1931, olio su tavola 24x20 cm, collezione privata.
- Vacca al pascolo, 1932, olio su tavola 52x38 cm, collezione privata.
- Salita collinare, 1932, olio su tavola 23x16 cm, collezione privata.
- Una strada a Monteveglio, 1933, olio su tavola 33x23 cm, collezione privata.
- Inizio del paese, 1933, olio su tavola 43x27 cm, collezione privata.
- Tiola di castello di Serravalle, 1933 circa, olio su tavola 25x16 cm, collezione privata.
- Il pozzo, 1934, olio su tavola 40x28 cm, collezione privata.
- Strada di alta montagna, 1935 circa, olio su tavola 32x23 cm, collezione privata.
- Primavera, 1935 circa, olio su tavola 31x19 cm, collezione privata.
- L’alberello, 1936, olio su tavola 26x19 cm, collezione privata.
- Autunno, 1936, olio su tavola 27x19 cm, collezione privata.
- Baragazza, 1938, olio su tavola 44x31 cm, collezione privata.
- Ca’ nuova di Sasso Marconi, 1940 circa, olio su tavola 33x24 cm, collezione privata.
- Campo in argine, 1941, olio su tavola 70x56 cm, collezione privata.
- Via dell’osservanza, 1941 circa, olio su tavola 36x25, collezione privata.
- Case sul poggio, 1942, olio su tavola 40x28 cm, collezione privata.
- Il prato all’inizio del bosco, 1942, olio su tavola 35x25 cm, collezione privata.
- Torretta in via di Ravone, 1942 circa, olio su tavola 26x17 cm, collezione privata.
- Pozzo a Randa del Ravone, 1942, olio su tavola 25x17 cm, collezione privata.
- Ponte nel bosco, 1945, olio su tavola 33x23 cm, collezione privata.
- Pollaio all’aria aperta, 1945, olio su tavola 38x27 cm, collezione privata.
- Il casolare celato, 1945, olio su tavola 35x25 cm, collezione privata.
- Intimità, 1946, olio su tavola, 23 x 32 cm, collezione privata.
- Donna in riva al fiume, 1946, olio su tavola 95x50 cm, collezione privata.
- Case sotto il colle, 1946 olio su tavola 26x17 cm, collezione privata.
- Ruscello solitario, 1950 olio su tavola 22 x 30 cm, collezione privata.
- Spiagge di Rimini, 1950 circa, olio su tavola 39x28cm, collezione privata.
- Il reno a Marzabotto, 1950, olio su tavola 33x24 cm, collezione privata.
- Strada del porto di Rimini, 1950 circa, olio su tavola 26x17 cm,  collezione privata.
- Le spigolatrici del mare, 1950 circa, olio su tavola 26x18 cm, collezione privata.
- Porto di Rimini, 1950 circa, olio su tavola 47x32, collezione privata.
- Chioggia, 1951, olio su tavola 31x25 cm, collezione privata.
- Sponda del Samoggia a Monteveglio, 1952, olio su tavola 23x16 cm, collezione privata.
- Crespellano sotto la neve, 1953 cm, olio su tavola 30x22, collezione privata.

## Opere (non datate)
- Colli dell’osservanza, olio su tavola 26x16 cm, collezione privata.
- Ritratto di Alfredo Baldi, olio su tavola 17 x 23 cm, collezione privata.
- Casa tra i pini, olio su tavola 29 x 39 cm, collezione privata.
- Case nel bosco, olio su tavola 32 x 47cm, collezione privata.
- Casolare, olio su tavola 26 x 36 cm, collezione privata.
- Crespellano, olio su tavola 35 x 44 cm, collezione privata.
- Ritratto di Gianna Pasotti (sorella acquisita della moglie dell'amico Baldi Alfredo), disegno 25 x 38 cm, collezione privata.
- Quercia secolare, olio su tavola 57 x 44 cm, collezione privata.
- Il campo di grano, olio su tavola 30 x 43 cm, collezione privata.
- Polli nel campo, olio su tavola 12 x 23 cm, collezione privata.
- Rio Cassola, olio su tavola, 34 x 48 cm, collezione privata.

## Galleria d'immagini

Alcune opere di Antonino Sartini
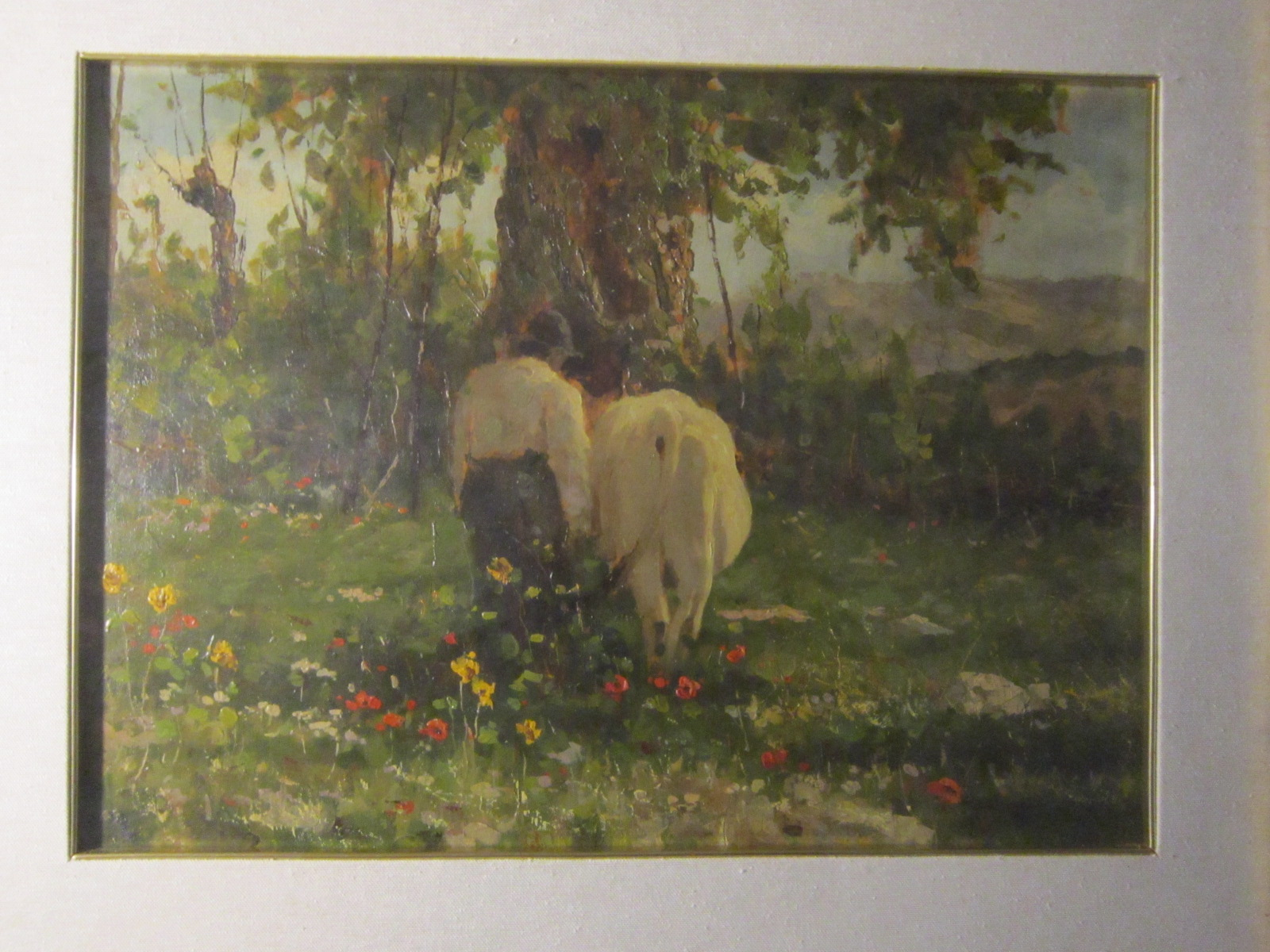
Vacca al pascolo - Antonino Sartini (1889-1954)
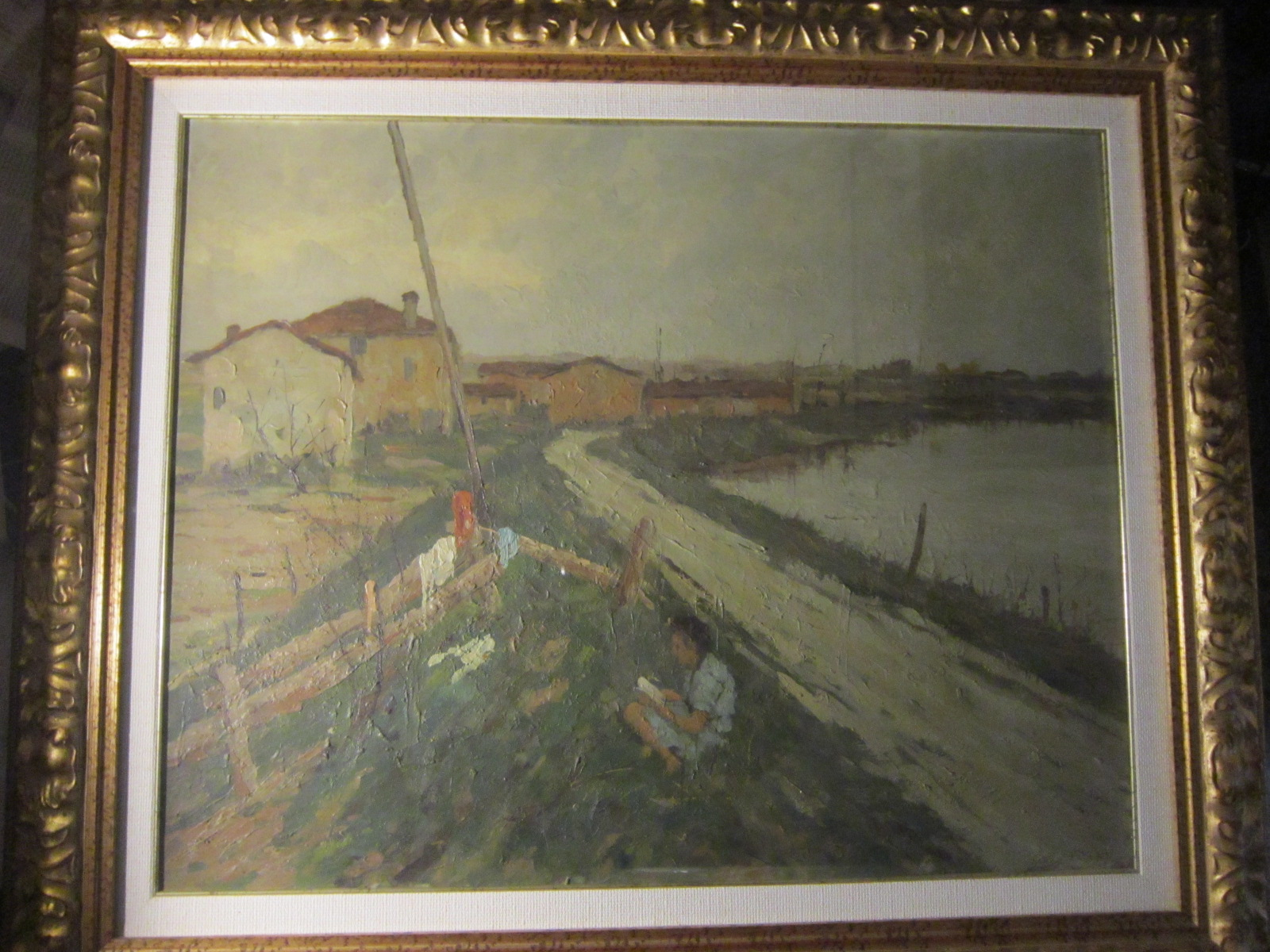
Campo in Argine - Antonino Sartini (1889-1954)
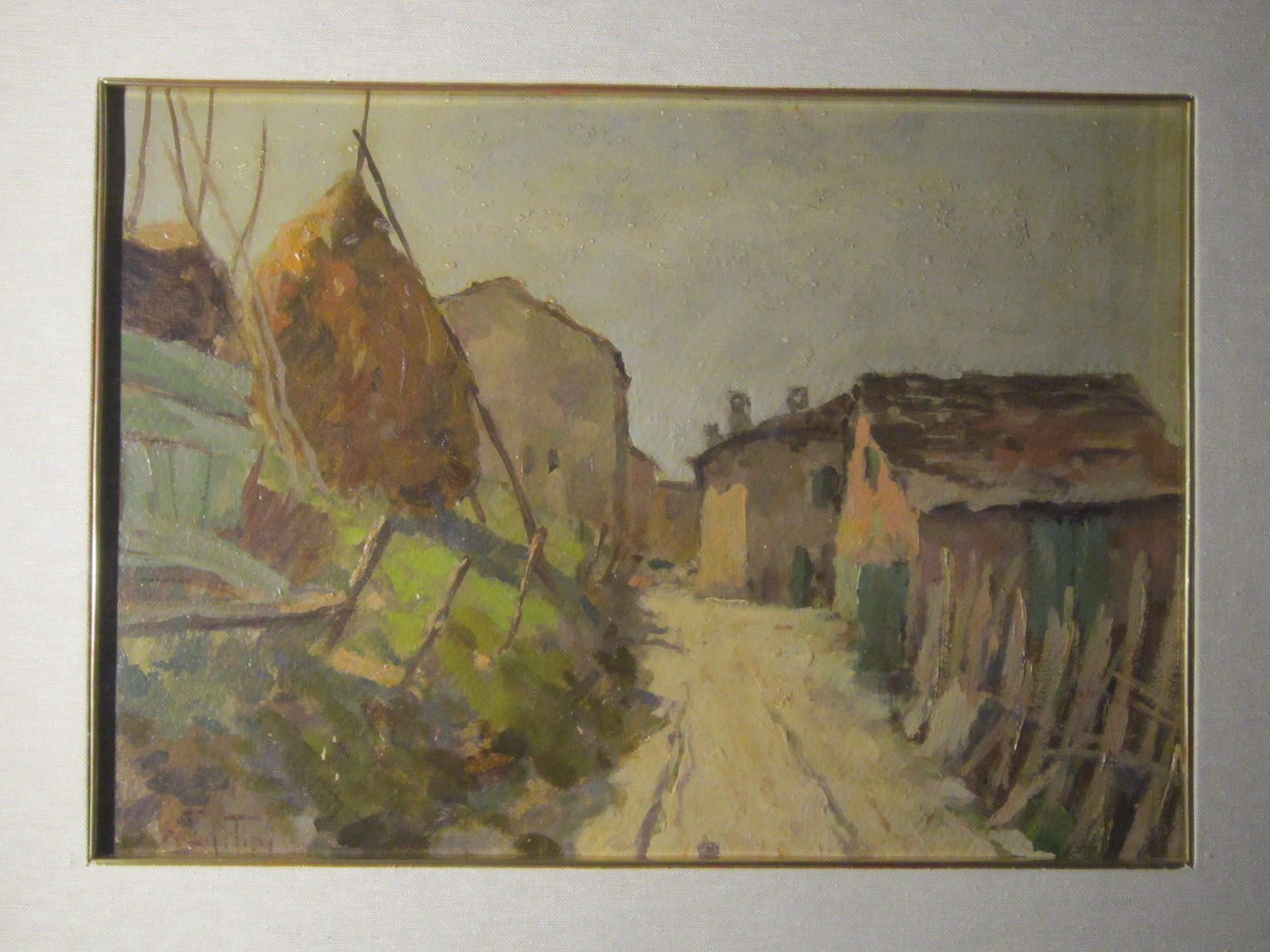
Baragazza - Antonino Sartini (1889-1954)
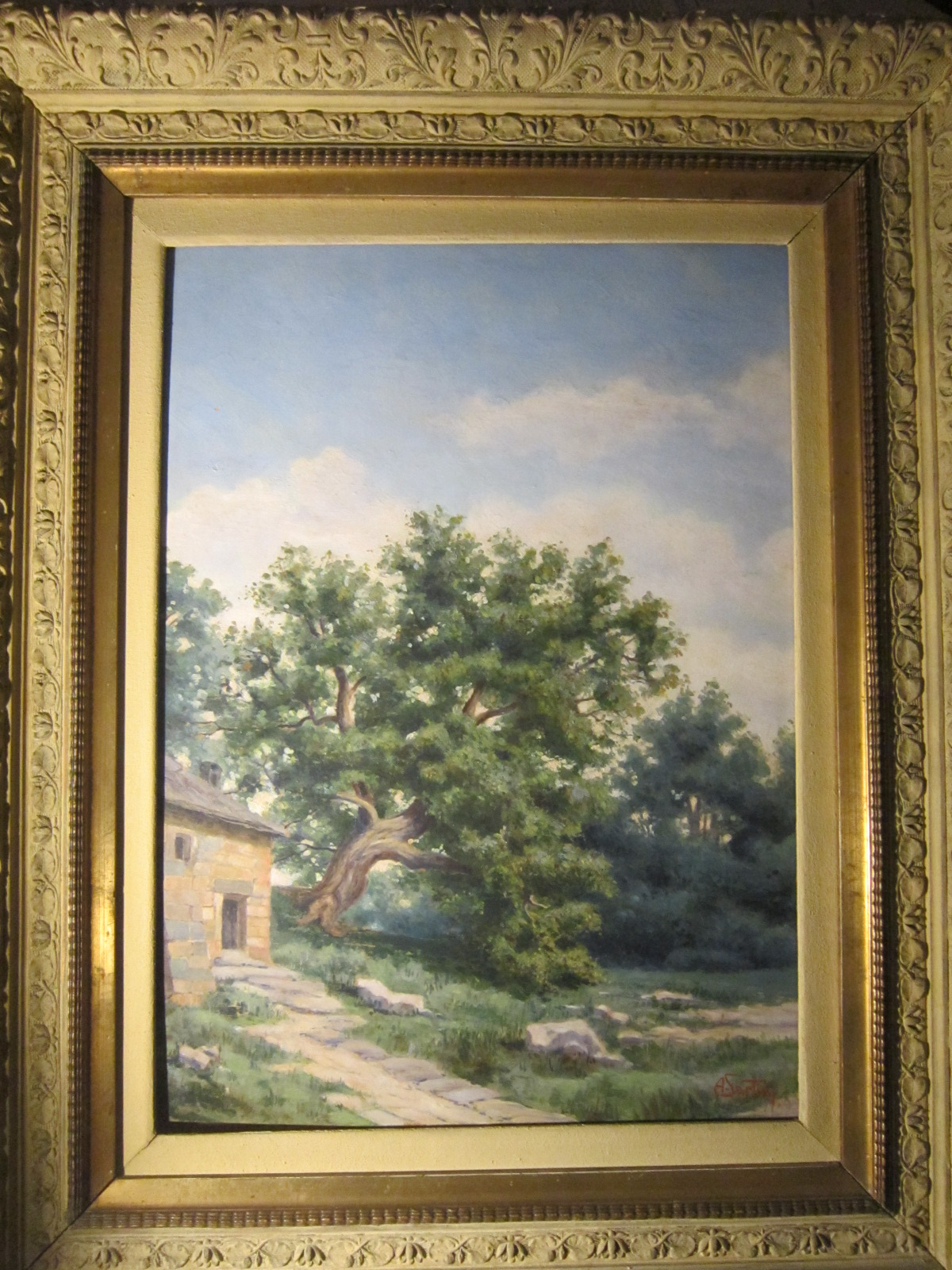
Quercia secolare - Antonino Sartini (1889-1954)
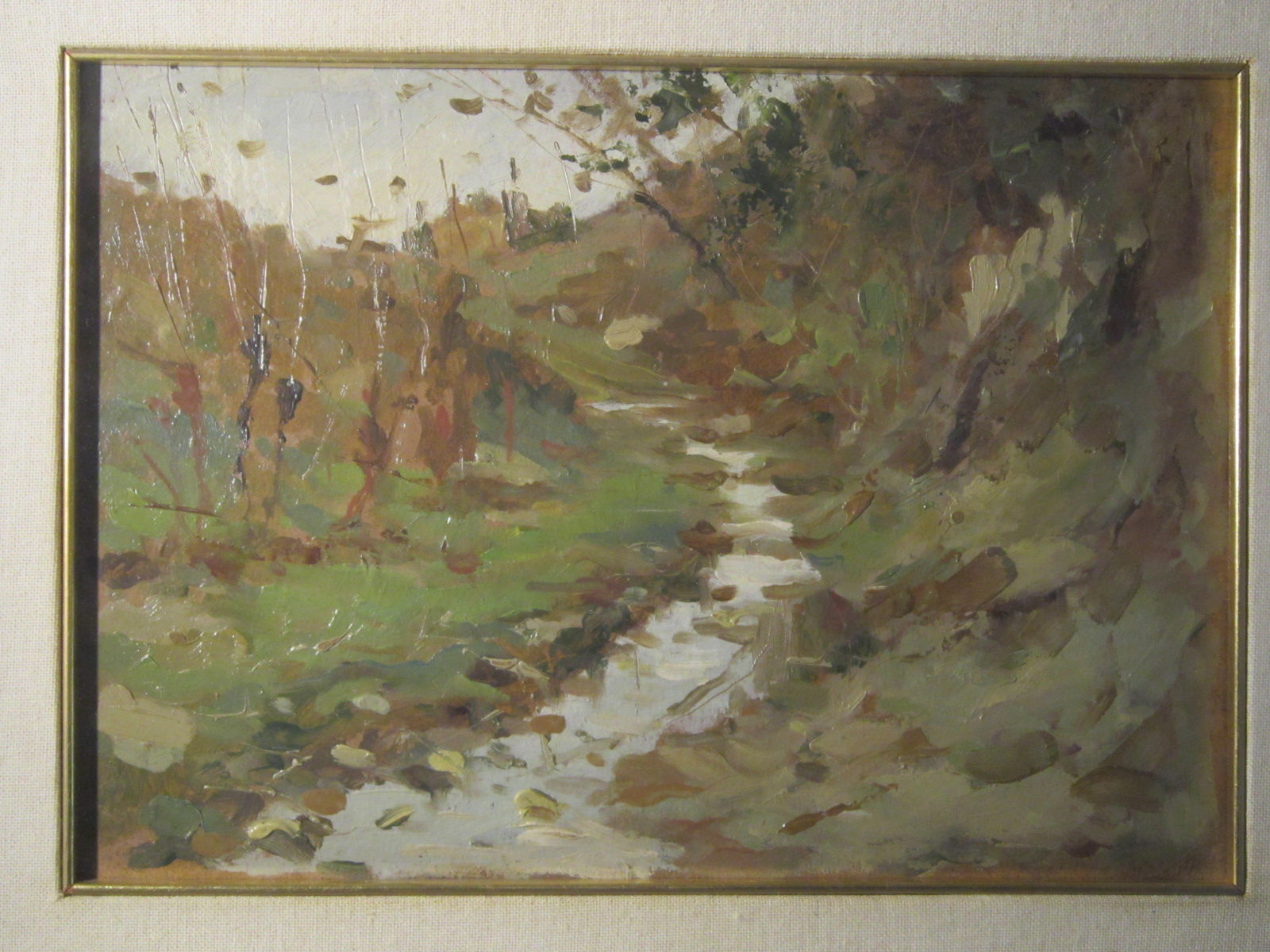
Ruscello solitario - Antonino Sartini (1889-1954)
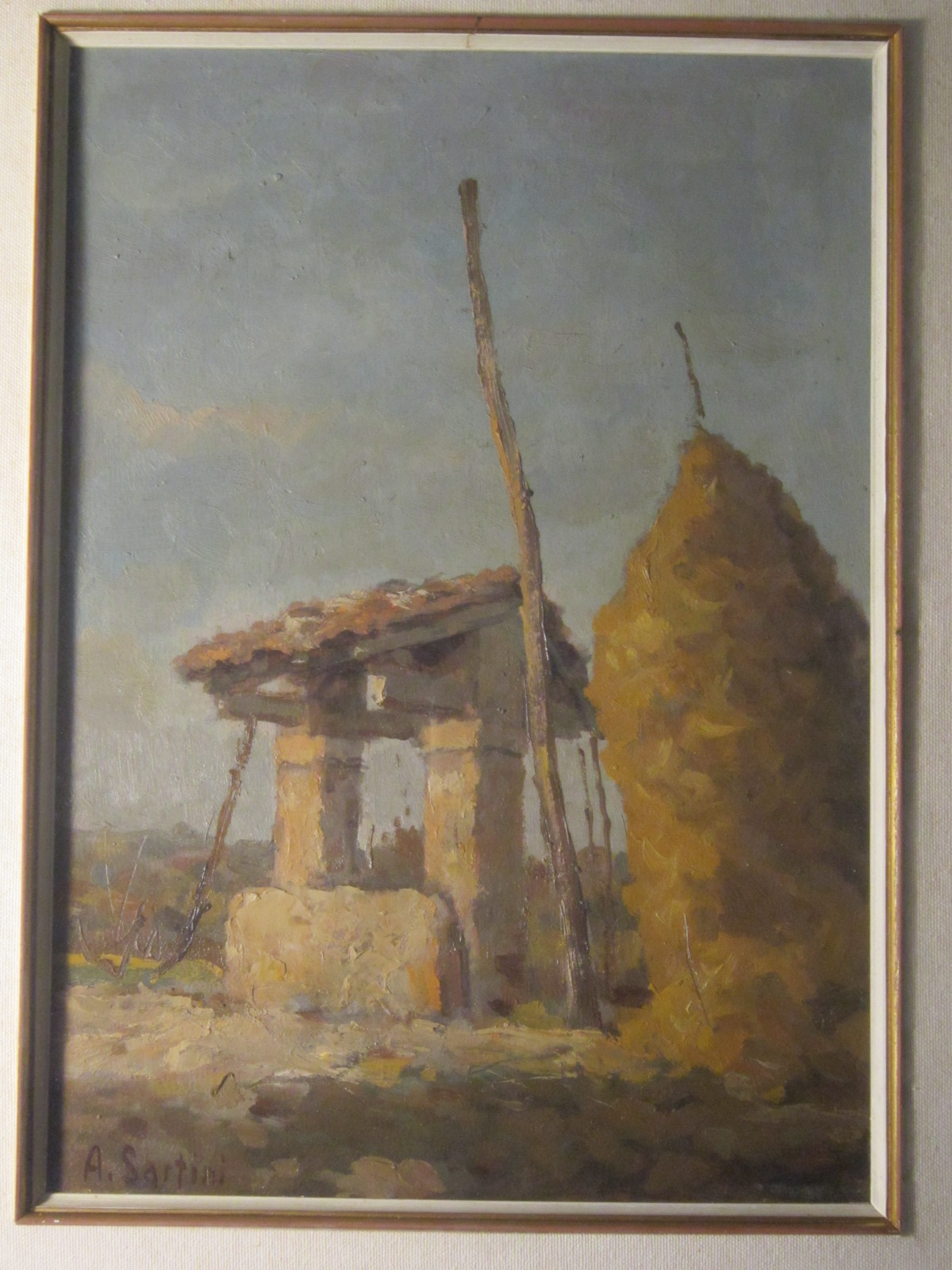
Il pozzo - Antonino Sartini (1889-1954)
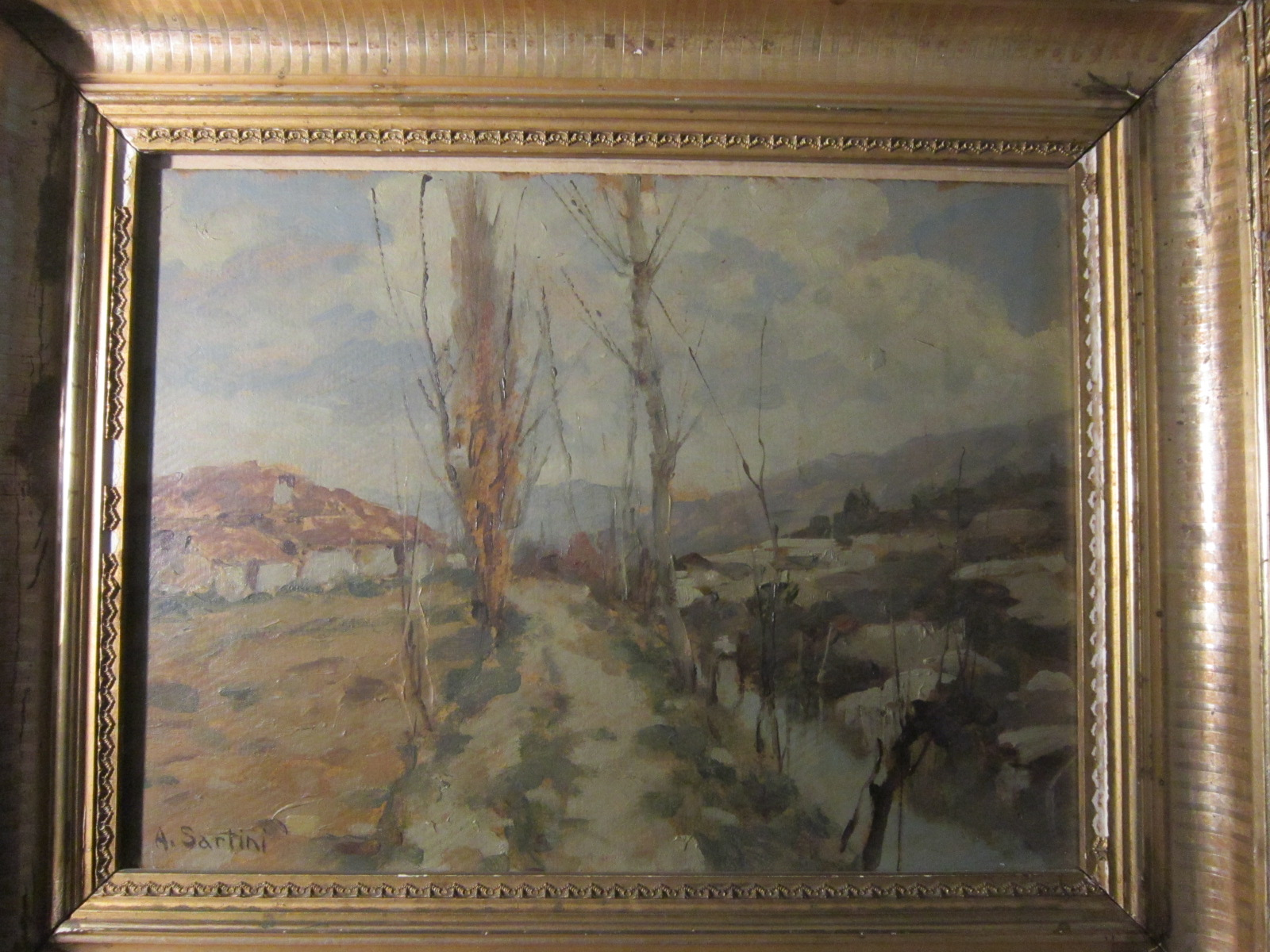
Strade e ruscelli - Antonino Sartini (1889-1954)
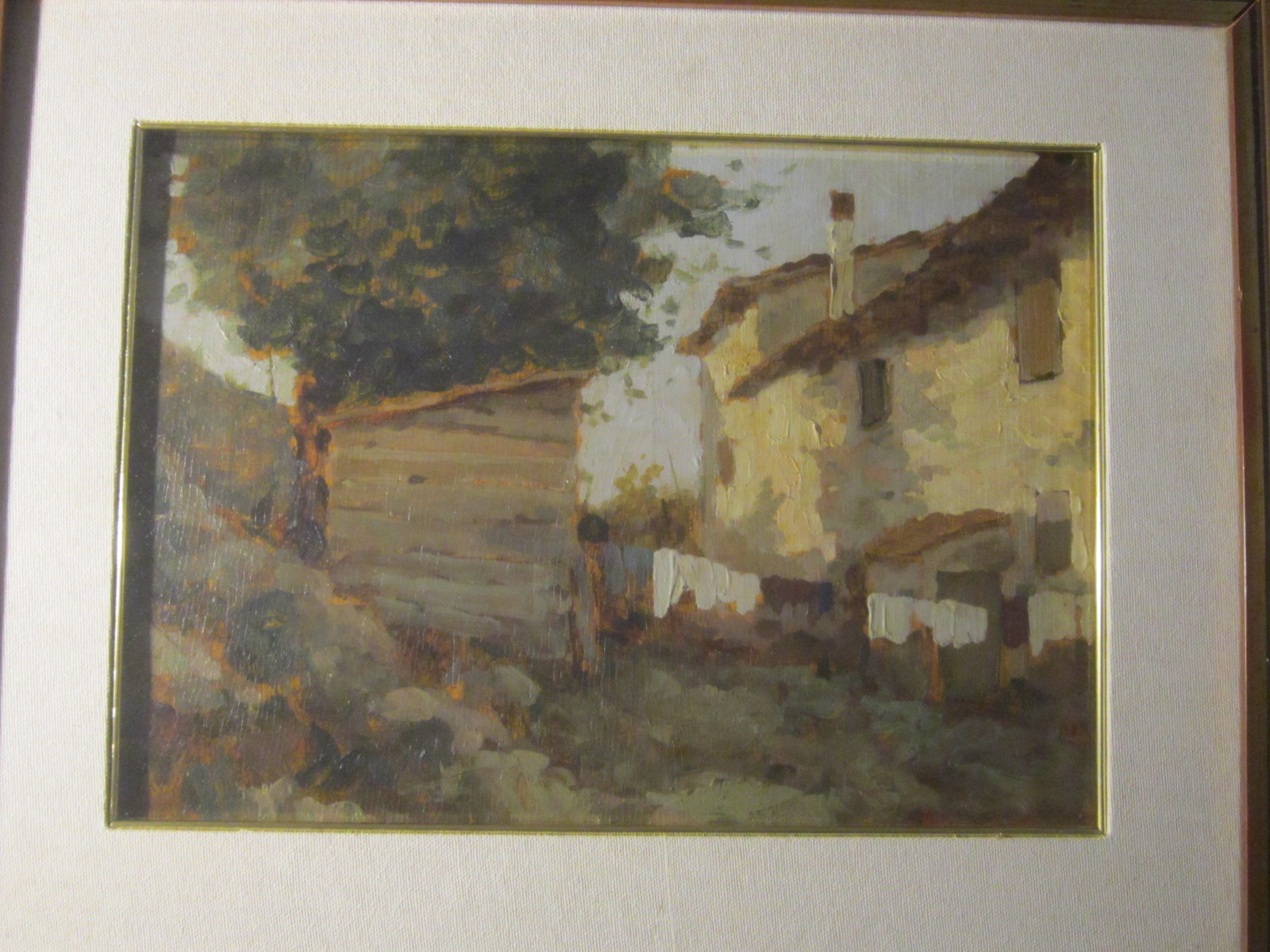
Casolare Martignone - Antonino Sartini (1889-1954)
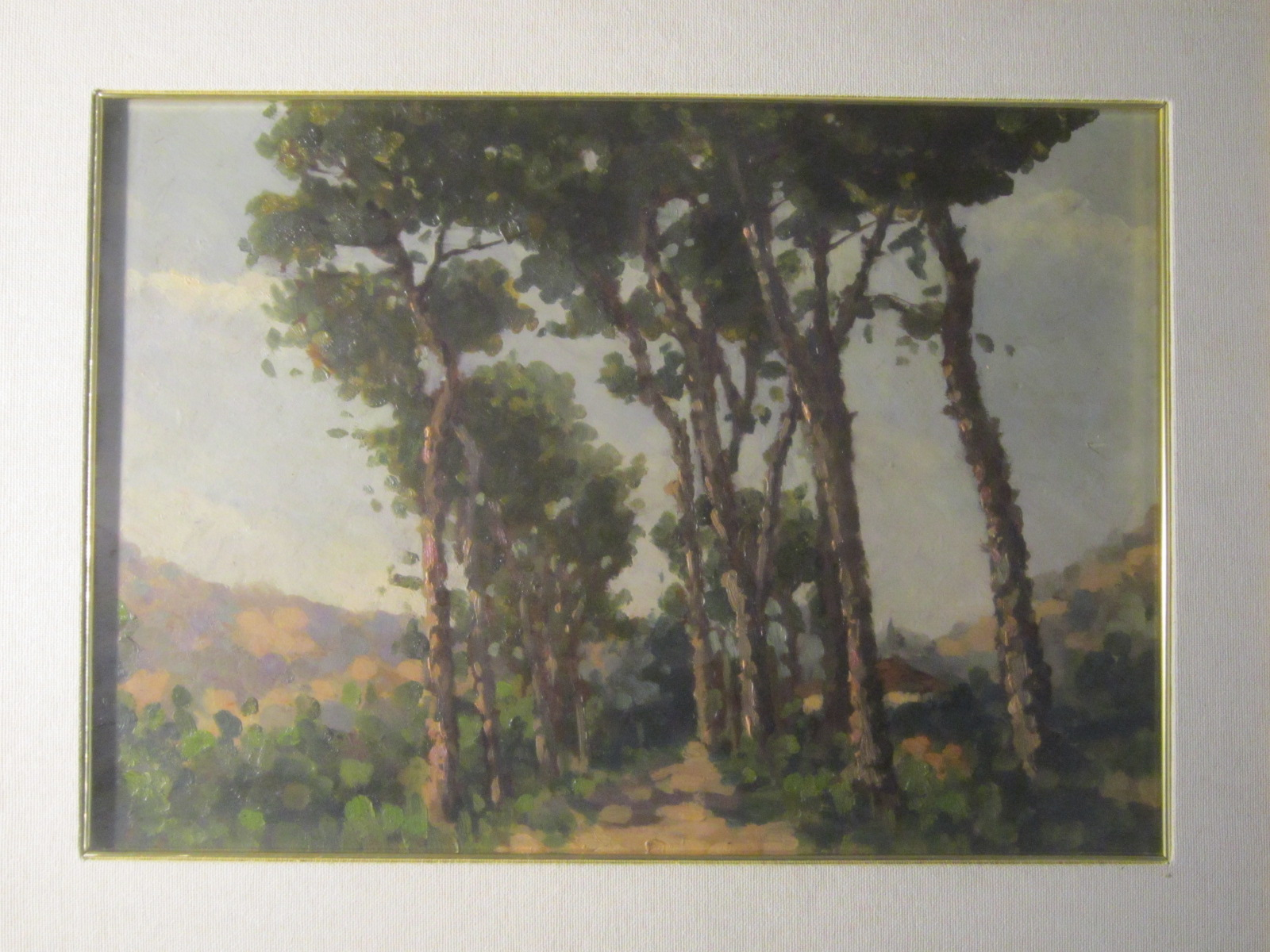
Pini a Villa Meloncello - Antonino Sartini (1889-1954)
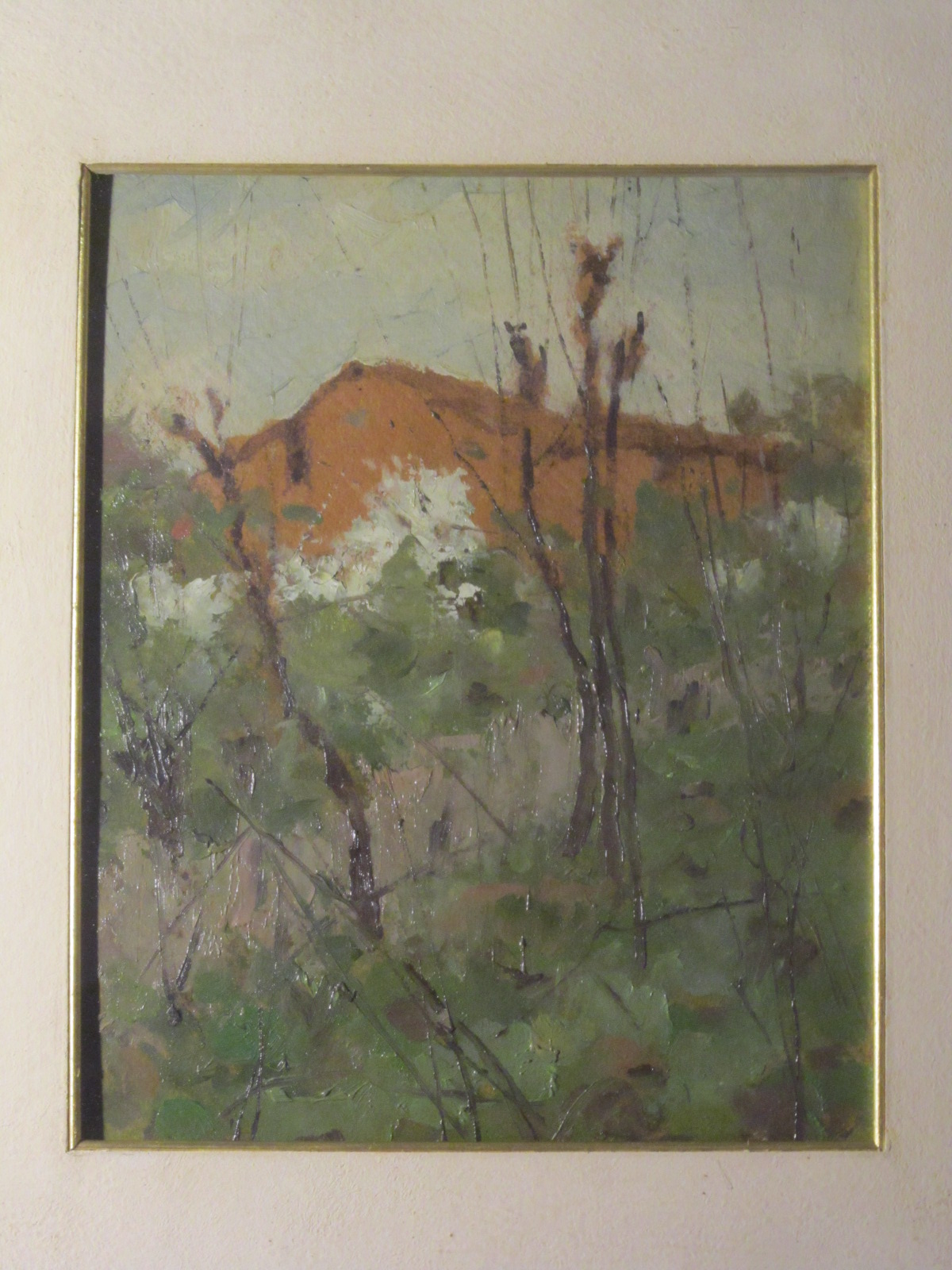
Frutteto in fiore - Antonino Sartini (1889-1954)
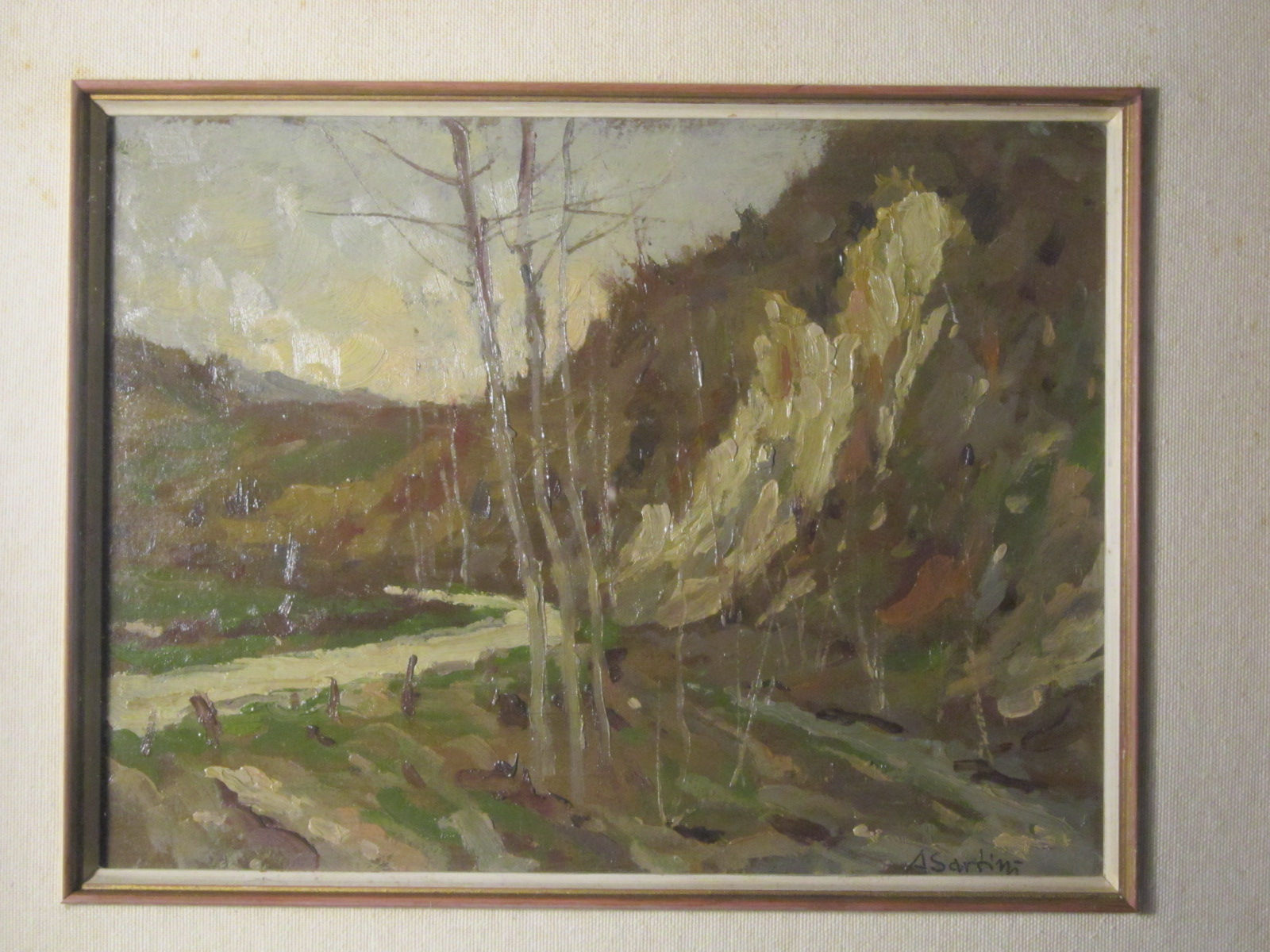
La collina impervia - Antonino Sartini (1889-1954)
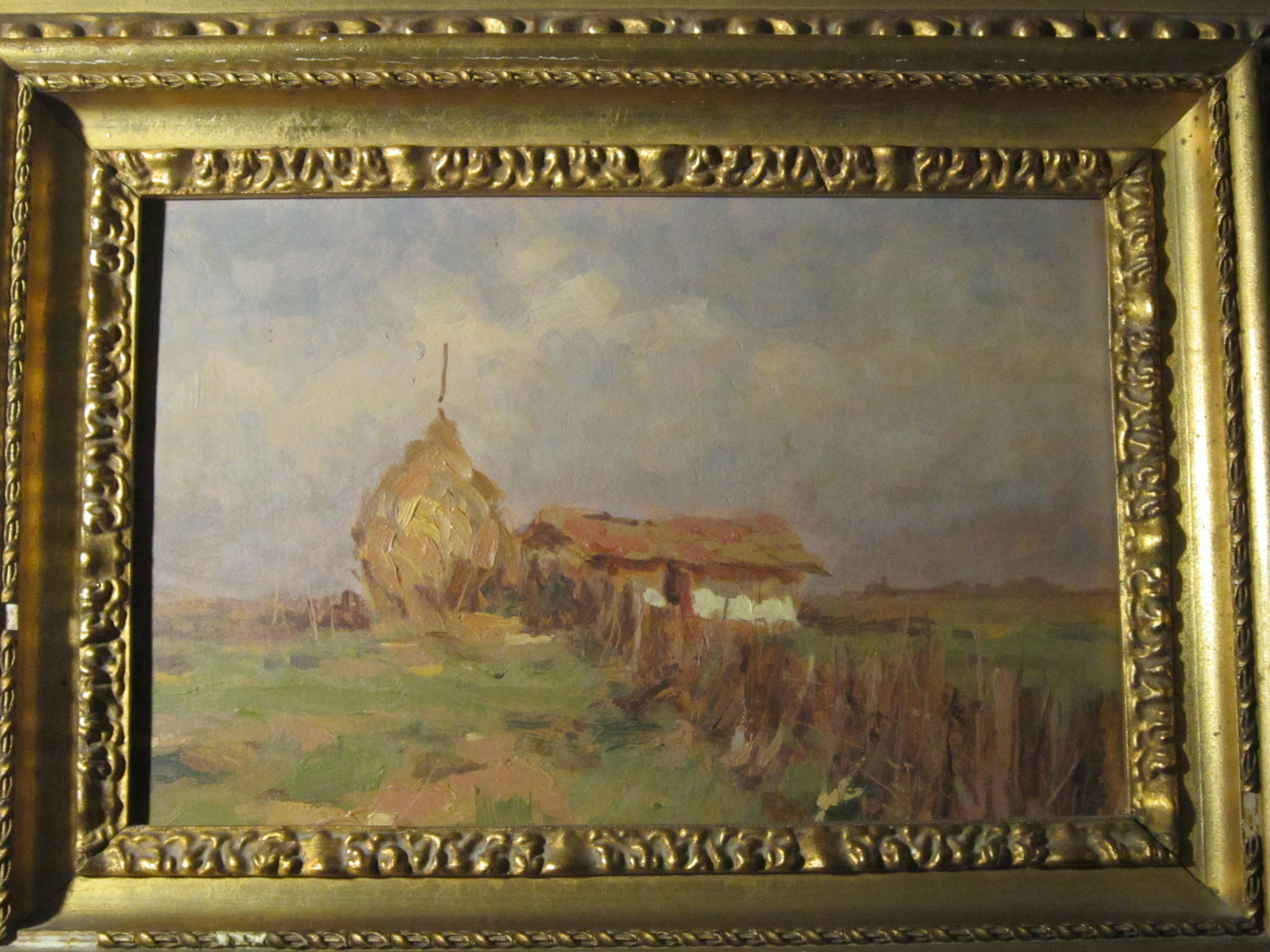
Il pagliaio - Antonino Sartini (1889-1954)
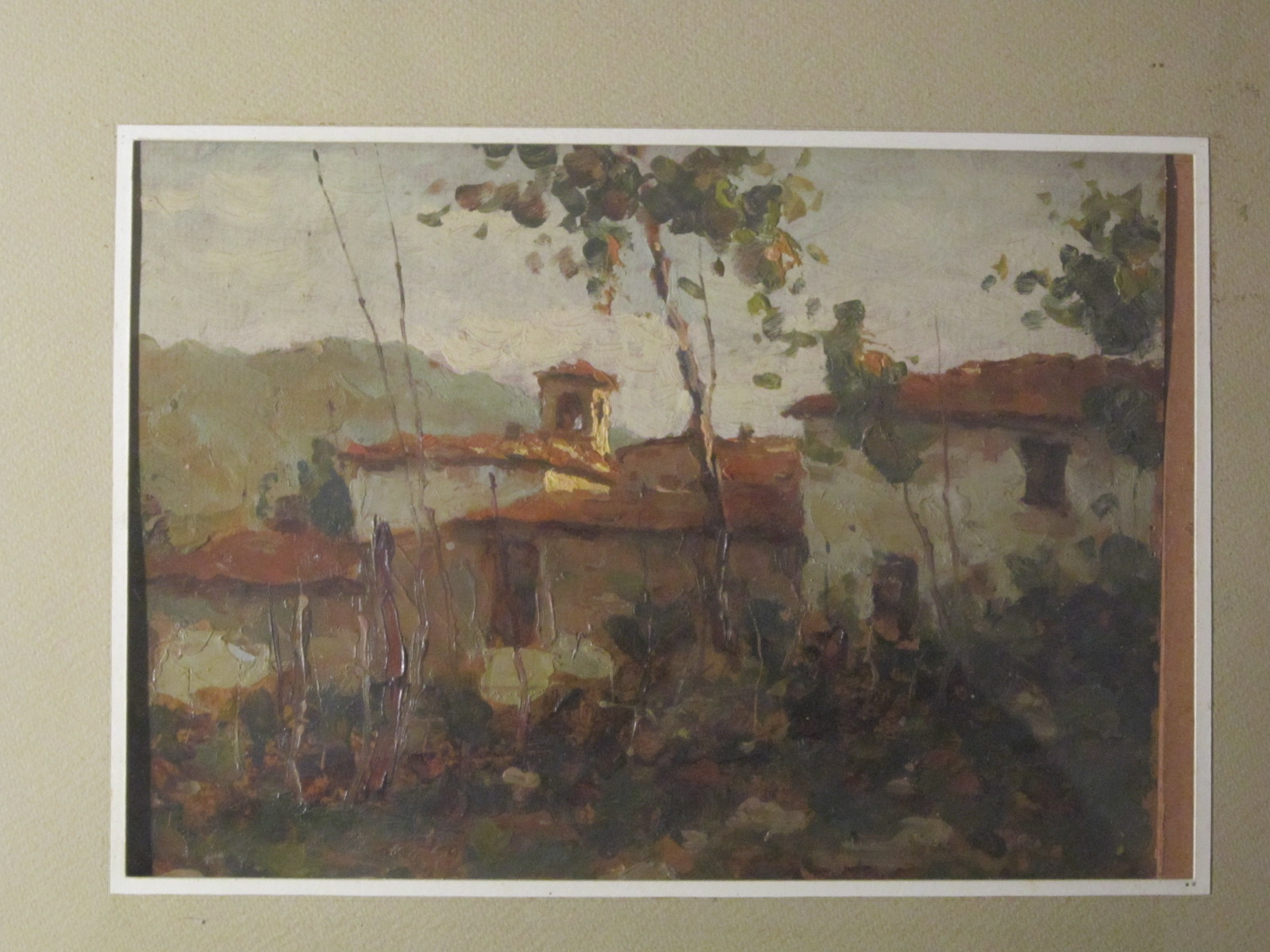
Il campanile lontano - Antonino Sartini (1889-1954)
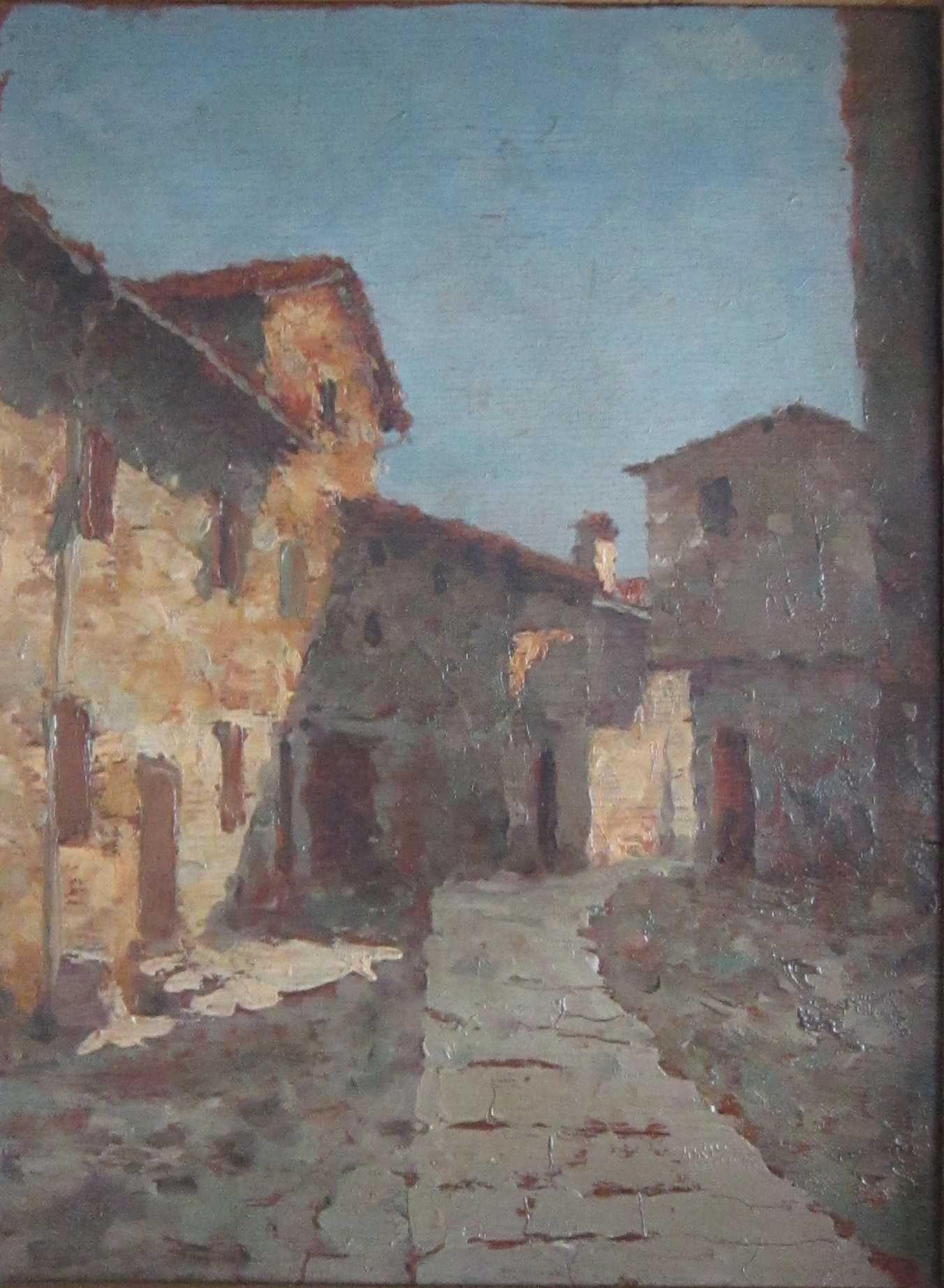
La via di paese - Antonino Sartini (1889-1954)
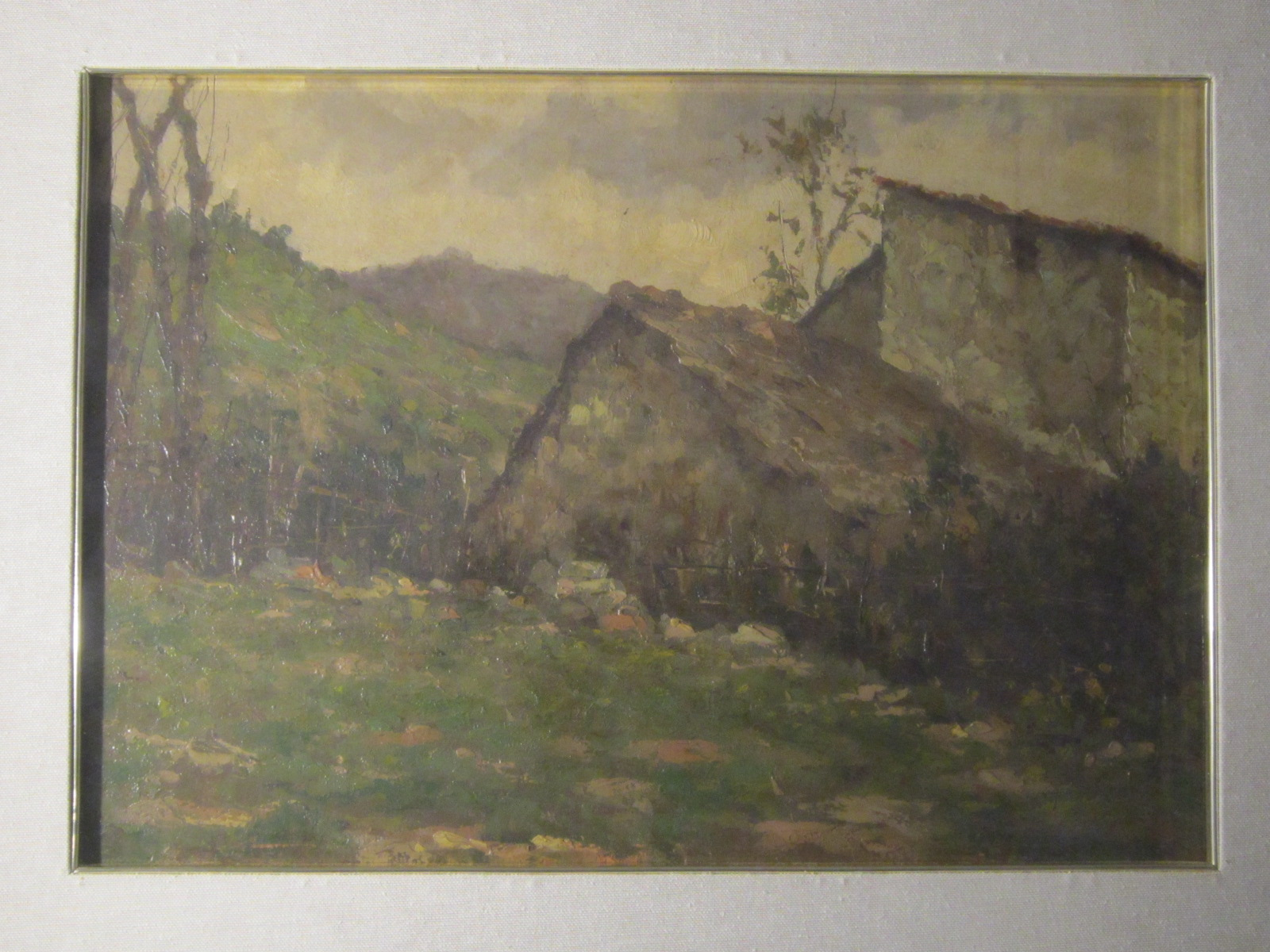
Cerreto dell'Alpe - Antonino Sartini (1889-1954)
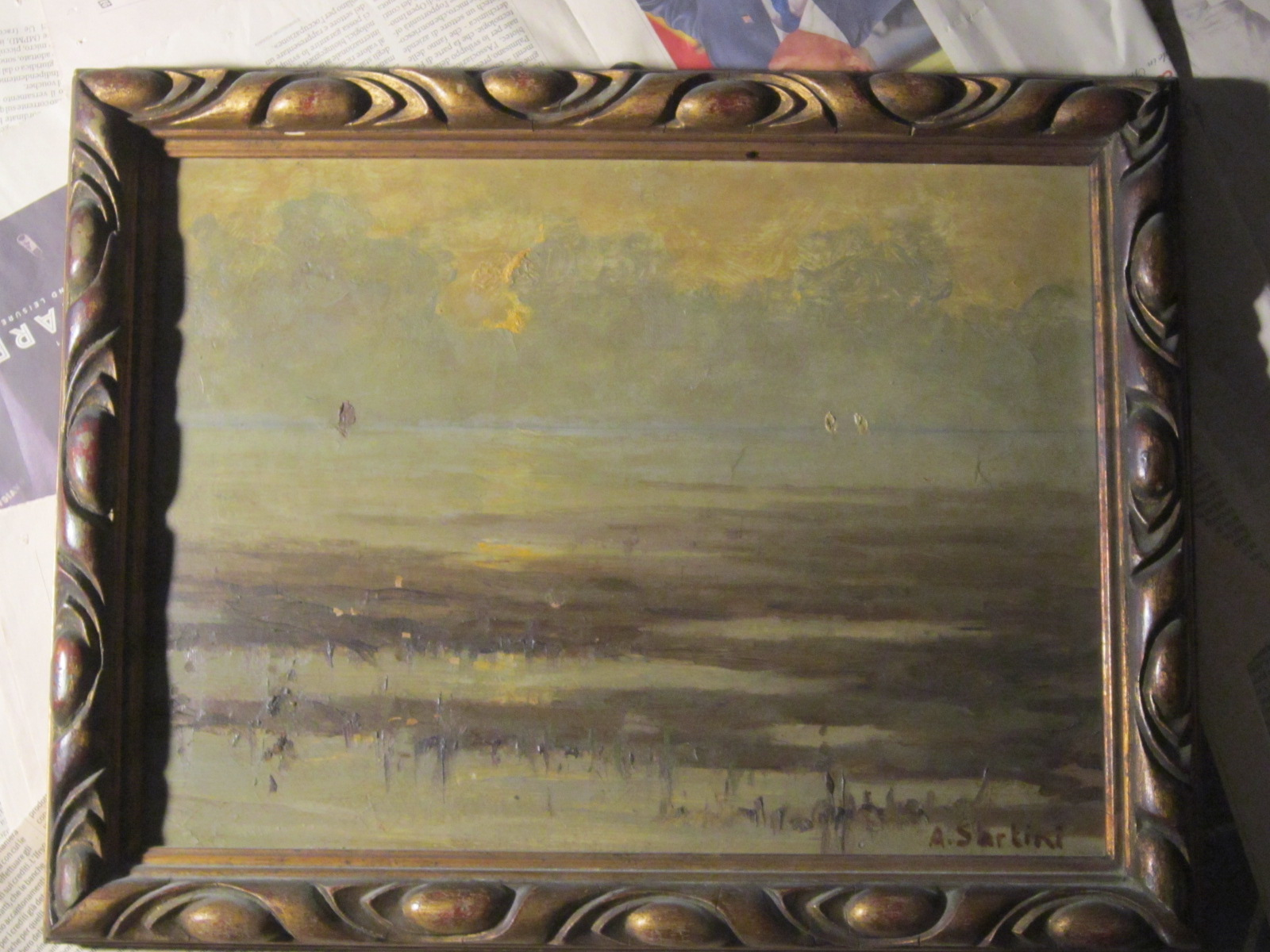
Il Reno a Marzabotto - Antonino Sartini (1889-1954)
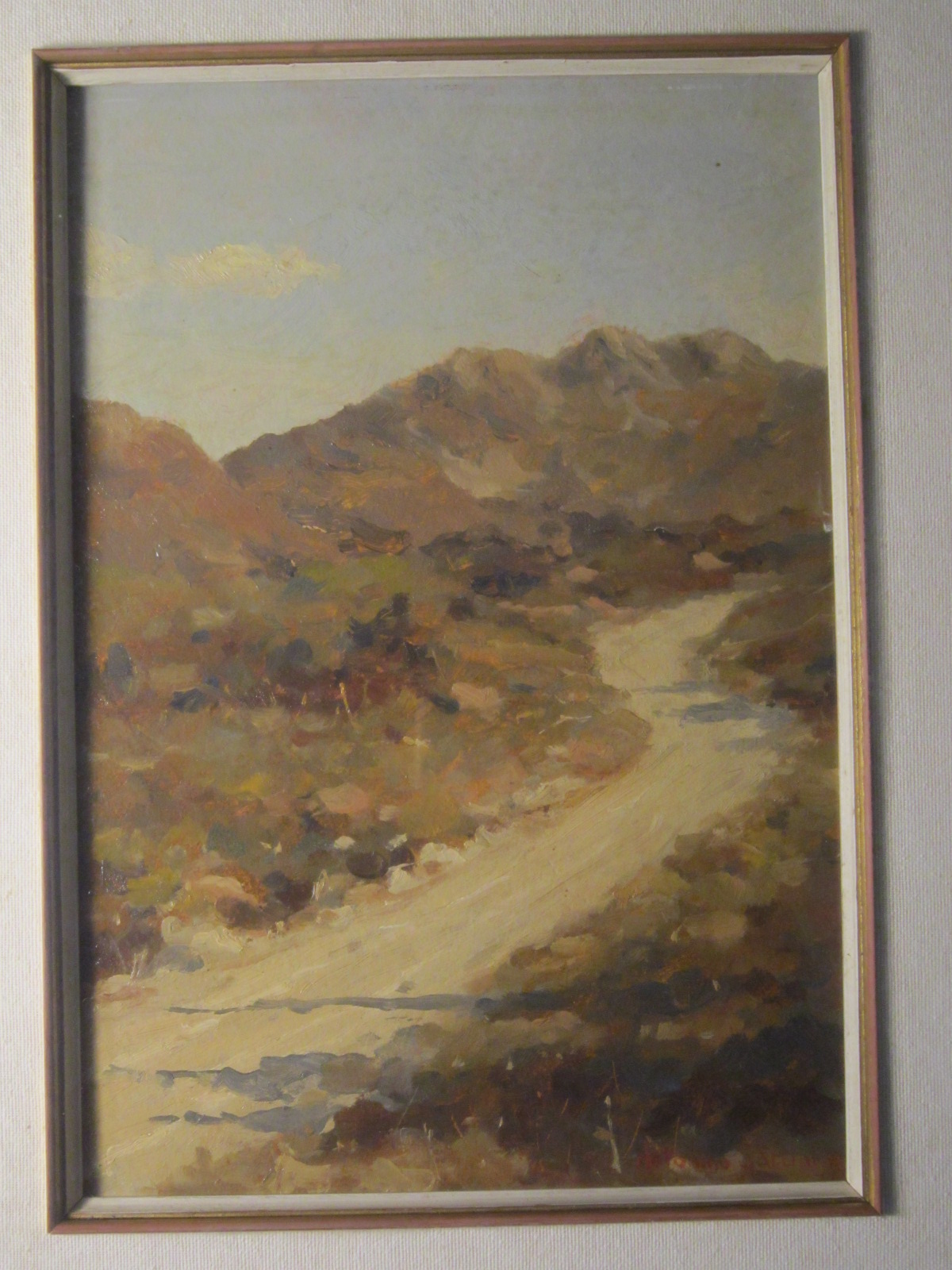
Una strada a Monteveglio - Antonino Sartini (1889-1954)
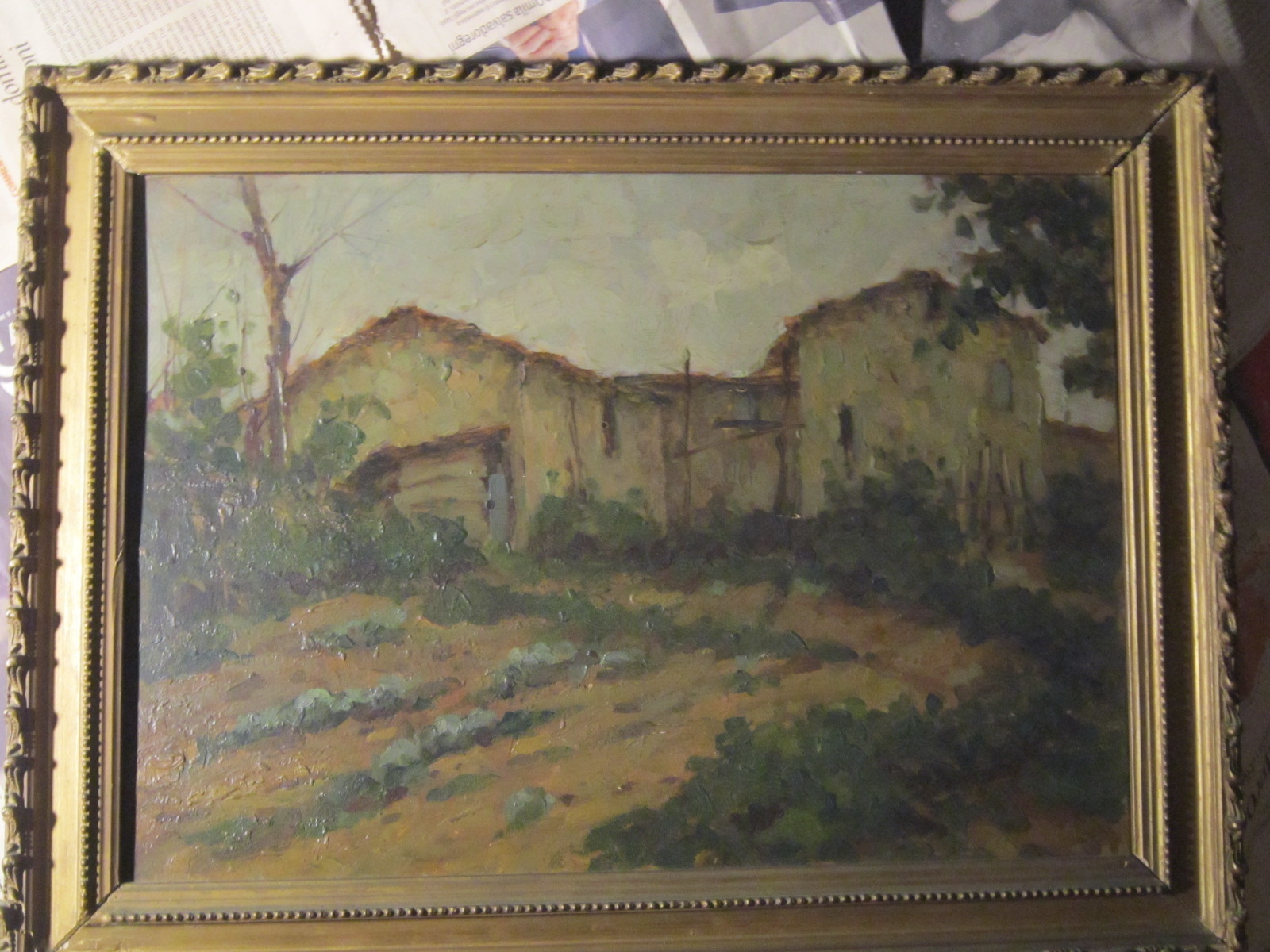
Case sul poggio - Antonino Sartini (1889-1954)
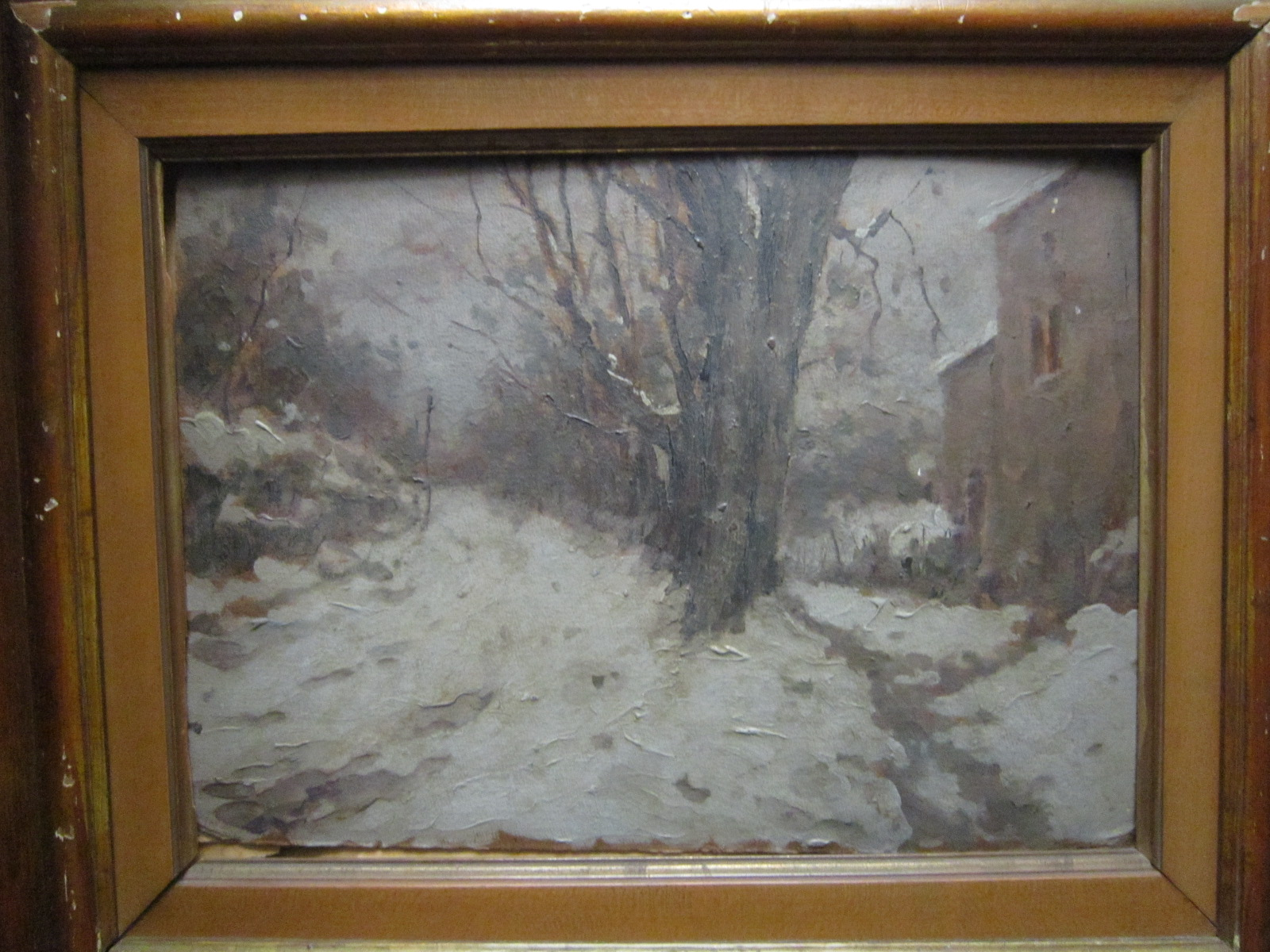
Via dell'osservanza - Antonino Sartini (1889-1954)
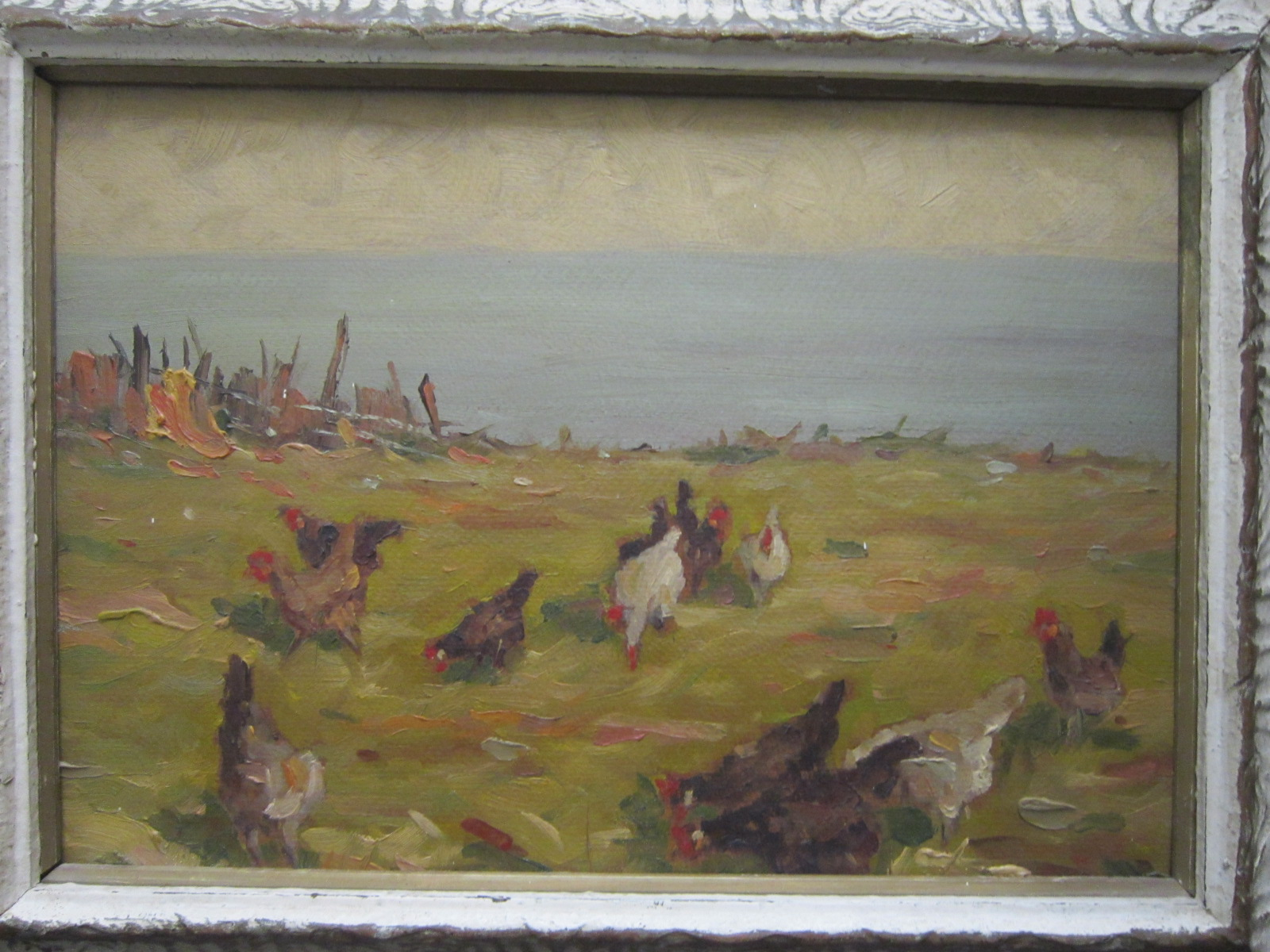
Pollaio all'aria aperta - Antonino Sartini (1889-1954)
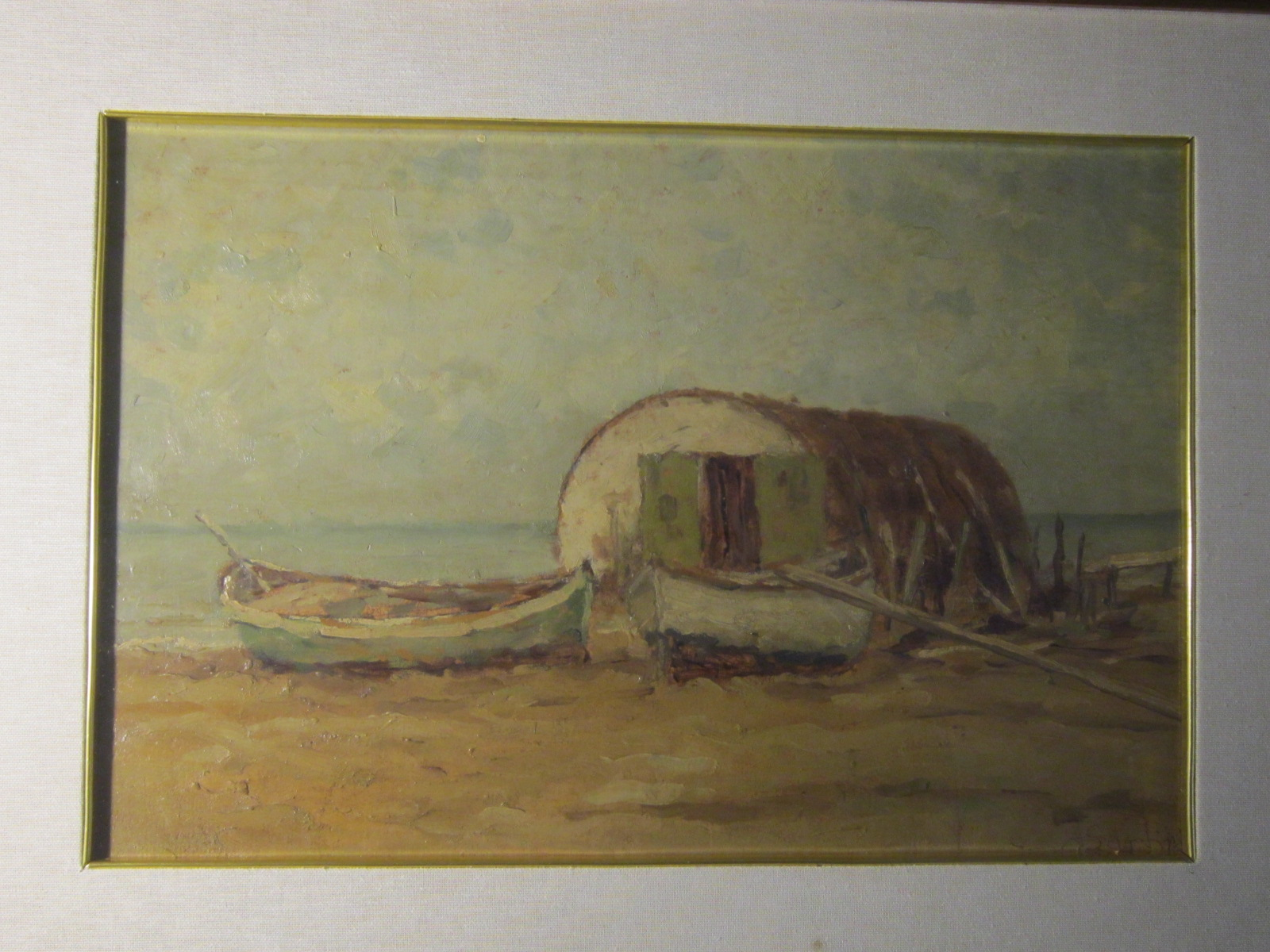
Porto di Rimini - Antonino Sartini (1889-1954)
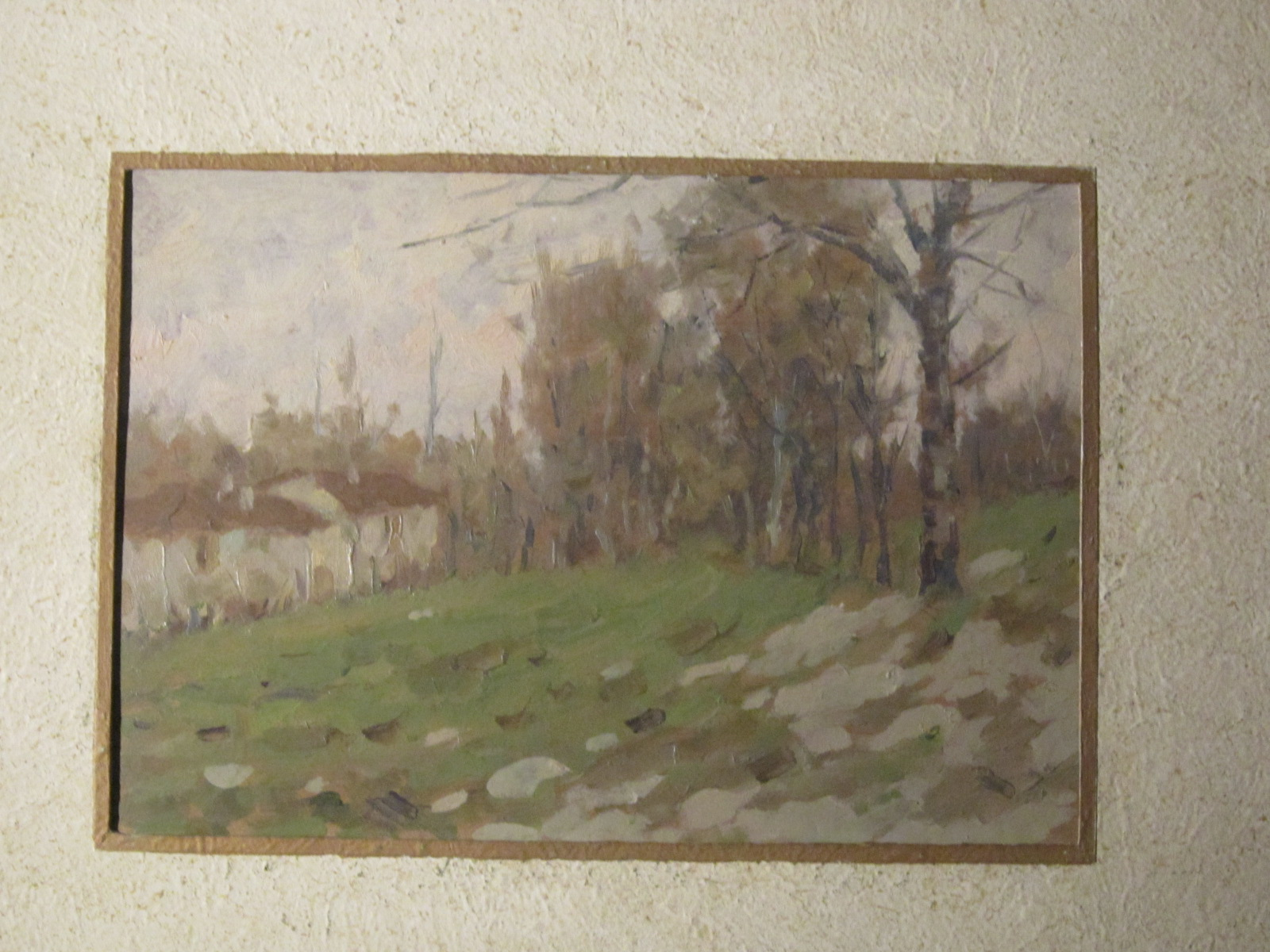
Fila di alberi - Antonino Sartini (1889-1954)
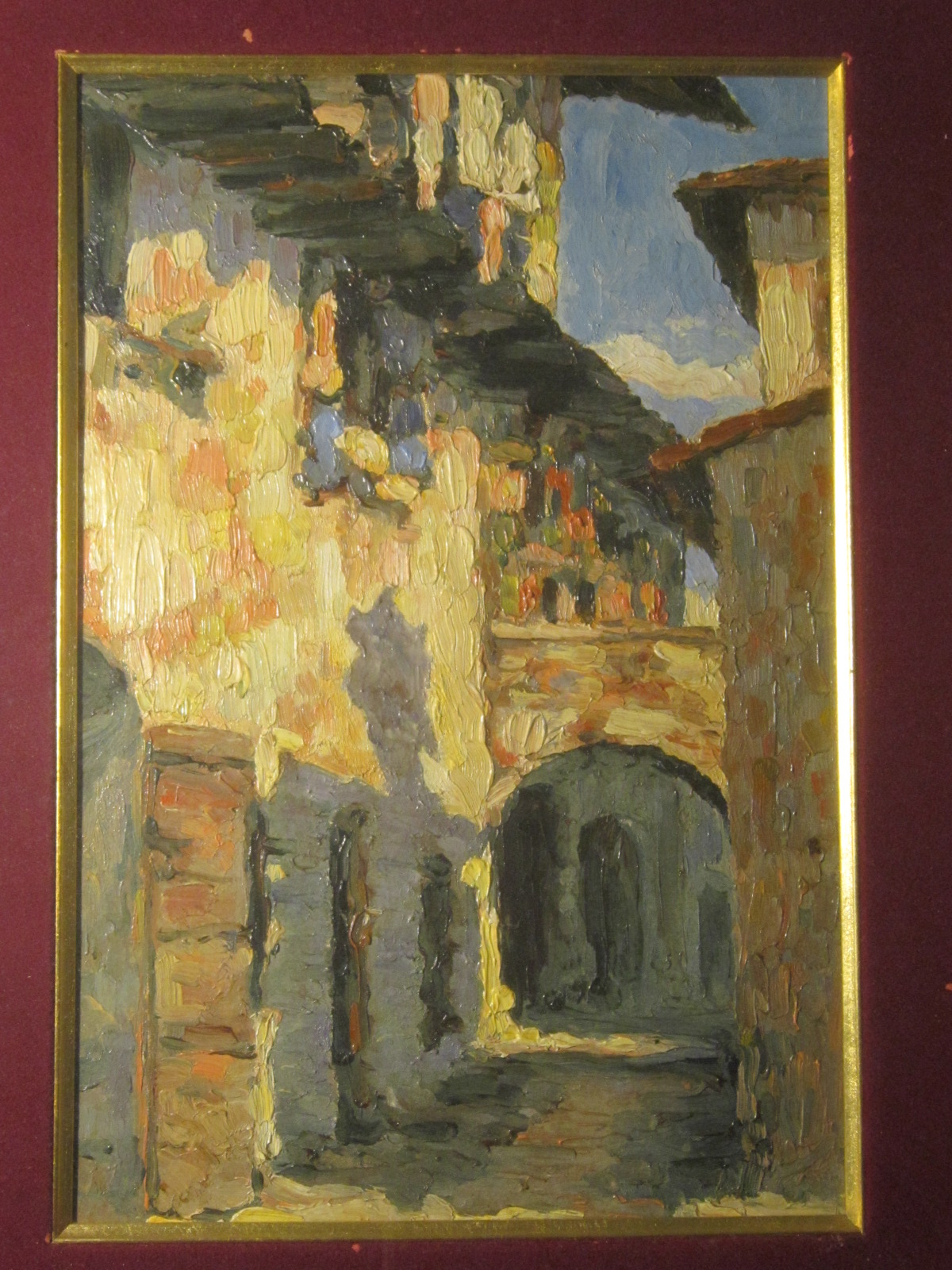
Arco del borgo - Antonino Sartini (1889-1954)
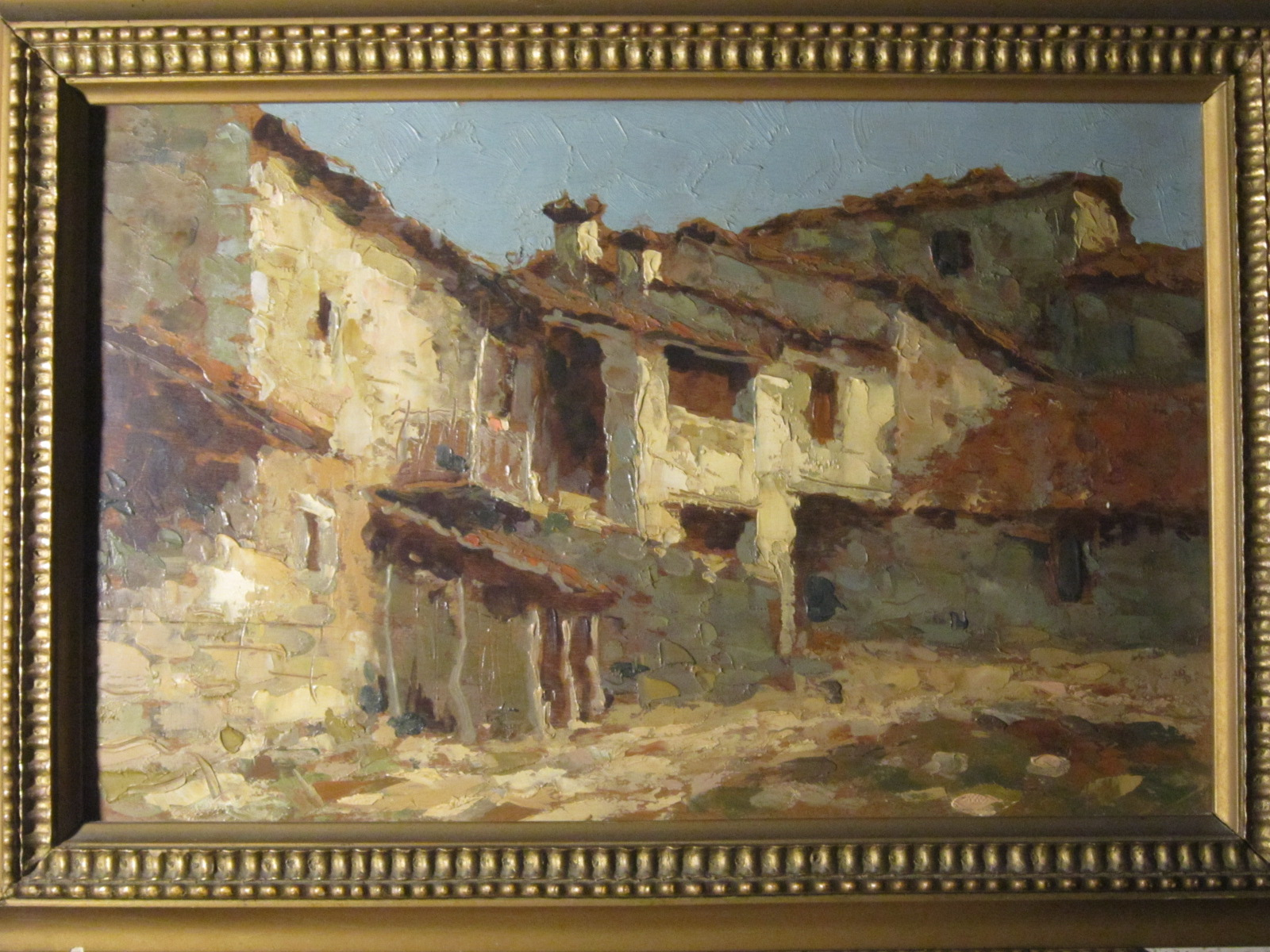
Collegna di Reggio Emilia - Antonino Sartini (1889-1954)
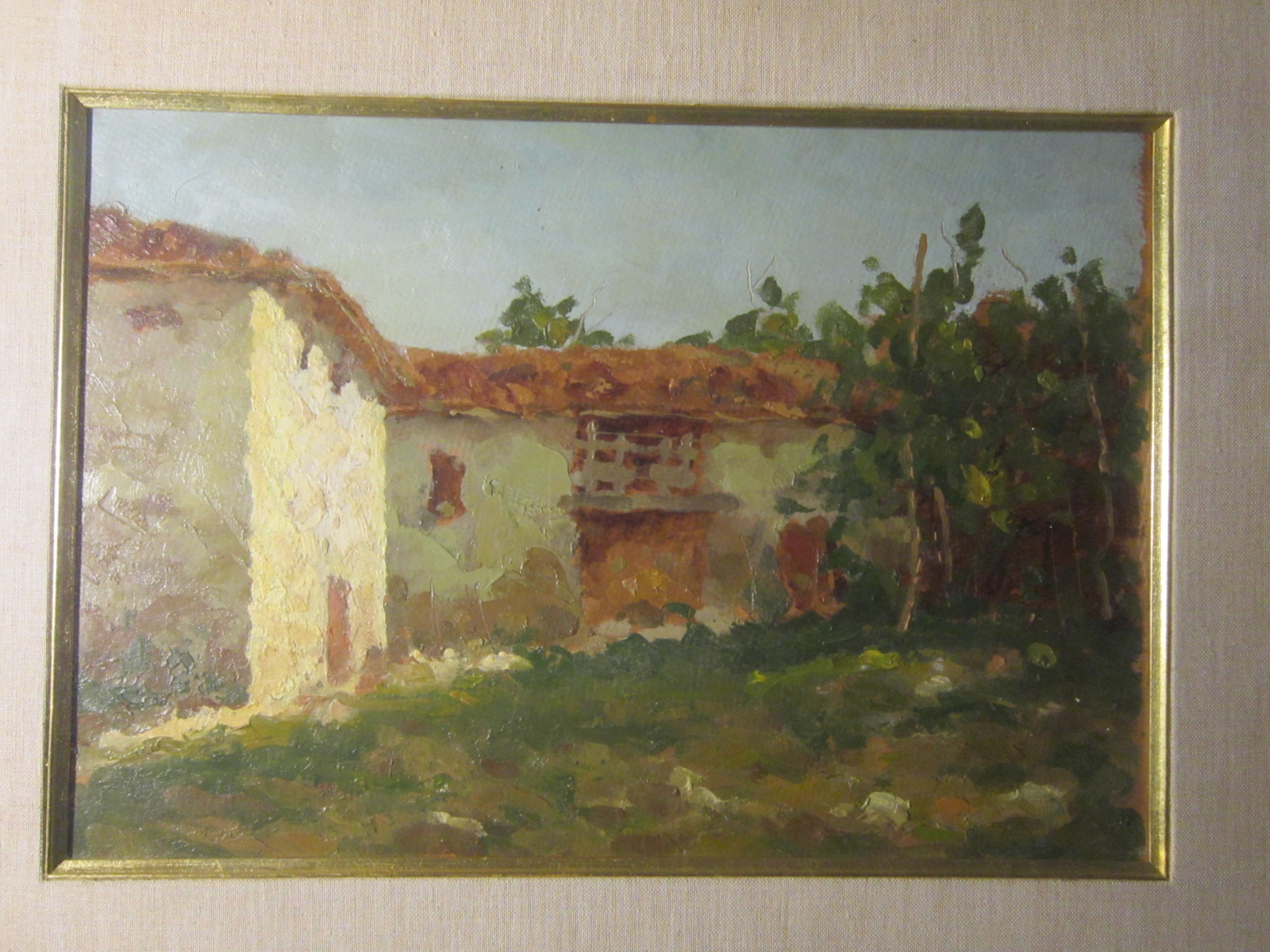
Ca' nuova di Sasso Marconi - Antonino Sartini (1889-1954)
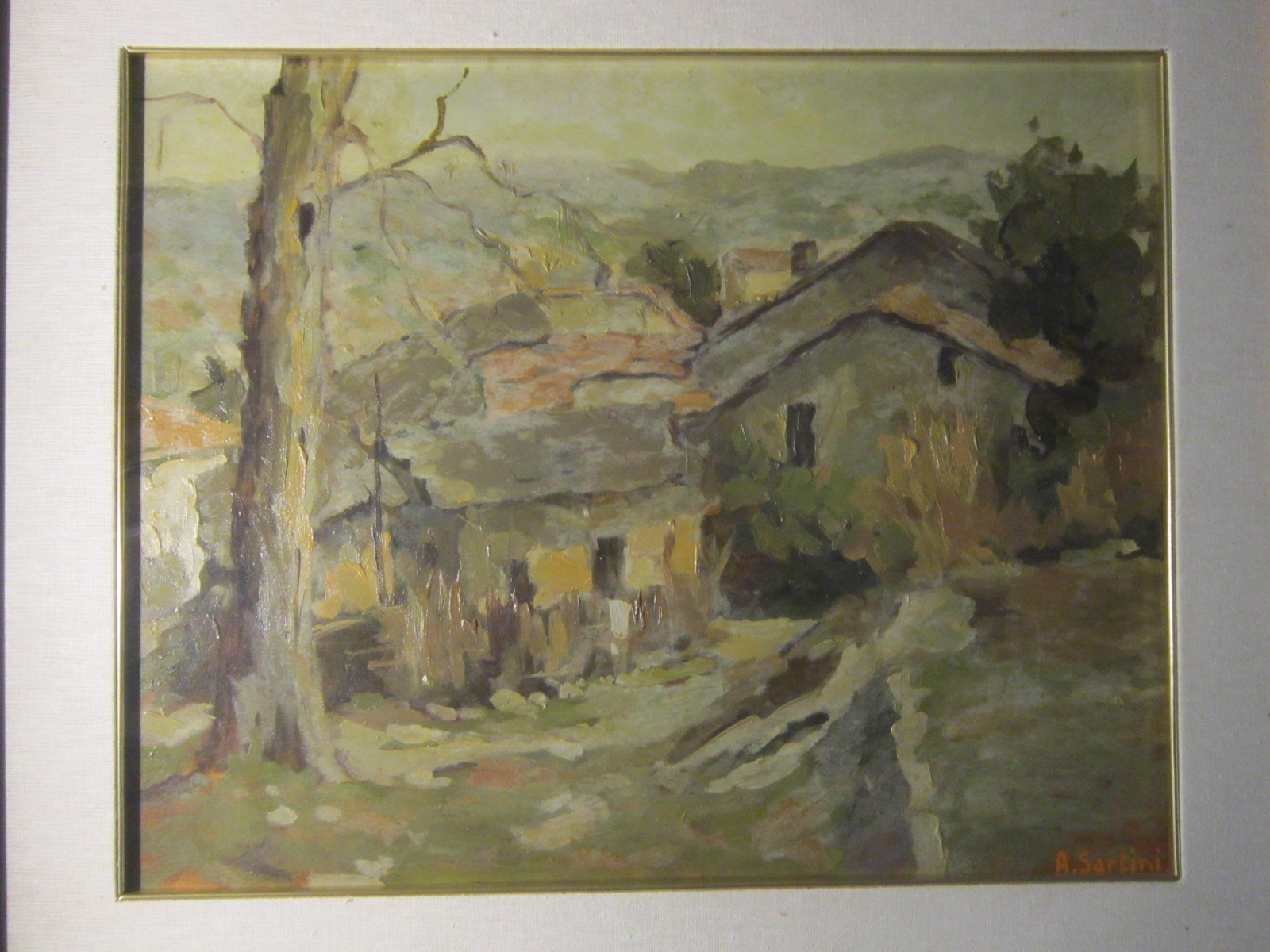
Case di campagna bolognese - Antonino Sartini (1889-1954)
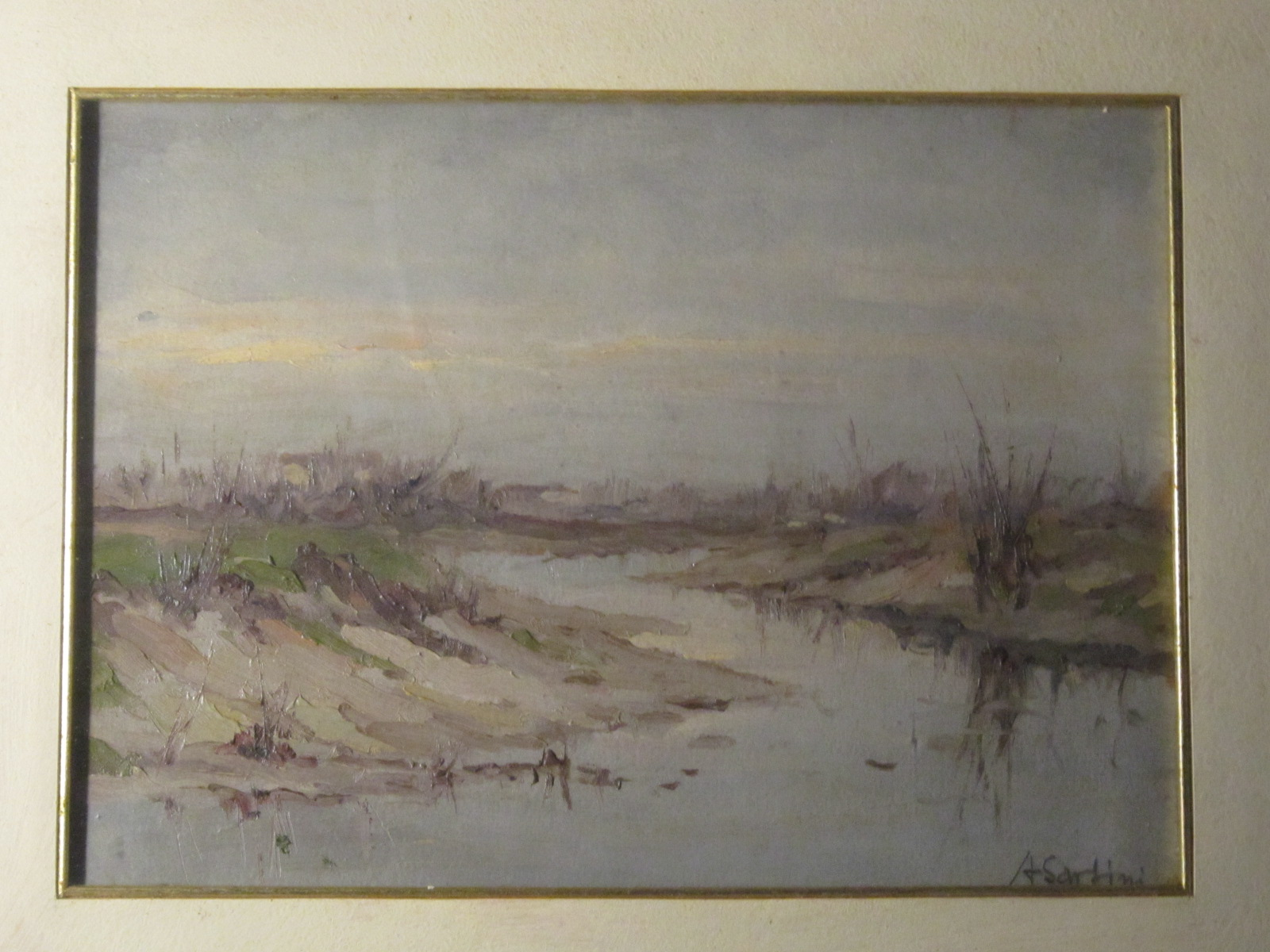
Il tragitto del fiume - Antonino Sartini (1889-1954)
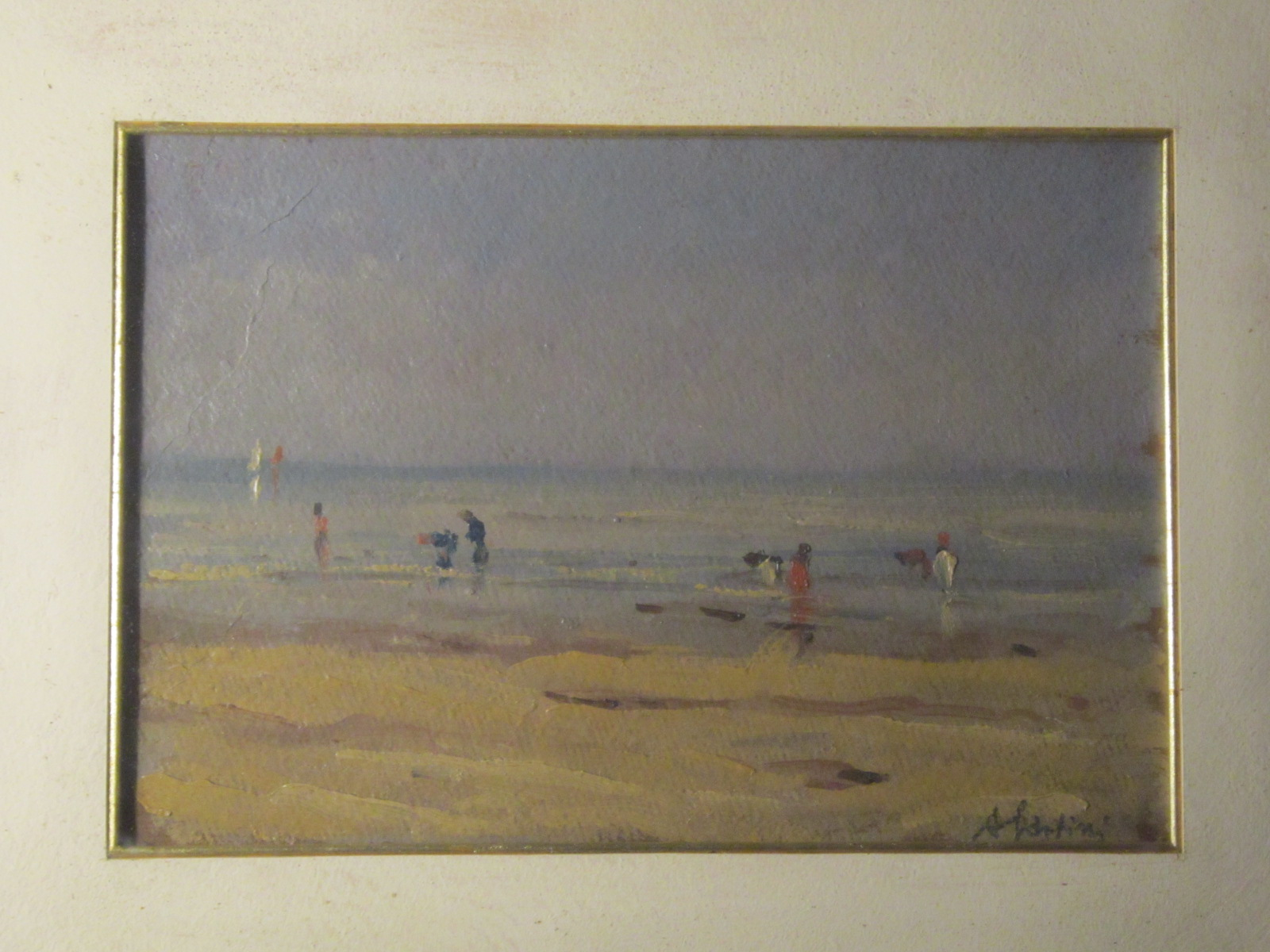
Le spigolatrici del mare - Antonino Sartini (1889-1954)
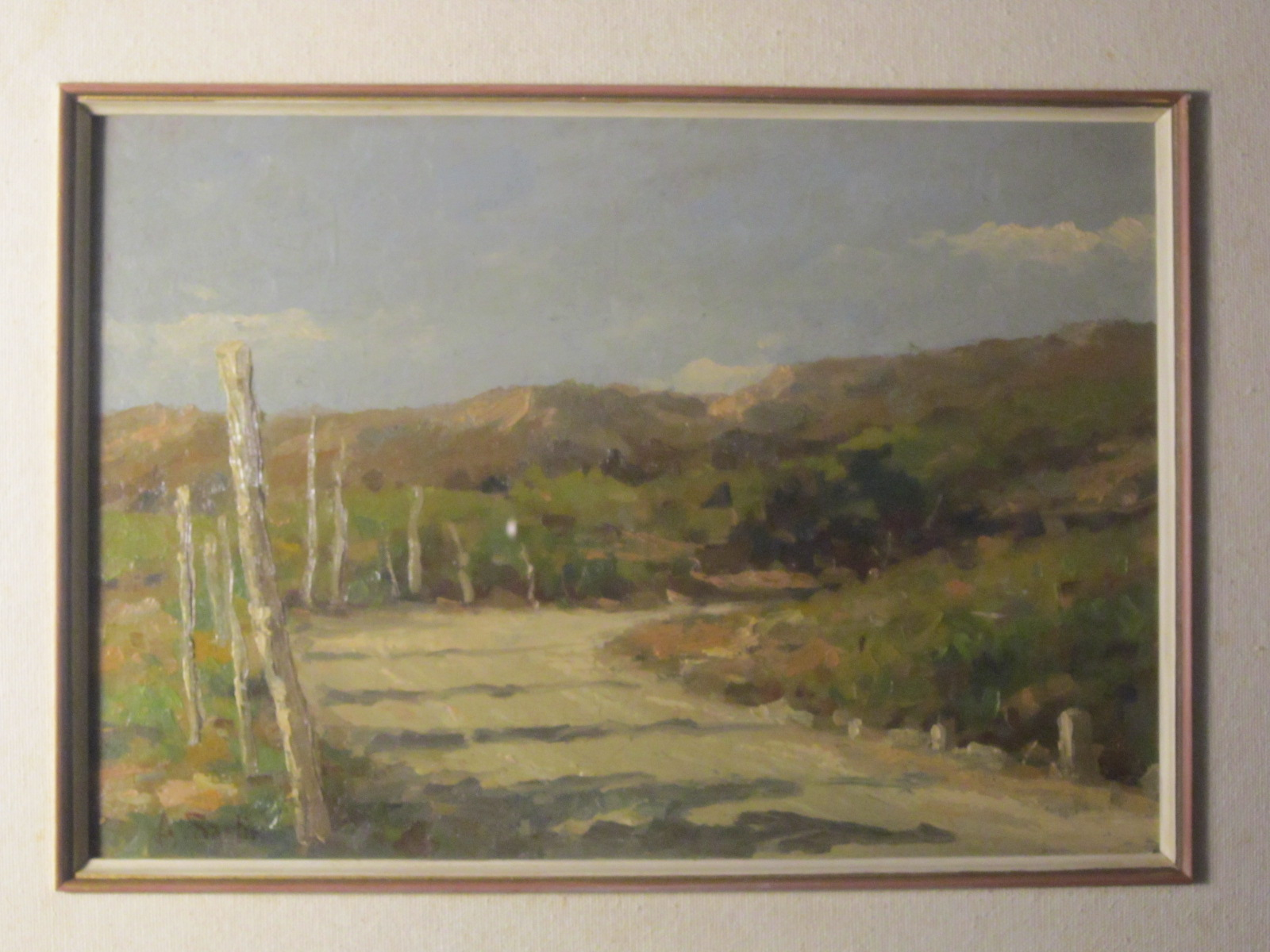
La strada di alta montagna - Antonino Sartini (1889-1954)
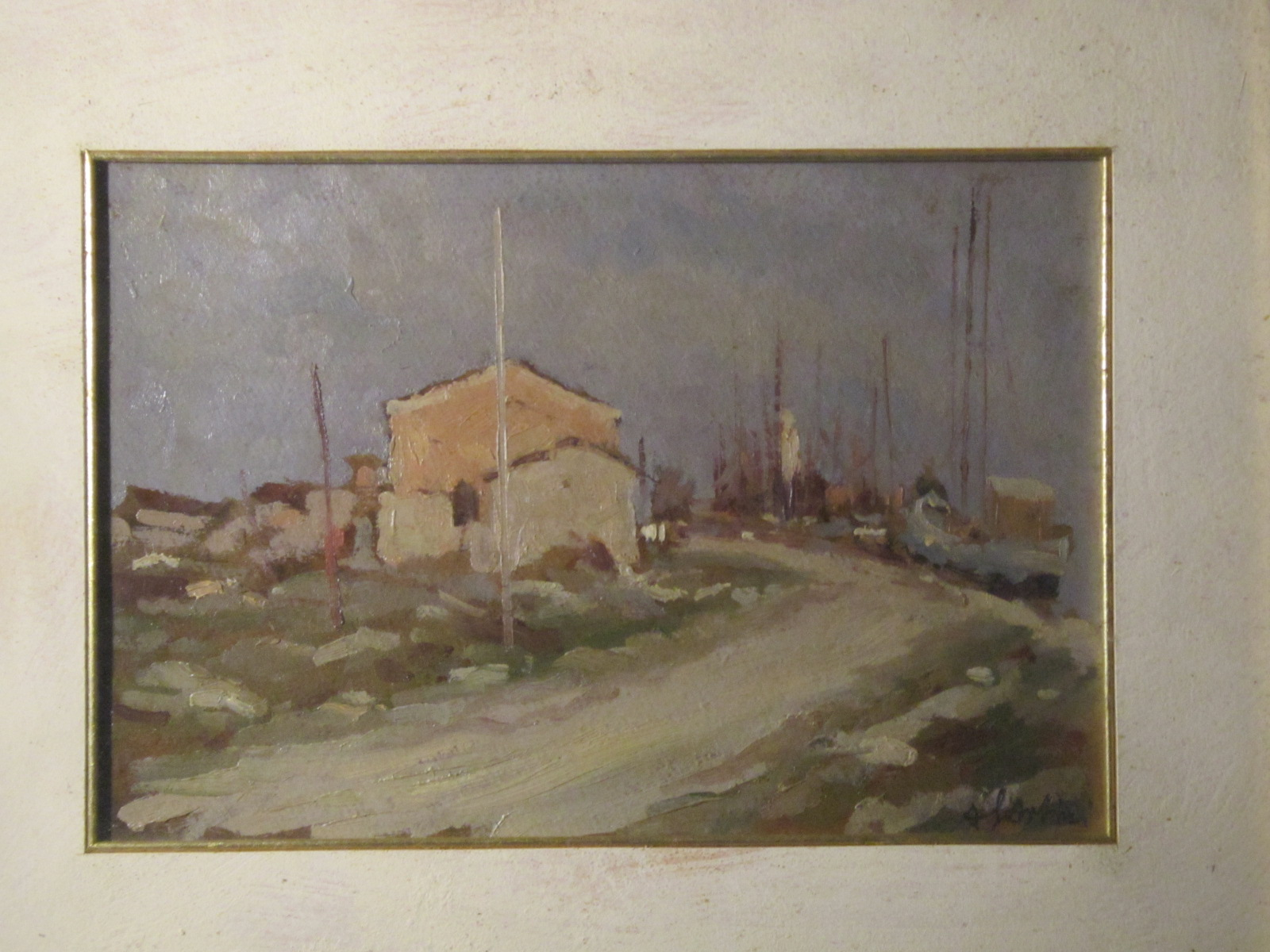
La strada del porto di Rimini - Antonino Sartini (1889-1954)
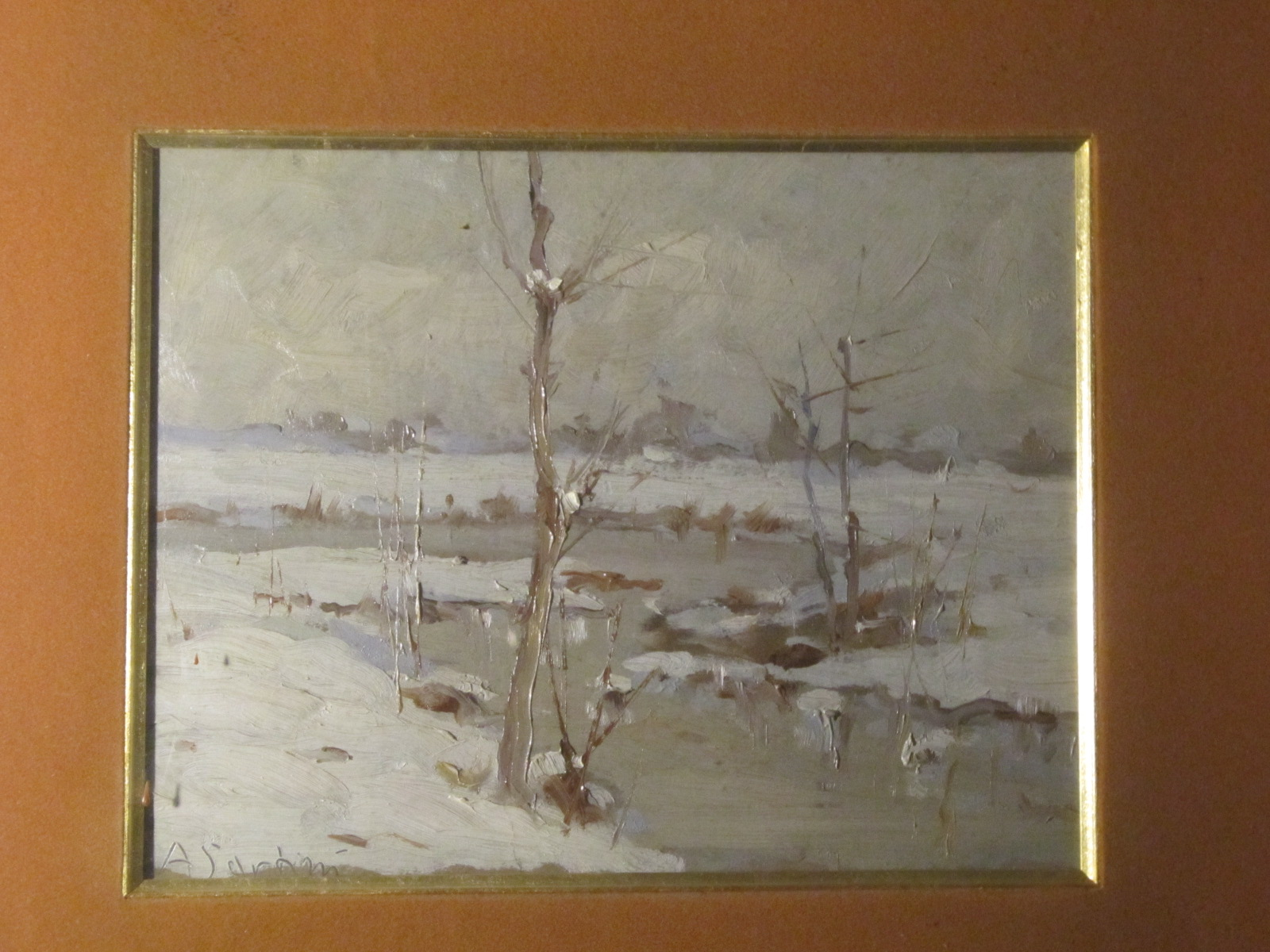
La neve lungo il torrente - Antonino Sartini (1889-1954)
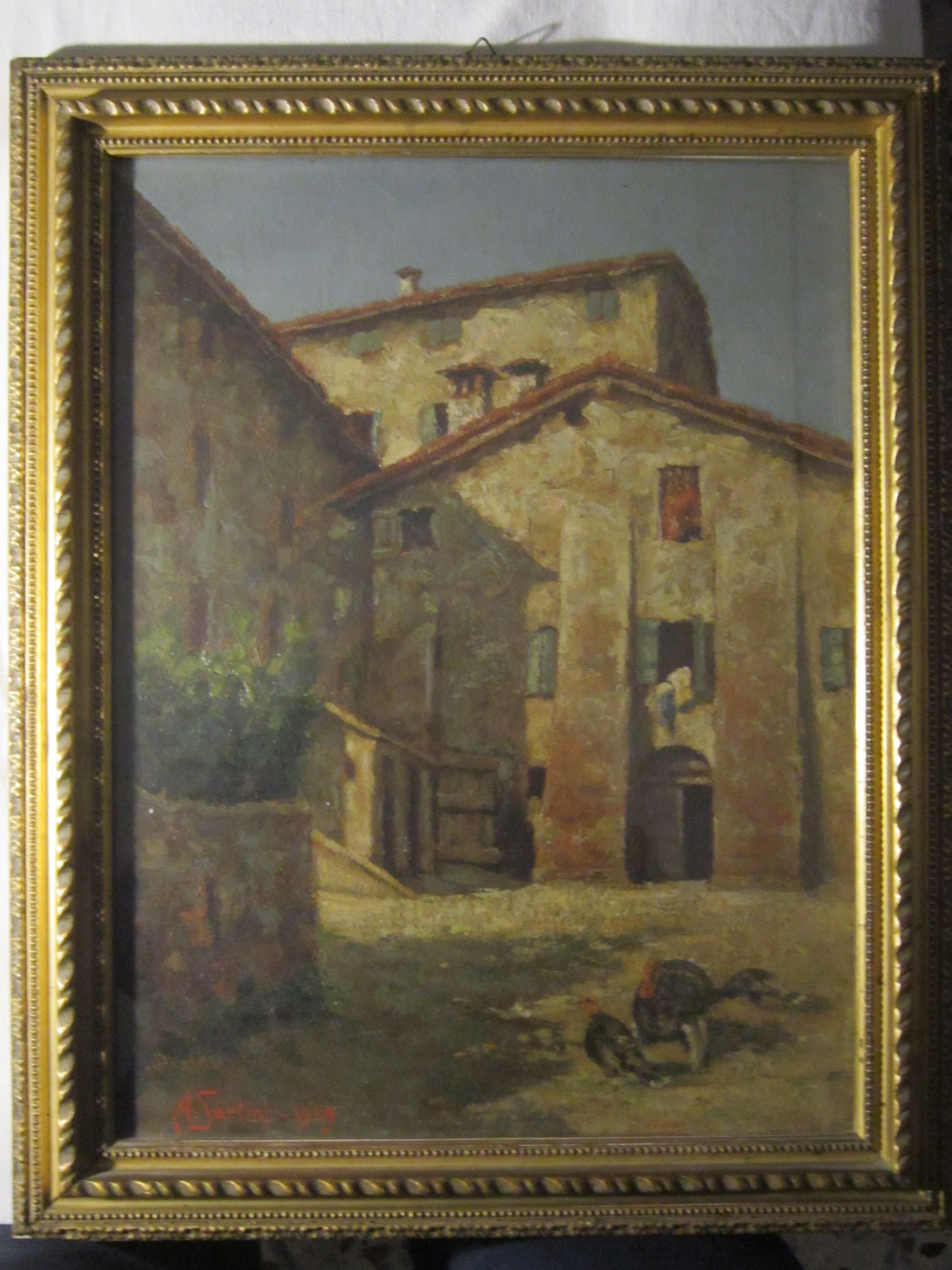
Una via di Bazzano - Antonino Sartini (1889-1954)
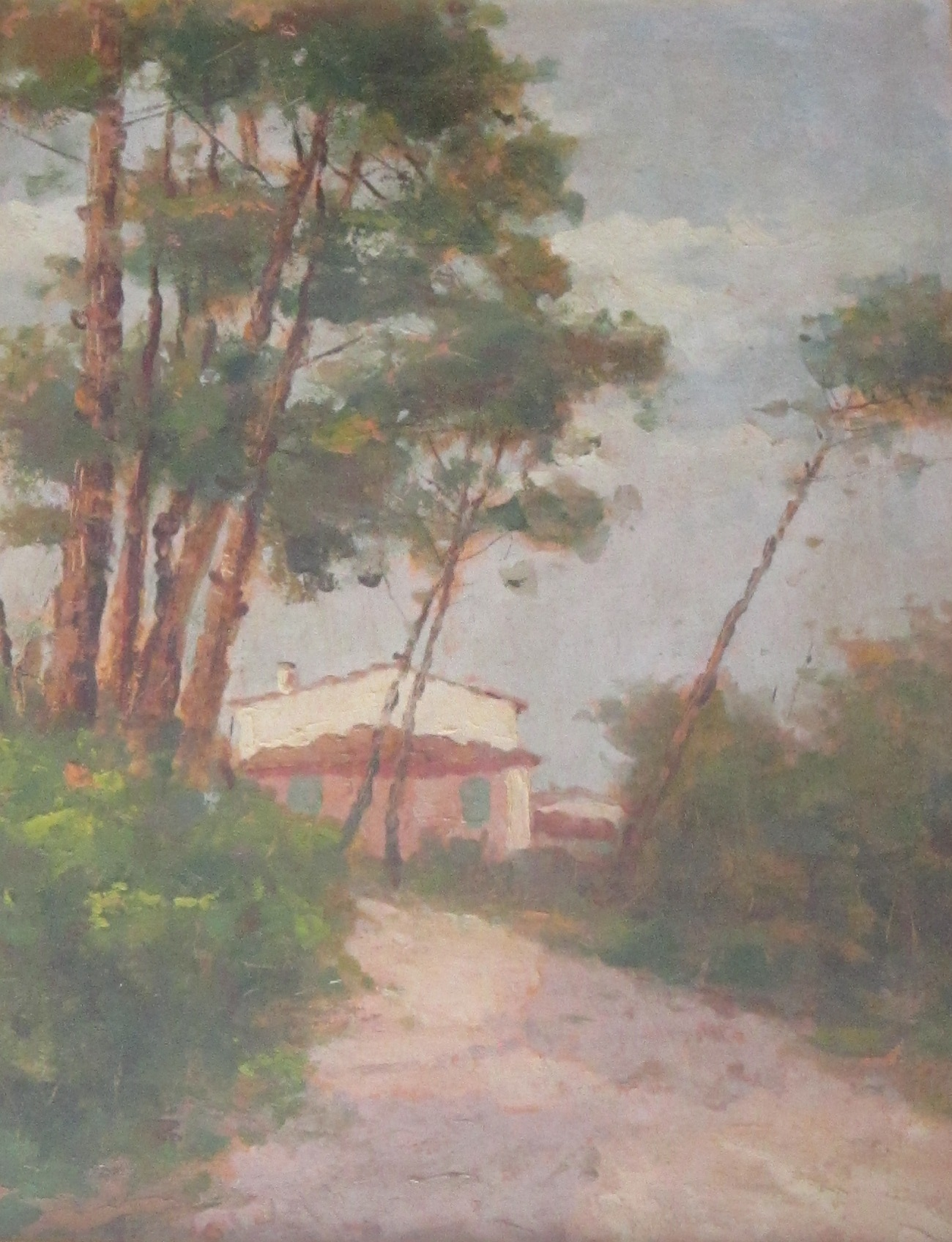
Case tra i pini, olio su tavola 29 x 39, collezione privata
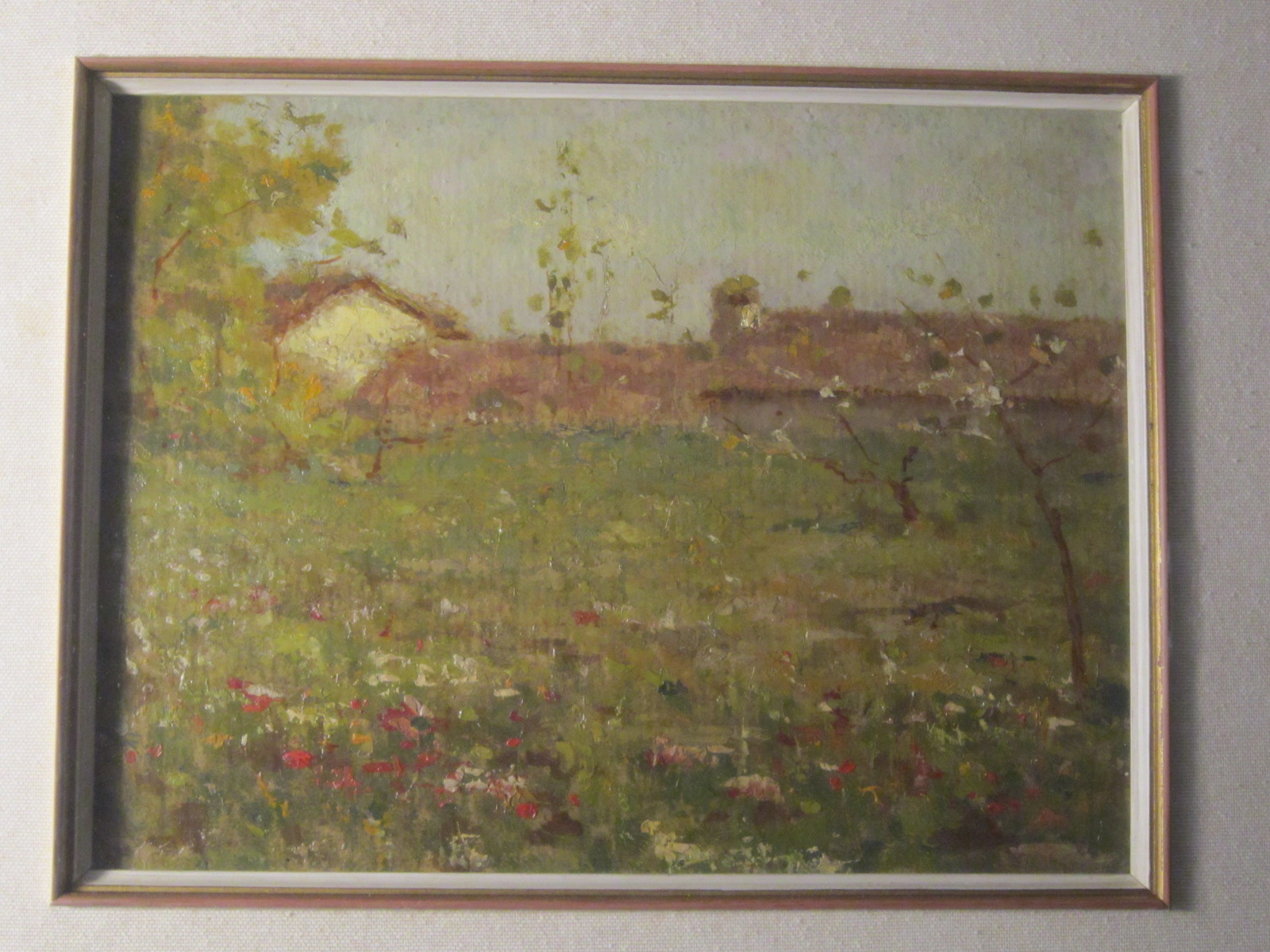
Tetti di case - Antonino Sartini (1889-1954)
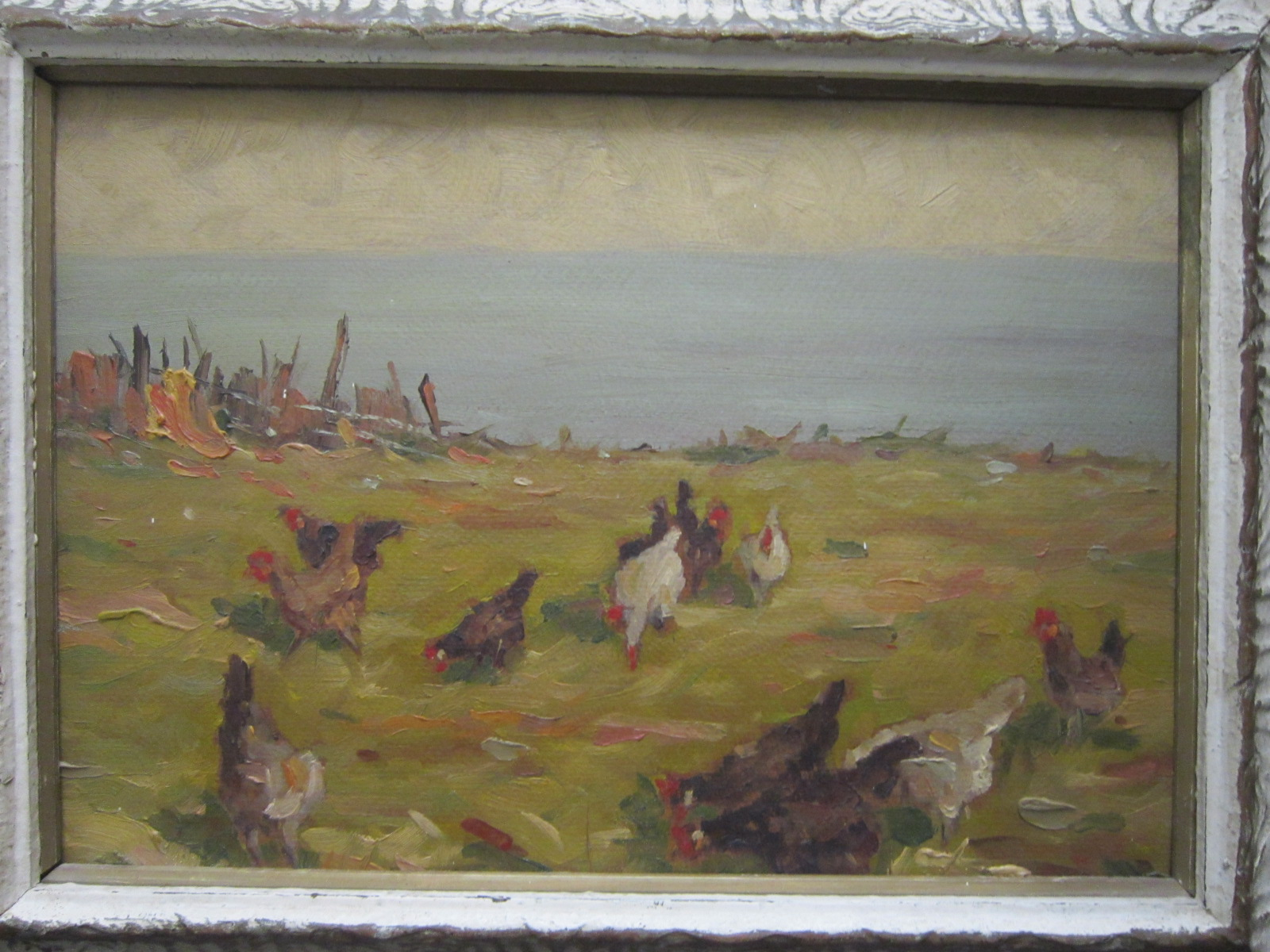
Polli nel campo, olio su tavola 12 x 23 cm, collezione privata.
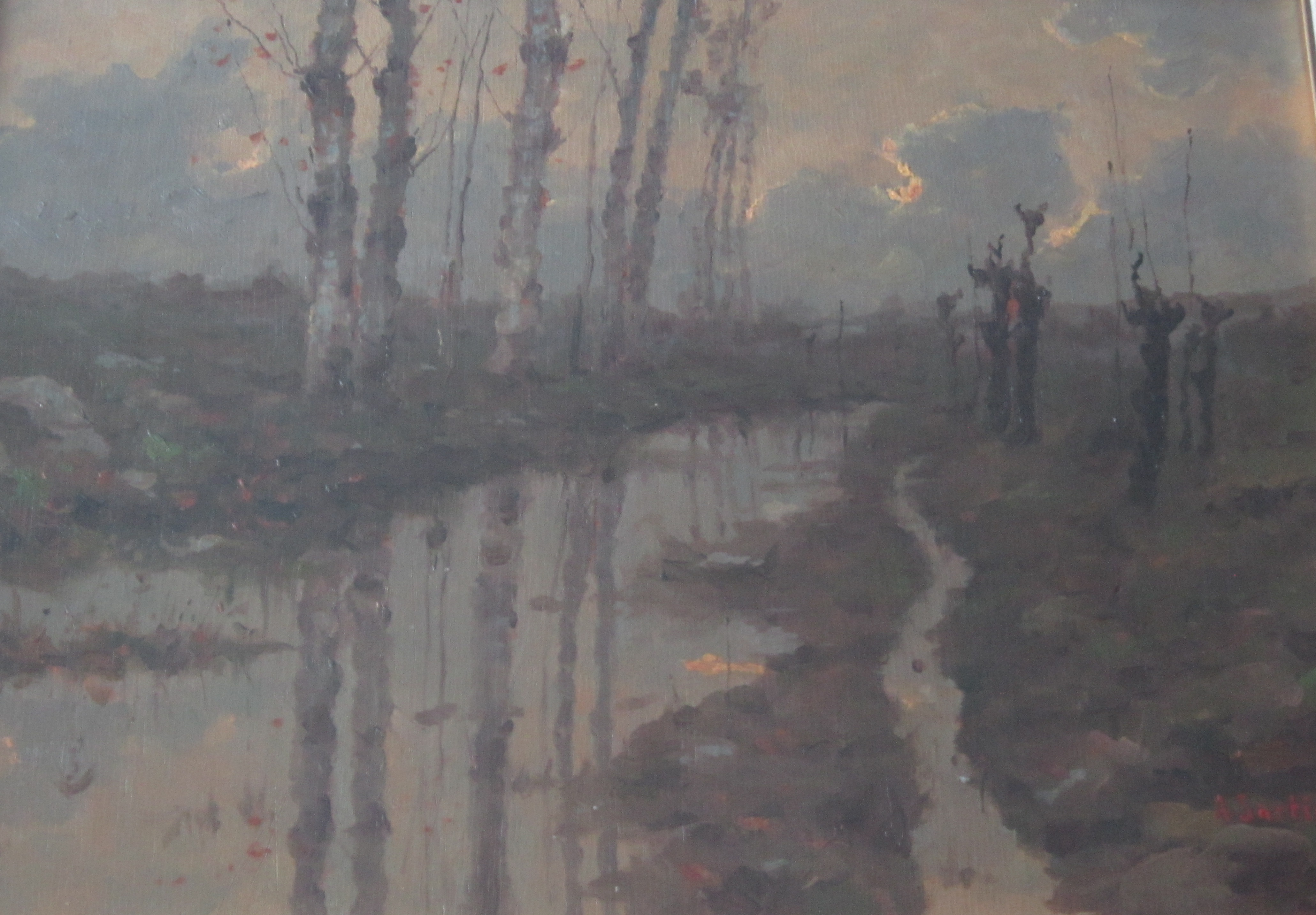
Rio cassola, olio su tavola 34 x 48 cm, collezione privata.
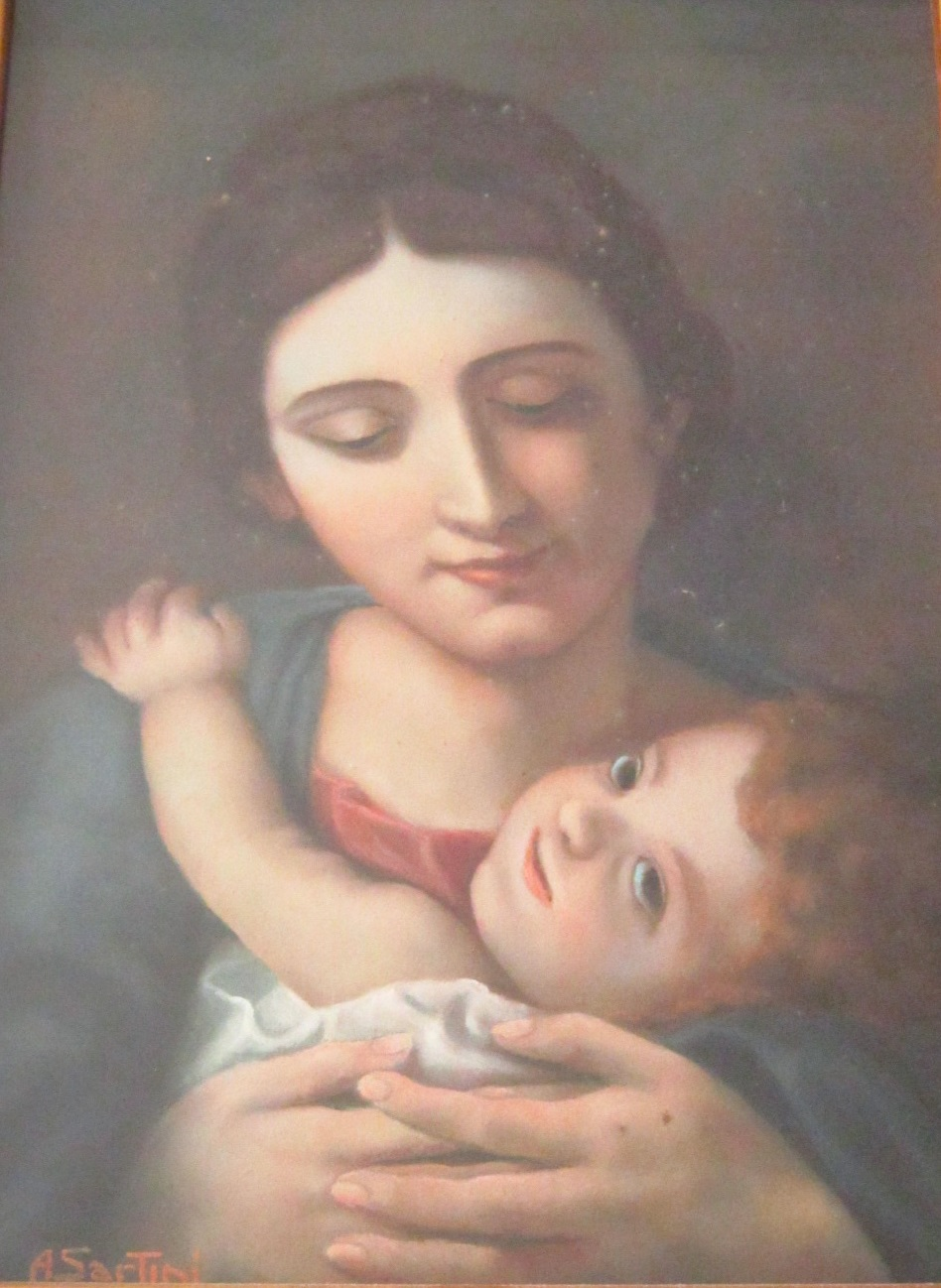
Madonna del rosario, 1927 (copia del quadro del pittore Carlo Cignari, conservato nella galleria degli Uffizi a Firenze), olio su tavola, 36 x 48 cm, collezione privata.
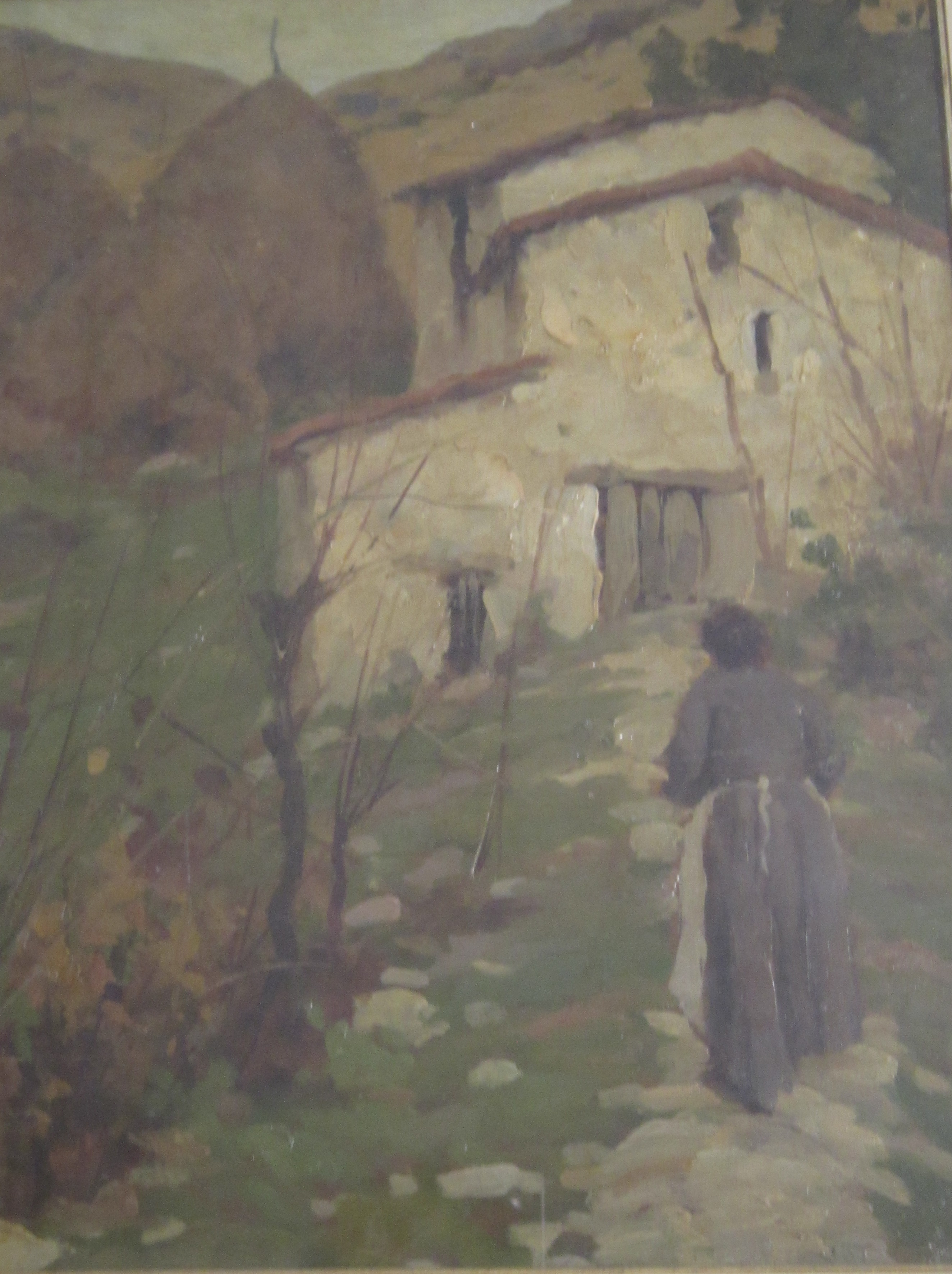
Crespellano, olio su tavola 35 x 44 cm, collezione privata.
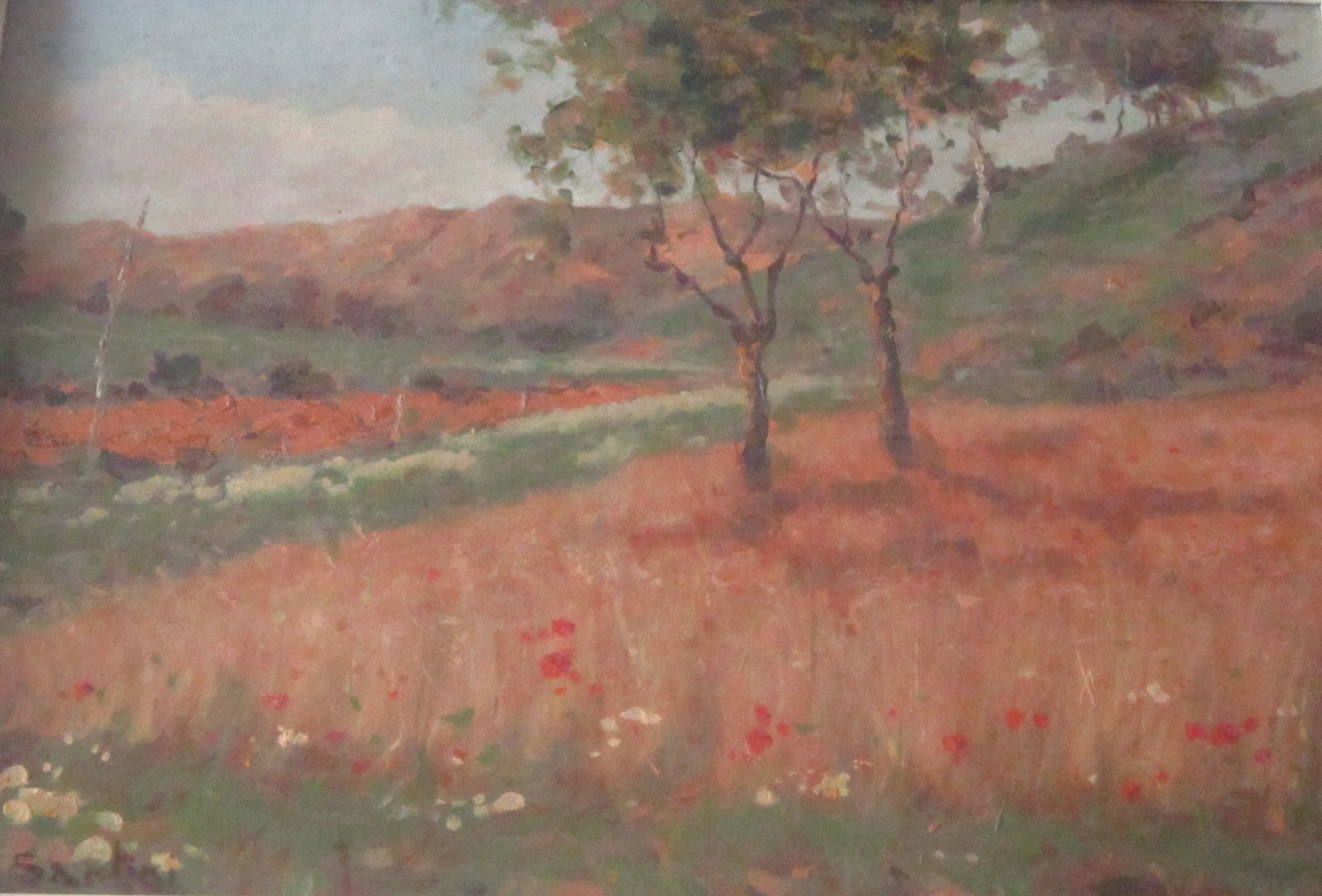
Il campo di grano, olio su tavola 30 x 43, collezione privata.
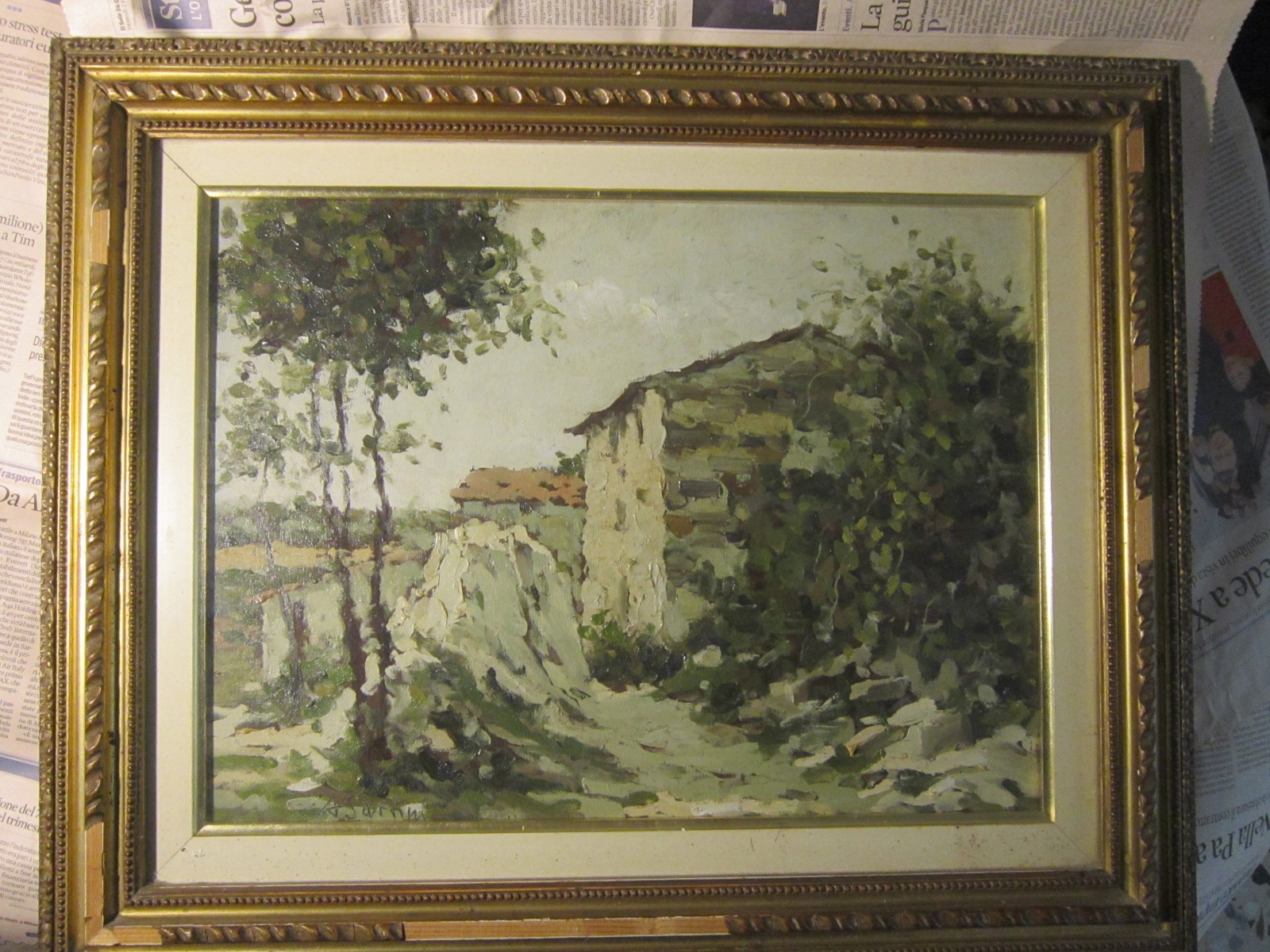
Case nell'entroterra bolognese - Antonino Sartini (1889-1954)
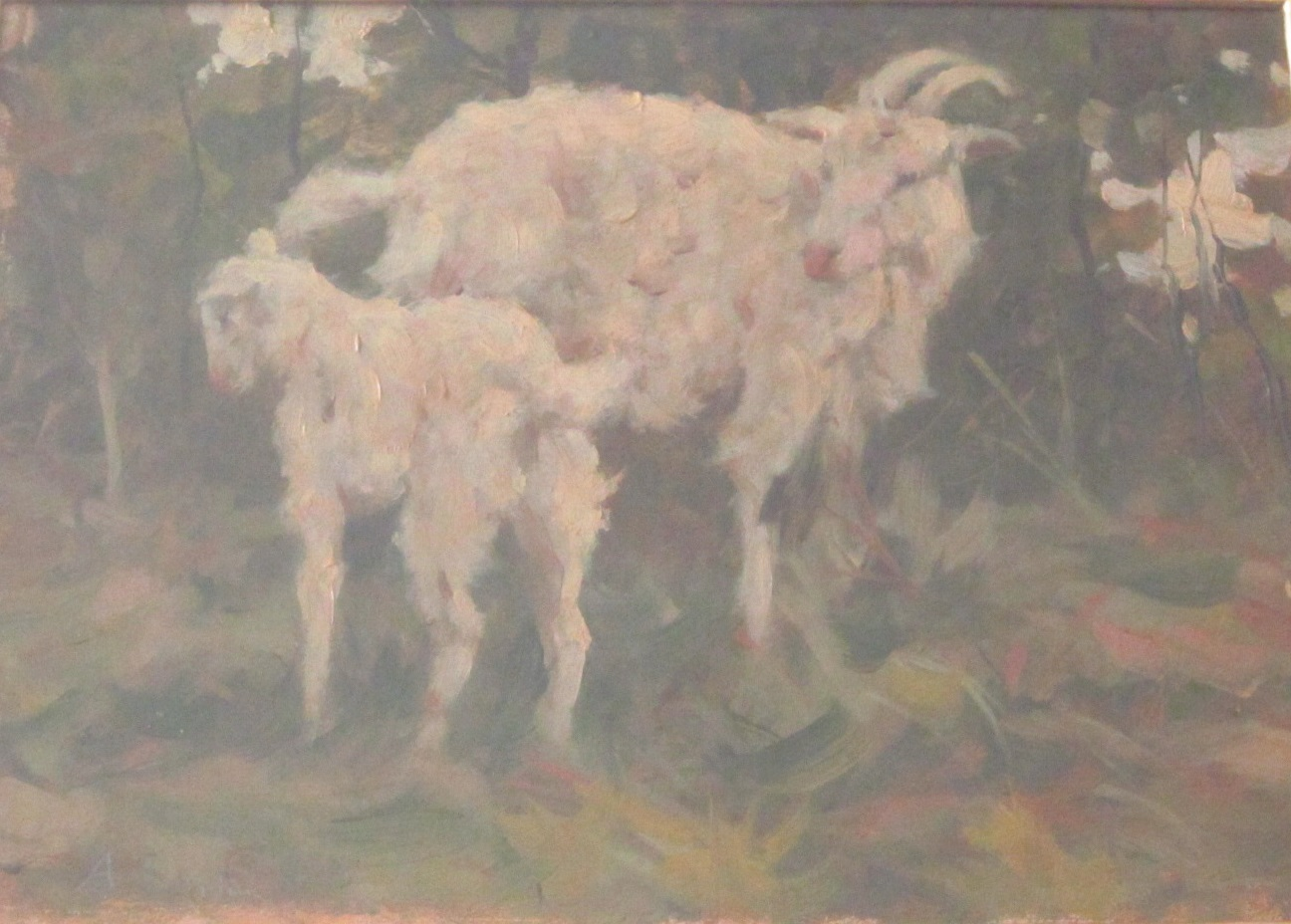
Intimità, 1946, olio su tavola 23 x 32, collezione privata.
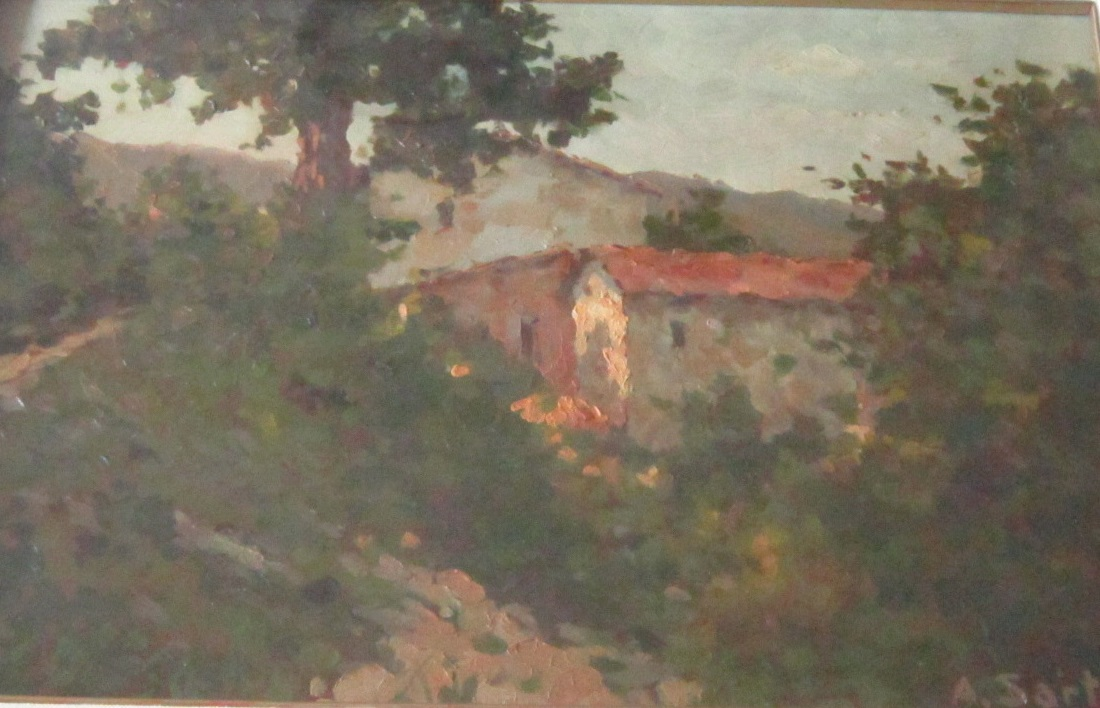
Case nel bosco, olio su tavola 32 x 47 cm, collezione privata.
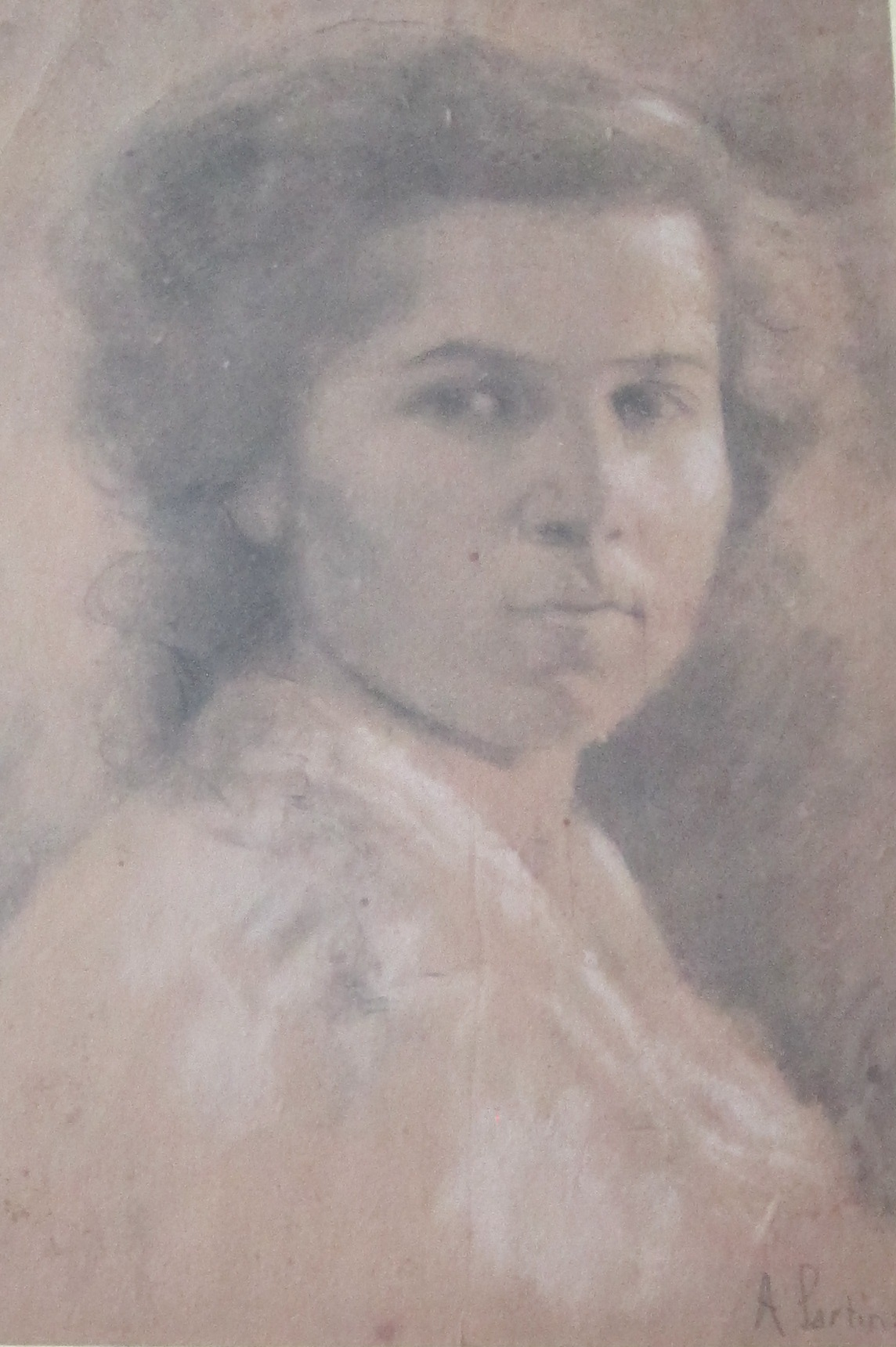
Ritratto di Gianna Pasotti, (sorella acquisita della moglie dell'amico Baldi Alfredo) disegno 25 x 38 cm, collezione privata.
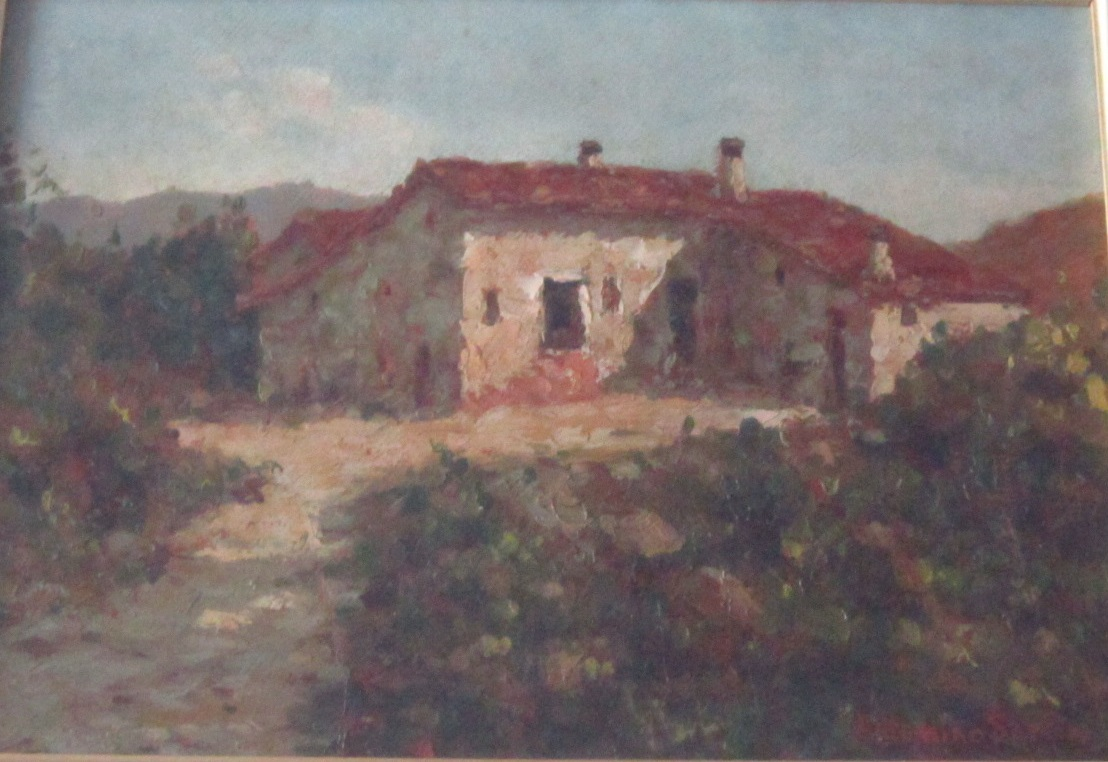
Casolare, olio su tavola, 26 x 36 cm, collezione privata.
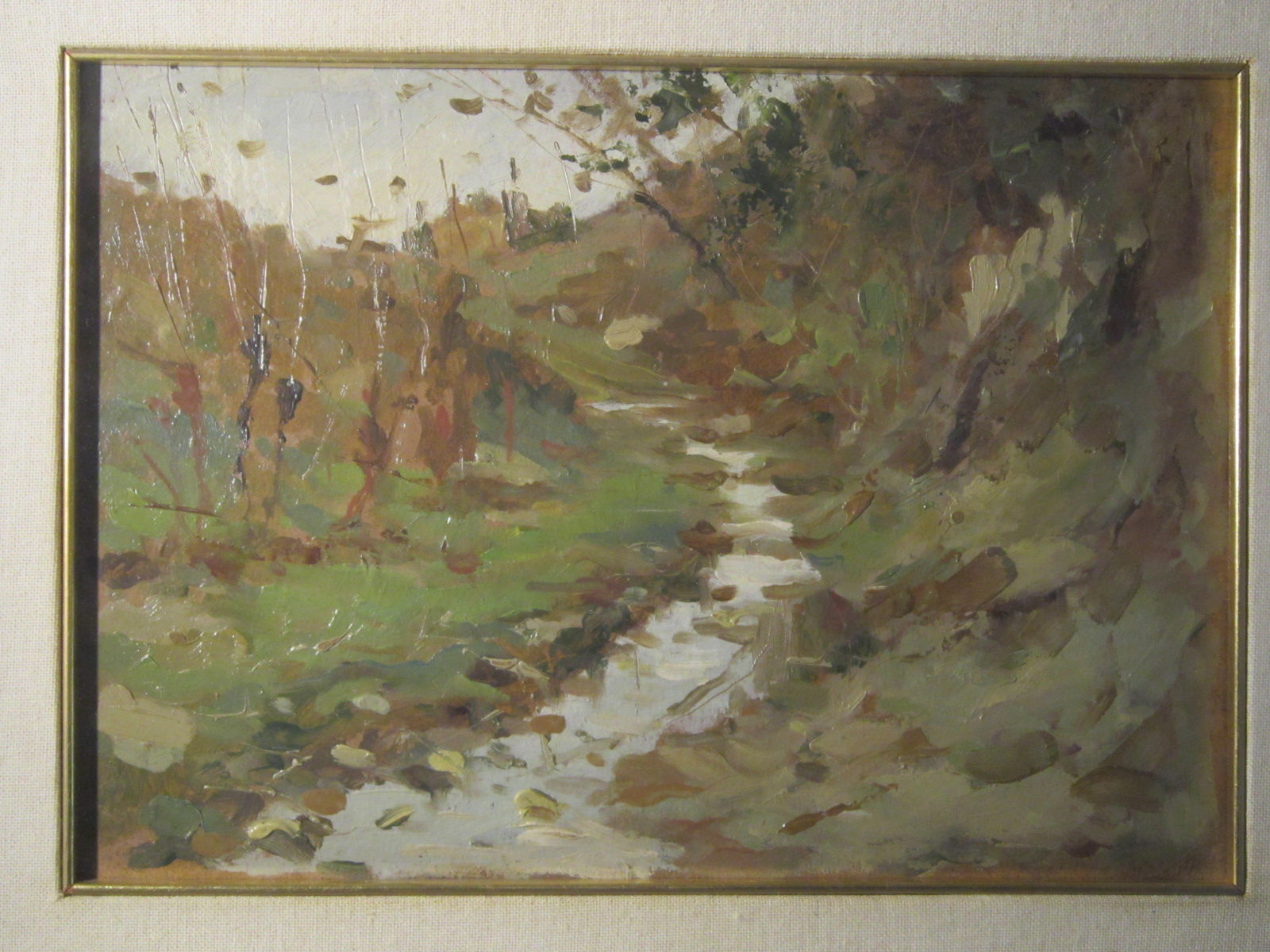
Ruscello solitario - Antonino Sartini (1889-1954)
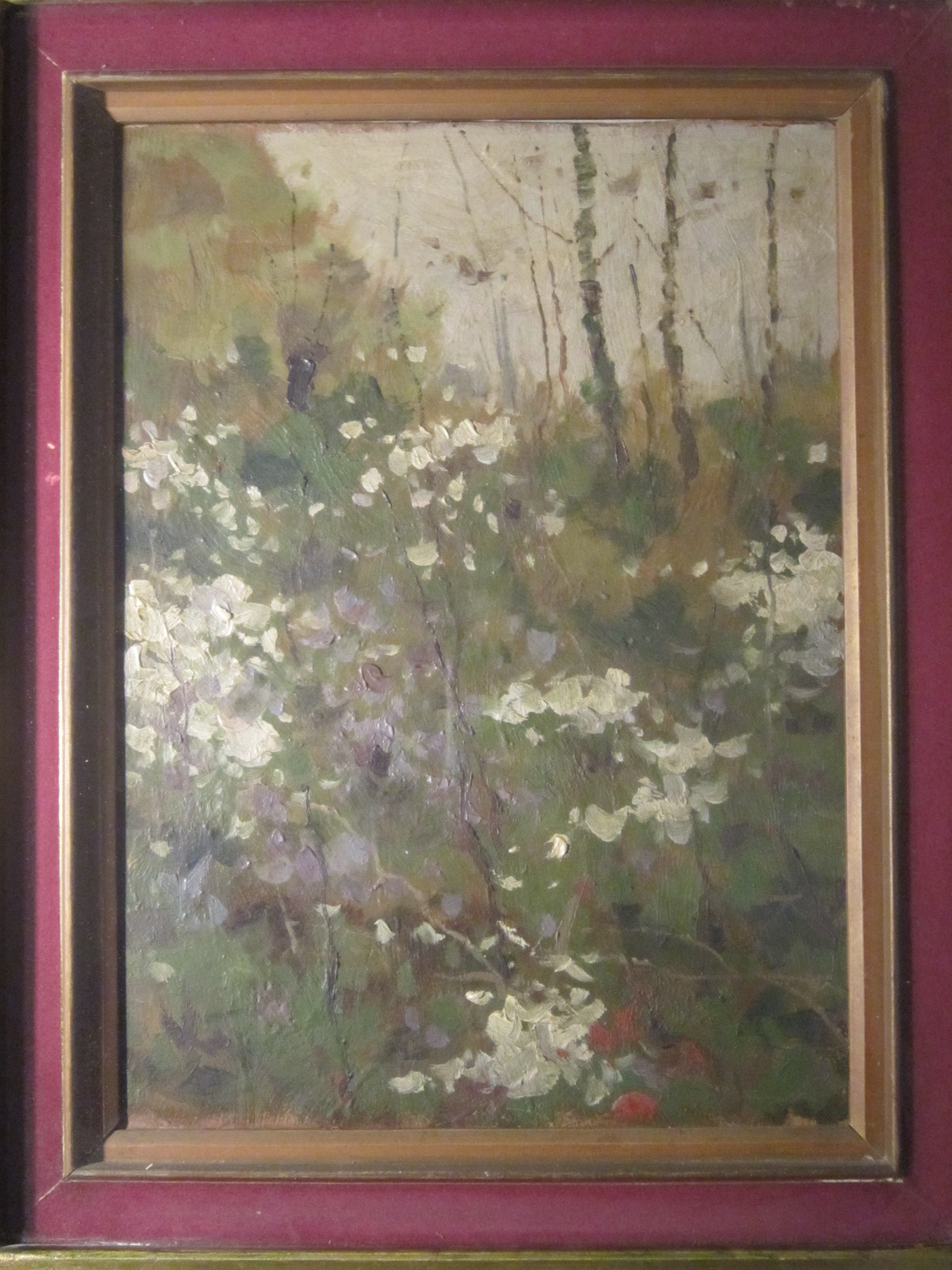
Canto della primavera - Antonino Sartini (1889-1954)
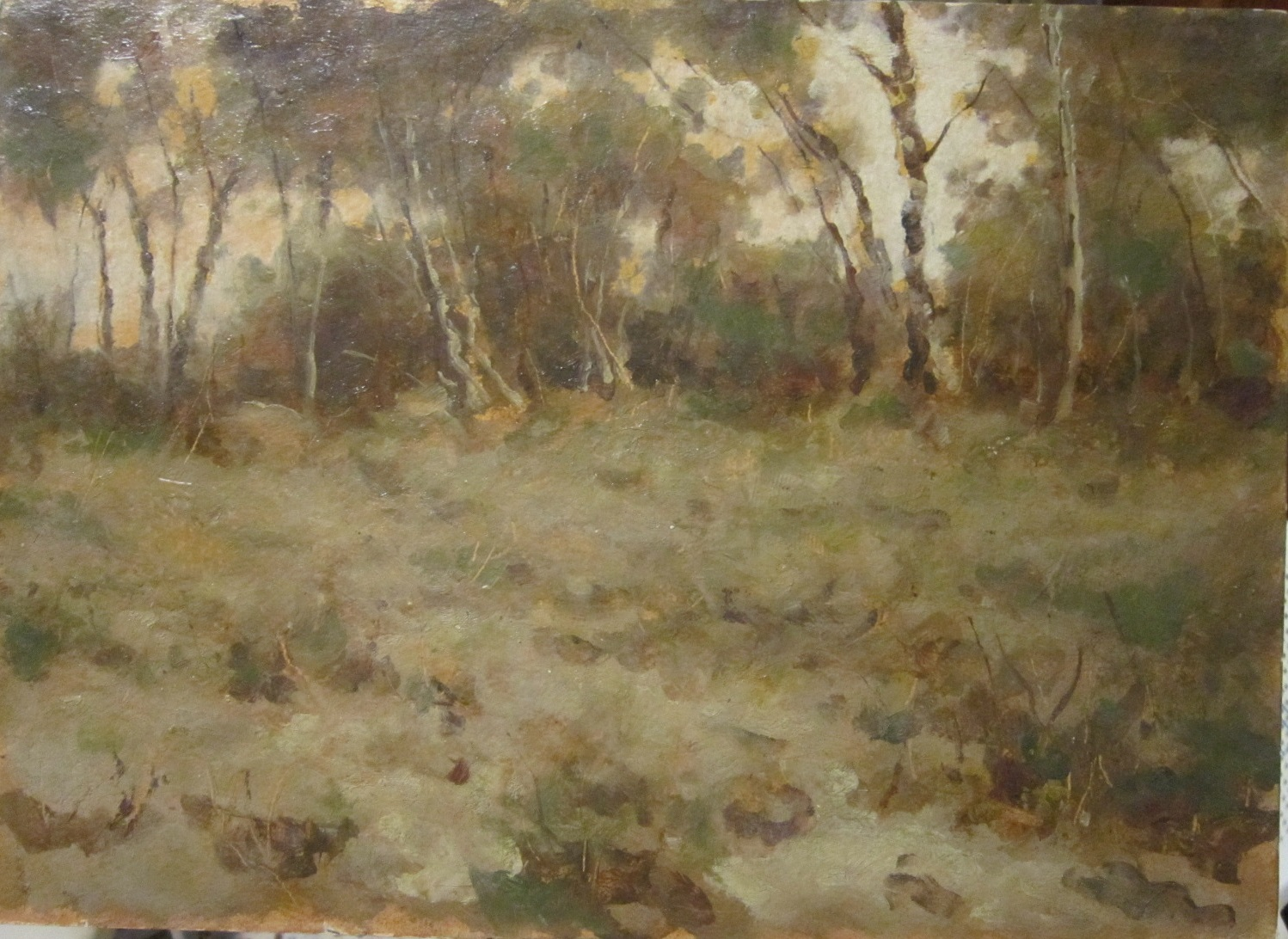
Il prato all'inizio del bosco - Antonino Sartini (1889-1954)
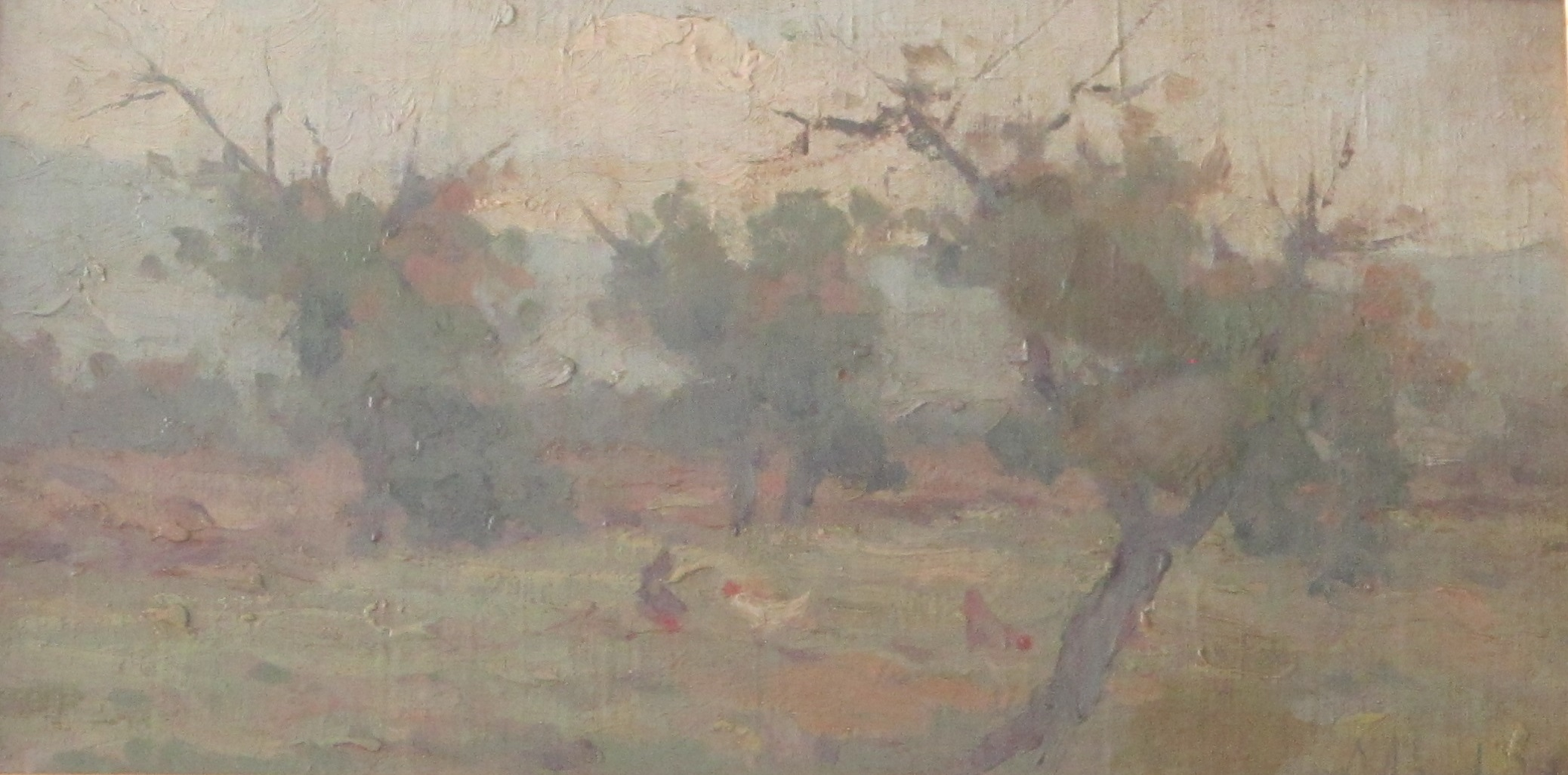
Polli nel campo - Antonino Sartini (1889-1954)
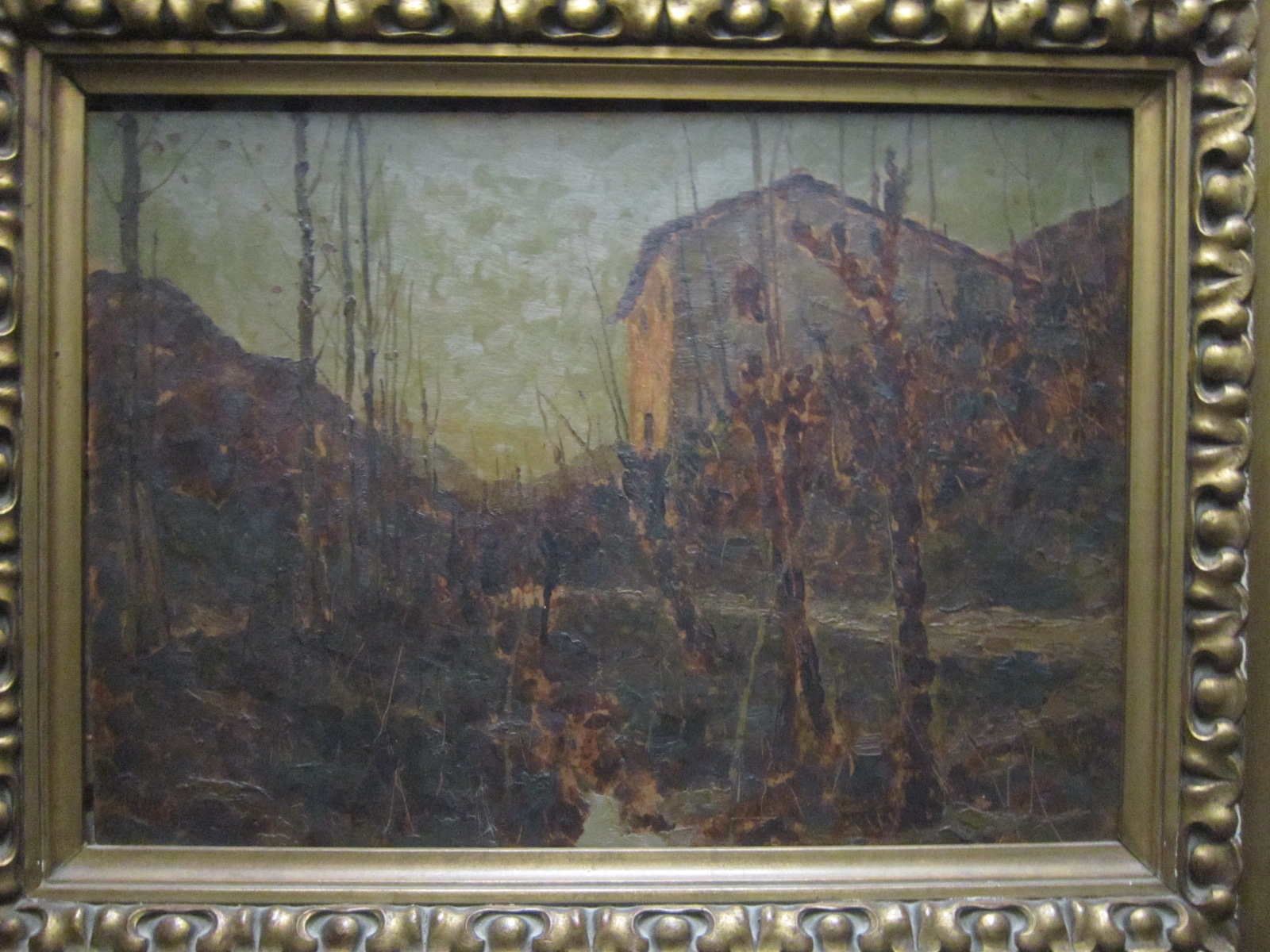
Casa sul ruscello al tramonto - Antonino Sartini (1889-1954)
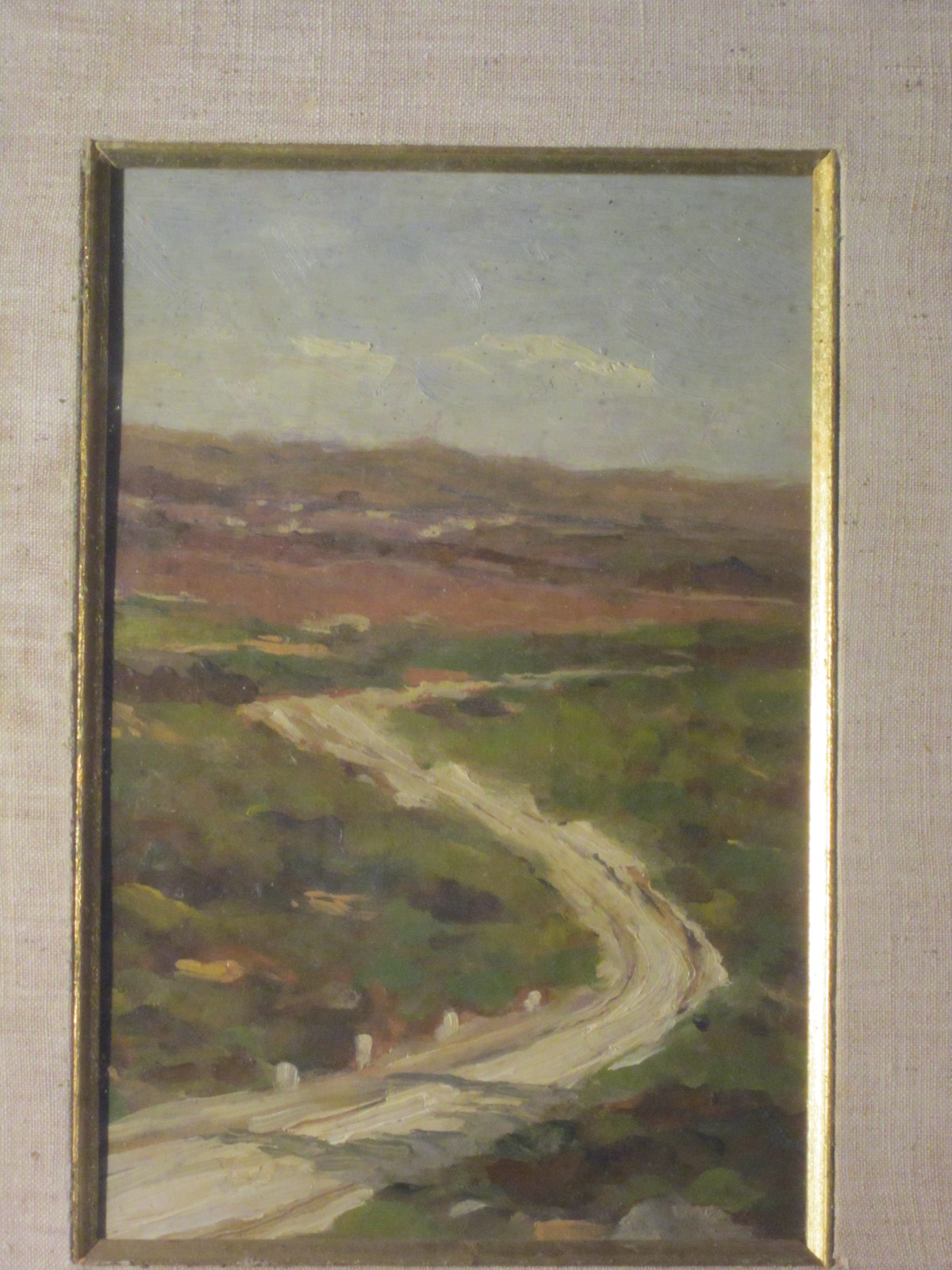
La strada della pianura - Antonino Sartini (1889-1954)
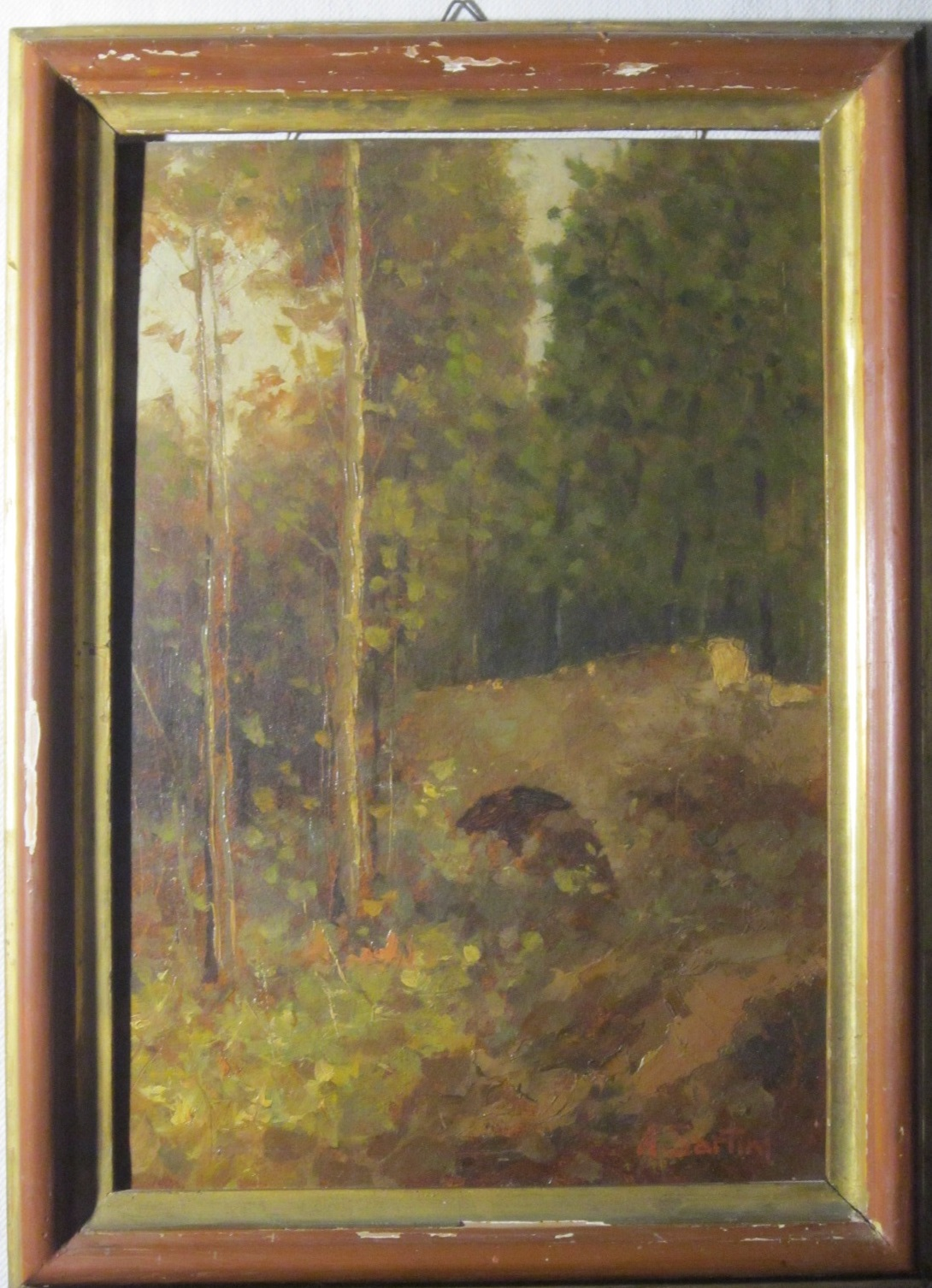
Ponte nel bosco - Antonino Sartini (1889-1954)
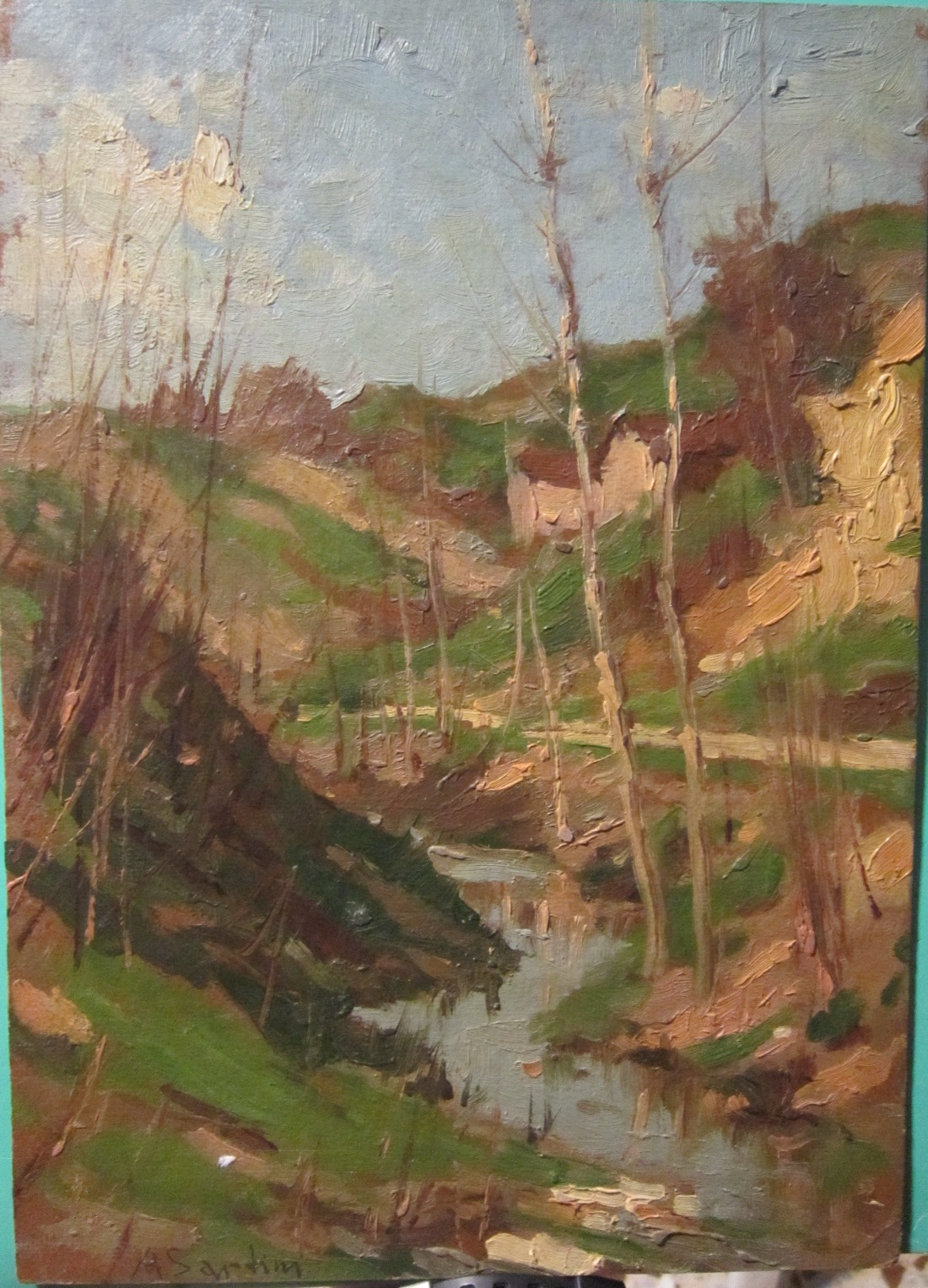
Ruscello tra colline - Antonino Sartini (1889-1954)

## Mostre più importanti, dopo la morte di Sartini[13]
Nel 1956 dal 14 al 28 ottobre, il Circolo Artistico propone una selezione di ben 70 opere (così scrivono le cronache d’arte, anche se in catalogo sono elencati solo 44 dipinti), introdotte da un’affettuosa memoria di Umberto Beseghi, presidente del circolo stesso. Questi sottolinea l’apporto di idee e di lavoro che l’artista ha portato al sodalizio (soprattutto in occasione della retrospettiva di Flavio Bertelli) e ne ricorda lo “sguardo pieno di luce”, osservando che per lui “il paesaggio e il ritratto sono un mezzo di comunicazione pittorica fra il soggetto e chi lo osserva”. La stampa cittadina si occupa con interesse dell’iniziativa: Marcello Azzolini su “l’Unità” rileva nella pittura di Sartini, oltre i ben noti influssi bertelliani, anche degli “inneschi leghiani" che gli giungono dalla non secondaria lezione dei Macchiaioli e ne mette a fuoco “la solida costruzione pennellata su pennellata dei paesaggi i quali ci consentono di richiamare perfino, alla lontana e con discrezione gli esempi degli impressionisti, se non proprio di un Cézanne”. Più cauto appare Luciano Bertacchini che su “L’Avvenire d’Italia” riprende la lettura tradizionale dell’opera di Sartini, enfatizzandone soltanto la “fedeltà ad una maniera” e la “coerenza davvero abbastanza rare”.
La seconda retrospettiva si tiene dal 1 al 15 gennaio 1970, alla Galleria Caldarese: in catalogo non figura un nuovo testo critico, ma vengono ripresi con attenzione i più acuti giudizi critici espressi negli anni sull’arte di Sartini, da quelli di Italo Cinti ed Amleto Montevecchi del 1931 alle poche recensioni del dopoguerra. Tra le opere esposte figura il Ritratto di Flavio Bertelli, la Tessitrice e Nostalgia, oltre ad una selezione di scorci di paesaggio. Nel maggio dello stesso anno l’Amministrazione comunale di Crespellano promuove ed organizza nella sala del Consiglio comunale un’ampia mostra, ricca di dipinti provenienti in gran parte dalla famiglia dell’artista ed ordinata da G. Guicciardi. Anche in questo caso l’impostazione critica seguita è quella ormai tradizionale volta a sottolineare, senza scosse, la “mitezza”, l’”umiltà”, il “calore affettivo” della pittura di Sartini.
Nel 1989, si tiene alla Galleria Sant’Isaia di Bologna una mostra su Antonino Sartini nel centenario della nascita. È Luigi Calanca, Sindaco di Crespelano dal 1975 al 1987, a introdurre la mostra con un acuto testo, che riporta per la prima volta diverse pagine del diario del giovane, scritte nel lontano 1912, quando Sartini si rivolge idealmente e pieno d’amore all’altrettanto giovane fidanzata, poi prematuramente scomparsa nel 1918, ed a chiamare Sartini il poeta amante della natura, cogliendone la più autentica essenza umana ed artistica del pittore.
Nel 2003, presso il Palazzo Stella di Crespellano, si è tenuta una mostra delle opere di Antonino Sartini, curata dalla storica dell’arte Marilena Pasquali, tra i maggiori conoscitori delle opere di Sartini.
Tra il 2009 eil 2010 a Bologna, si è tenuta una mostra dal titolo “Paesaggi, villaggi, contrade – pittura emiliana tra 800 e 900”, curata da Beatrice Buscaroli, presso la Fondazione Carisbo, a Casa Saraceni. La mostra, comprendeva settanta dipinti che raccontavano la storia e la trasformazione del territorio bolognese attraverso la riproduzione di campagne, colline, montagne, cascine, ruscelli e campi coltivati che rappresentano i soggetti principali dei quadri. Tra gli artisti vi è naturalmente Antonino Sartini, oltre che agli altri paesaggisti come Luigi Bertelli e altri ancora.
Tra il 14 dicembre 2013 fino al 12 gennaio 2014 si è tenuta la mostra "Antonino Sartini (1889-1954) Opere inedite", a Palazzo Garagnani in via Marconi 47 a Crespellano.
Nel 2016, presso Villa delle Rose a Bologna, sono state esposte alcune opere di Antonino Sartini. Sempre nel 2016 presso la Galleria Fondantico a Bologna, si è tenuta il "Secondo salone della pittura bolognese" dal 1940 ai giorni nostri, dove Antonino Sartini figura tra i pittori selezionati.
Nel 2019, presso la Galleria Fondantico a Bologna, si è tenuta la mostra "Bologna pittrice. Dipinti dal 1866 al 1976", dove Antonino Sartini figura tra i pittori selezionati.

## Riconoscimenti

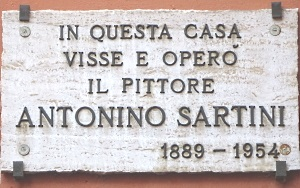
Targa commemorativa in onore di Antonino Sartini, affissa sul muro della casa dove visse e dipinse Sartini, nella frazione di Crespellano.

Nella frazione di Crespellano, luogo nativo dell'artista, vi è una via dedicata ad Antonino Sartini.
Nella stessa frazione di Crespellano (precisamente in Via Marconi 12) è inoltre stata apposta una targa in marmo che ricorda in quale casa visse e operò il pittore.